# Berbères
Les Berbères, ou Amazighs (en tamazight : Imaziɣen, ⵉⵎⴰⵣⵉⵖⵏ en néo-tifinagh ou ⵎⵣⵗⵏ en tifinagh traditionnel), sont un groupe ethnique, autochtone d'Afrique du Nord. Connus dans l'Antiquité sous le nom de Libyens, les Berbères ont porté différents noms durant l'histoire, tels que Mazices, Maures, Numides, Gétules, Garamantes et autres. Ils sont répartis dans une zone s'étendant de l'océan Atlantique à l'oasis de Siwa en Égypte, et de la mer Méditerranée au fleuve Niger en Afrique de l'Ouest. Cette zone s'étend sur près de cinq millions de kilomètres carrés.
La majeure partie des Berbères vit en Afrique du Nord : on les trouve au Maroc, en Algérie, en Tunisie, en Libye, au Niger, en Égypte, au Mali, en Mauritanie, au Burkina Faso, mais aussi aux îles Canaries. De grandes diasporas vivent en France, en Belgique, aux Pays-Bas, en Allemagne, en Italie, au Canada et dans d'autres pays d'Europe,.
Aujourd'hui, la plupart des Berbères sont de confession musulmane sunnite, mais on retrouve aussi des Berbères ibadites (dans le Djebel Nefoussa et à Zwara en Libye, à Djerba en Tunisie, dans le Mzab et à Ouargla en Algérie), juifs et chrétiens.
L'identité berbère est généralement plus large que la langue et l'ethnicité, et englobe toute l'histoire et la géographie de l'Afrique du Nord. Les Berbères ne sont pas une ethnie entièrement homogène, et ils comportent un éventail de sociétés et d'ascendances. Les forces unificatrices du peuple berbère peuvent être une langue commune, une origine commune et une identification collective au patrimoine, à la culture et à l'histoire berbère.
Historiquement, les Berbères parlaient des langues berbères, classées dans la branche des langues chamito-sémitiques. Il y aurait environ 28 à 38 millions berbérophones en Afrique du Nord,. Le nombre de Berbères ethniques (y compris non amazighophones) serait plus élevé, car beaucoup d'Amazighs ne parlent plus le berbère, mais l'arabe maghrébin. Les populations berbérophones partagent un fond culturel berbère commun, qui transparaît également dans leur génétique,, bien qu'en raison de l'arabisation, des migrations arabes successives et du métissage relatif, la majorité des Berbères arabophones s'identifient ethniquement comme arabe,.
La proportion ethnique varie entre les pays, les données et les sources. Par exemple, selon Encyclopædia Britannica, 25 % de la population algérienne serait ethniquement Berbère.
Pour la population marocaine, c'est 21 %.
Pour la Tunisie, c'est différent car on estime qu'approximativement 1,4 % de la population serait berbère, le pays étant très distinct de ses voisins en ce qui concerne la question identitaire. Alors que le Maroc et l'Algérie reconnaissent l'amazighité et l'arabité dans leurs constitutions comme composante identitaire, la Tunisie, elle, ne reconnaît que la composante arabe. La CIA utilise le concept d'arabo-berbère pour quantifier les proportions ethniques des pays de l'Afrique du Nord.
Certains Berbères s'appellent Imazighen,. Ce terme serait lié au nom antique des Mazices, ethnonyme relevé par les auteurs de langue latine, et sa variante Maxyes, terme relevé par Hérodote.
Il est également retrouvé sur des stèles libyques dans l'est de l'Algérie.

## Liminaire
Avant l'arrivée de l'islam, de nombreux rois Berbères ont régné sur différentes régions d'Afrique du Nord, tels que Gaïa, Syphax, Massinissa, Juba Ier, Bocchus, Bogud, Bocchus II et Juba II, mais aussi des reines, telles qu'Eunoé, Dihya (Kahena), Sophonisbe ou encore Tin Hinan. De grandes confédérations de Libye antique ont aussi existé, telles celles des Libous ou des Mâchaouach, et les XXIIe et XXIIIe dynasties égyptiennes qui en sont issues. Il y eut aussi des expansions berbères à travers le sud du Sahara, la plus récente étant celle des Touaregs et la plus ancienne celle des Capsiens.

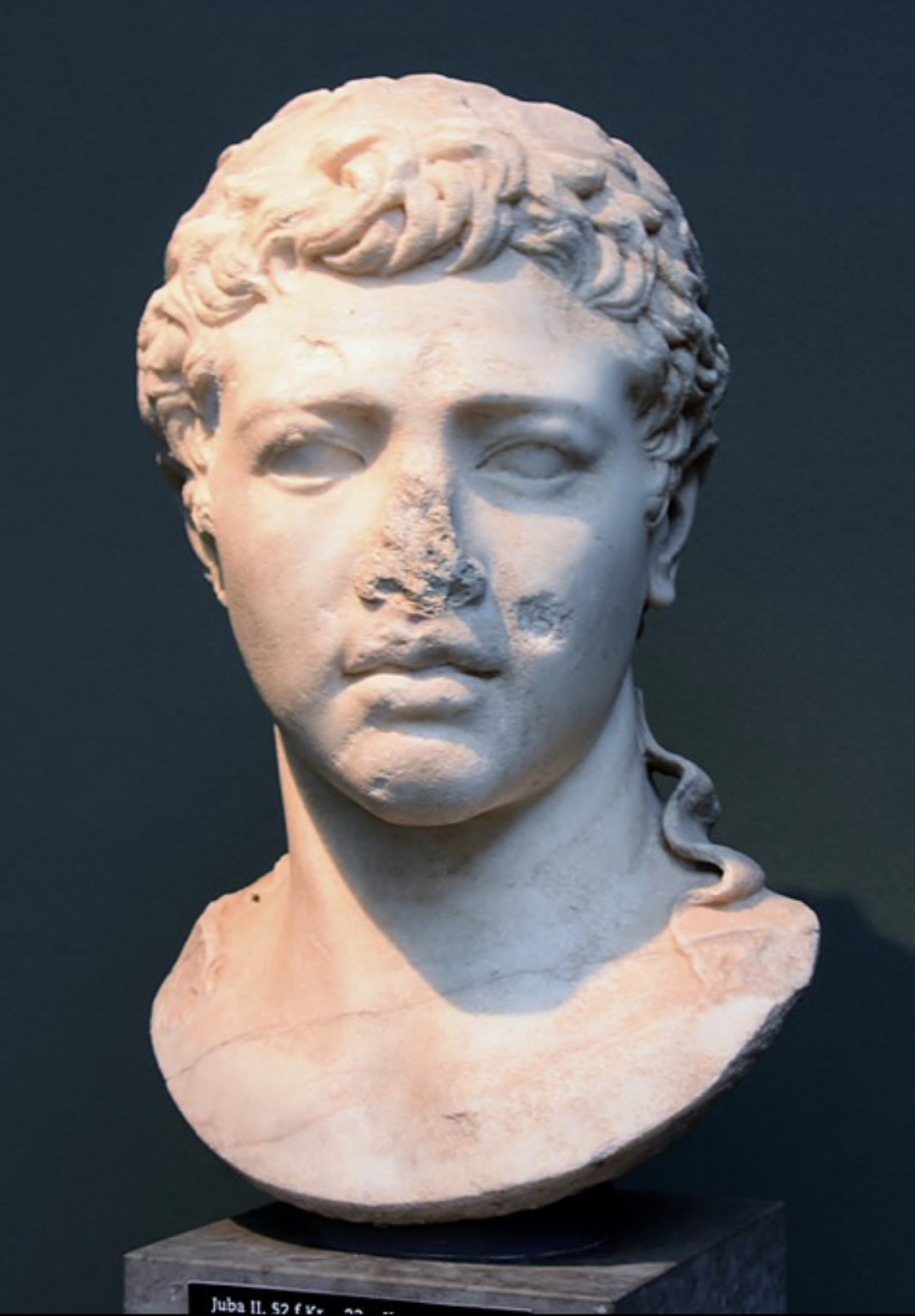
Juba II, roi de Maurétanie, ancien royaume berbère (Libye antique) établi dans le nord de l'actuel Maroc jusqu'à l'est de l'actuelle Algérie.

L'arrivée de l'islam en Afrique du Nord permet l'émergence d'États berbères musulmans indépendants comme le royaume sufrite de Tlemcen, le royaume des Berghwatas ou l'émirat de Nekor. Il s'ensuit une succession de grandes dynasties berbères musulmanes : les Zirides, les Hammadides, les Almoravides, les Almohades, les Mérinides, les Zianides, les Hafsides, ou encore les Wattasides. Les berbères seront d'ailleurs les principaux acteurs de la conquête musulmane de l'Ibérie, menés par Tariq Ibn Ziyad depuis Tanger et soutenus par un berbère chrétien nommé Julien.
Plus réduites, les zones berbérophones actuelles sont inégalement réparties, majoritairement au Maroc et en Algérie ainsi que dans une moindre mesure en Libye, en Tunisie et en Égypte. Les langues berbères forment une branche de la famille des langues afro-asiatiques. Autrefois, leur alphabet servait à écrire le libyque, dont l'alphabet, appelé « tifinagh », qui est juste comme son nom l'indique une variation du phénicien. Cet alphabet a continué à être utilisé par les Touaregs et fait preuve aujourd'hui d'un regain d'intérêt auprès des berbérophones.
Les berbères constituent donc une mosaïque de peuples de l'Égypte aux Îles Canaries, se caractérisant par des relations linguistiques, culturelles et ethniques. On distingue plusieurs formes de langues berbères : le chleuh, le chaoui, le rifain, le kabyle, le chenoui, le mozabite, le nafusi et le touareg sont les plus importantes variétés de la langue berbère. À travers l'histoire, les berbères et leurs langues ont connu des influences puniques, romaines, arabes, turques ou encore françaises, ce qui fait que de nos jours sont officiellement dites « amazighes » les ethnies d'Afrique du Nord parlant, se considérant et se réclamant amazighes.
Cependant, le terme « berbère » est un exonyme à étymologie aliénante qui signifie « étranger » et qui n'est pas forcément reconnu par certains berbères qui lui préfèrent le terme autoethnonyme Amazigh.
Selon Charles-Robert Ageron, « dans l'usage courant, qui continue la tradition arabe, on appelle Berbères l'ensemble des populations du Maghreb ».

## Étymologie
Si le terme « Berbère(s) » désigne de nos jour des populations définies, il n’existe pas avant la conquête arabe de vocable désignant l’ensemble des populations évoluant dans la région qui correspond au Maghreb actuel. La première occurrence du mot — ou plutôt la forme « barbar-s » — semble s'être trouvée au milieu du VIIIe siècle chez Ibn al-Kalbi qui, selon Ibn Khaldoun (XIVe siècle), distinguait des « tribus berbères » les Kutâmâ et les Sanhâdja. Mais certains auteurs arabes attestent d'une tradition orale qui pourrait remonter à la fin du VIIe siècle, évoquant la notamment mort de Oqba Ibn Nafi (vers 680) sous les coups « des berbères et des chrétiens ».
« Barbar-s » est ainsi une invention d’époque islamique qui n’a pas de lien avec les catégorisations antiques tel que cela a souvent été avancé dans les hypothèses « continuistes » consistant à affirmer que les Barbar-s/Berbères existaient avant la conquête arabo-musulmane et qu’ils n’ont fait que changer de nom avec cette dernière. Or, les sources arabes relatant à l’arrivée des musulmans au Maghreb sont précisément caractérisées par une rupture dans la présentation de l’image de la société maure, dont rien ne semble établir la continuité avec ce qui précédait : changement du vocabulaire ethnographique avec l'apparition d'un nouveau nom générique (Berbères) et d’ethnonymes jusque là inconnus, effacement du passé numide et romain et apparition de héros héros légendaires jamais attestés auparavant, division des populations locales en deux groupes jusque-là absents des sources préarabes...
Il a longtemps été avancé que Berbères serait simplement la version arabe de Barbari, nom par lequel les Grecs (sous la forme barbaroi) et les romains Romains (sous la forme barbarus) auraient habituellement désigné les autochtones africains non romanisés. Or cette appellation est relativement rare quand les sources érudites et des inscriptions officielles des IVe au VIe siècles — voire jusqu'au VIIIe siècle dans les sources espagnoles — privilégient nettement les formes Mauri ou Maurousioi. En outre, le terme barbaroi/barbarus s'applique alors également aux Vandales ayant conquis la région et le verbe arabe barbara attesté pour désigner ceux qui ne parlent pas l’arabe est appliqué aux Byzantins parlant grec.
La rareté des attestation du terme en grec ou en latin barbaroi/barbarus a par ailleurs conduit à proposer une autre explication étymologique faisant remonter l'origine du terme « berbère » à la double confédération des Bavares ou Babares, établie à la fois en Maurétanie Sitifienne et Césarienne, mais l'hypothèse se heurte a une problème chronologique insurmontable, le contact avec ces tribus étant de loin postérieure à la connaissance des populations maures par les conquérants arabes. Une construction remontant au IXe siècle apparait dans les rares sources arabes qui justifient le choix du terme barbar pour désigner les habitants du Maghreb, le liant, d'après Al-Balâdhurî, à une expression attribuée par Ibn al-Kalbi à un certain Ifrikis, roi des Tubba et conquérant légendaire de l'Ifriqiya qui, étonné de leur nombre, se serait écrié au sujet des autochtones : « Comme ils sont nombreux ces barbara ! ». 
Les sources érudites antiques évoquant les Mauri ne reflètent peut-être pas le vocabulaire courant de la majorité des Africains romanisés des villes et des campagnes dont la langue dominante est au moment de la conquête arabe est un latin populaire évoluant vers une forme « romane », langue populaire dans laquelle un grammairien tardif relève une « faute » courante qui consiste à prononcer « barbar » au lieu de  « barbari ». Ceci peut laisser penser que c’est en entendant ce mot barbar prononcé par la population locale romanisées que les conquérants de l'Ifriqiya ont adopté le nom « barbar-s/berbères ». Ainsi, si l'étymologie du mot Berbère ne peut être établie avec précision, il reste vraisemblable que le terme dérive du latin barbarus mais en  « introduisant (...) une dimension sociale trop souvent oubliée dans l’explication linguistique ».

## Origines
Les études anthropologiques et génétiques ont révélé la complexité du peuplement de l'Afrique du Nord.
La question du type humain auquel se rattachaient les berbères ou tout au moins leur composant principal a été l'objet d'un débat récurrent. Pour les uns, une évolution se ferait par gracilisation avec une gracilisation générale du squelette, un changement dans les proportions du crâne, qui de l'hyperdolicocéphalie des débuts de l'Ibéromaurusien va devenir brachycéphale ; elle s'observe dans le Columnatien, où Marie-Claude Chamla a identifié des Mechta-Afalou gracilisés. Pour d'autres, il y aurait une impossibilité anatomique de passer du type Mechta-Afalou au type proto-méditérannéen ; la transition anatomique de l'Afrique du Nord résulterait donc d'une migration[réf. non conforme],,.

### Recherches pré-modernes
Selon les récits de l'Antiquité, notamment ceux d'Hérodote (v. 484 av. J.-C. - 425 av. J.-C.) dans son écrit L'Enquête (en grec ancien : Ἱστορίαι / Historíai), relatant les informations collectées pendant ses voyages en Afrique du Nord, les Libyens (terme générique pour les berbères) se disaient descendre des Troyens. Il les plaçait dans la partie septentrionale de l'Afrique, dans les montagnes de l'Atlas (Enquête, IV, 184-185). Par ailleurs, toujours selon Hérodote, le terme de « Maxies » était utilisé par les berbères pour se dénommer. Hérodote compte parmi eux les « Atlantes ».
Le Romain Salluste n'hésite pas à remonter les siècles pour rechercher les origines des berbères ; il va même jusqu'à interroger les ouvrages en langue punique en possession du roi Hiempsal II ou les écrits mêmes de ce souverain numide.
Le Grec Diodore de Sicile aussi a consacré plusieurs paragraphes de son Livre Trois (LIV-LV) à un peuple d'« Atlantes » qu'il situe « à l'extrémité de l'Afrique » et qu'il présente comme « arrivé à un assez haut degré de puissance et de civilisation ». Il place leur histoire aux temps légendaires de la mythologie et y voit l'origine de nombreux dieux ; par ailleurs, ces « Atlantes » doivent faire face à leurs « voisins » les « Gorgones » et sont vaincus par les « Amazones ».
Au Moyen Âge, les thèses s'appuient sur des récits bibliques et sur des références historiques comme Ibn Khaldoun : elles donnent alors à ce peuple une origine chamitique.
Aux XIXe et XXe siècles, plusieurs auteurs lui attribuent une origine européenne et nordique.[réf. nécessaire]

### Génétique
| Population                       | n   | A/B   | E(xE1b1b) | E-M215 | F-M89  | K-M9  | G     | I | J1     | J2    | R1a   | R1b    | Autre  | Source                      |
| -------------------------------- | --- | ----- | --------- | ------ | ------ | ----- | ----- | - | ------ | ----- | ----- | ------ | ------ | --------------------------- |
| Algérie/Chaouis                  | 218 | 0     | 4,6 %     | 85,3 % | 0      | 0     | 0     | 0 | 4,6 %  | 0,9 % | 0     | 0,5 %  | 1,9 %  | Abdeli et Benhassine (2019) |
| Algérie/Kabyles                  | 100 | 0     | 2 %       | 71 %   | 0      | 0     | 7 %   | 0 | 0      | 7 %   | 0     | 6 %    | 7 %    | Kabyle DNA Project          |
| Algérie/Kabyles/Tizi Ouzou       | 19  | 0     | 0         | 57,9 % | 10,5 % | 0     | 0     | 0 | 15,8 % | 0     | 0     | 15,8 % | 0      | Arredi et al. (2004)        |
| Algérie/Mozabites                | 67  | 0     | 4,5 %     | 89,6 % | 0      | 0     | 1,5 % | 0 | 1,5 %  | 0     | 0     | 3 %    | 0      | Dugoujon et al. (2009)      |
| Algérie/Mozabites                | 20  | 0     | 10 %      | 80 %   | 0      | 0     | 0     | 0 | 0      | 0     | 0     | 10 %   | 0      | Bekada et al. (2015)        |
| Algérie/Zénètes                  | 35  | 0     | 25,7 %    | 51,4 % | 0      | 0     | 0     | 0 | 11,4 % | 0     | 0     | 8,5 %  | 2,8 %  | Bekada et al. (2015)        |
| Burkina Faso/Touaregs            | 18  | 0     | 16,7 %    | 77,8 % | 0      | 5,6 % | 0     | 0 | 0      | 0     | 0     | 0      | 0      | Salas et al. (2010)         |
| Égypte/Siwis/Désert Libyque      | 35  | 0     | 5,7 %     | 62,9 % | 0      | 0     | 0     | 0 | 31,4 % | 0     | 0     | 0      | 0      | Kujanová et al. (2009)      |
| Égypte/Siwis/Siwa                | 93  | 28 %  | 6,5 %     | 12 %   | 0      | 0     | 3,2 % | 0 | 7,5 %  | 6,5 % | 0     | 28 %   | 8,3 %  | Dugoujon et al. (2009)      |
| Libye/Touaregs/Al Awaynat        | 38  | 0     | 50 %      | 39 %   | 0      | 0     | 0     | 0 | 0      | 0     | 0     | 11 %   | 0      | Ottoni et al. (2011)        |
| Libye/Touaregs/Tahala            | 9   | 0     | 11 %      | 89 %   | 0      | 0     | 0     | 0 | 0      | 0     | 0     | 0      | 0      | Ottoni et al. (2011)        |
| Mali/Touaregs                    | 11  | 0     | 9,1 %     | 90,9 % | 0      | 0     | 0     | 0 | 0      | 0     | 0     | 0      | 0      | Salas et al. (2010)         |
| Maroc/Amazighs                   | 64  | 0     | 6,3 %     | 79,6 % | 0      | 0     | 0     | 0 | 0      | 0     | 0     | 0      | 14,1 % | Semino et al. (2004)        |
| Maroc/Rifains                    | 43  | 0     | 0         | 79,1 % | 0      | 0     | 0     | 0 | 0      | 0     | 0     | 0      | 0      | Reguig et al. (2014)        |
| Maroc/Rifains                    | 55  | 0     | 12,7 %    | 65,1 % | 0      | 0     | 0     | 0 | 0      | 0     | 0     | 0      | 12,7 % | Semino et al. (2004)        |
| Maroc/Chleuhs                    | 65  | 0     | 0         | 98,5 % | 0      | 0     | 0     | 0 | 0      | 0     | 0     | 0      | 0      | Reguig et al. (2014)        |
| Maroc/Chleuhs                    | 35  | 0     | 2,5 %     | 85 %   | 0      | 0     | 0     | 0 | 0      | 0     | 0     | 0      | 12,5 % | Semino et al. (2004)        |
| Maroc/Chleuhs/Amizmiz            | 33  | 3 %   | 6,1 %     | 90,8 % | 0      | 0     | 0     | 0 | 0      | 0     | 0     | 0      | 0      | Alvarez et al. (2009)       |
| Maroc/Chleuhs/Asni               | 54  | 0     | 9,3 %     | 85,2 % | 0      | 0     | 0     | 0 | 1,9 %  | 0     | 0     | 1,9 %  | 1,9 %  | Dugoujon et al. (2009)      |
| Maroc/Zayanes                    | 187 | 0     | 0         | 89,8 % | 0      | 0     | 0     | 0 | 0      | 0     | 0     | 0      | 0      | Reguig et al. (2014)        |
| Maroc/Zayanes                    | 69  | 2,9 % | 5,7 %     | 81,1 % | 0      | 0     | 4,3 % | 0 | 5,8 %  | 0     | 0     | 0      | 0      | Dugoujon et al. (2009)      |
| Maroc/Béni-Snassen/Sidi Bouhria  | 67  | 0     | 7,5 %     | 79,1 % | 0      | 0     | 6,0 % | 0 | 1,5 %  | 1,5 % | 4,5 % | 0      | 0      | Dugoujon et al. (2009)      |
| Niger/Touaregs                   | 18  | 5,6 % | 44,4 %    | 16,7 % | 0      | 0     | 0     | 0 | 0      | 0     | 0     | 33,3 % | 0      | Salas et al. (2010)         |
| Tunisie/Amazighs/Bou Omrane      | 40  | 0     | 5 %       | 92,5 % | 2,5 %  | 0     | 0     | 0 | 0      | 0     | 0     | 0      | 0      | Ennafaa et al. (2011)       |
| Tunisie/Amazighs/Bou Saâda       | 40  | 0     | 0         | 92,5 % | 0      | 0     | 0     | 0 | 5 %    | 0     | 0     | 0      | 2,5 %  | Ennafaa et al. (2011)       |
| Tunisie/Amazighs/Djerba          | 47  | 0     | 0         | 93,6 % | 4.25%  | 2.1%  | 0     | 0 | 0      | 0     | 0     | 0      | 0      | Ennafaa et al. (2011)       |
| Tunisie/Amazighs/Chenini–Douiret | 27  | 0     | 0         | 100 %  | 0      | 0     | 0     | 0 | 0      | 0     | 0     | 0      | 0      | Fadhlaoui-Zid et al. (2011) |
| Tunisie/Amazighs/Sened           | 35  | 0     | 0         | 65,7 % | 2,9 %  | 0     | 0     | 0 | 31,4 % | 0     | 0     | 0      | 0      | Fadhlaoui-Zid et al. (2011) |
| Tunisie/Amazighs/Jradou          | 32  | 0     | 0         | 100 %  | 0      | 0     | 0     | 0 | 0      | 0     | 0     | 0      | 0      | Fadhlaoui-Zid et al. (2011) |

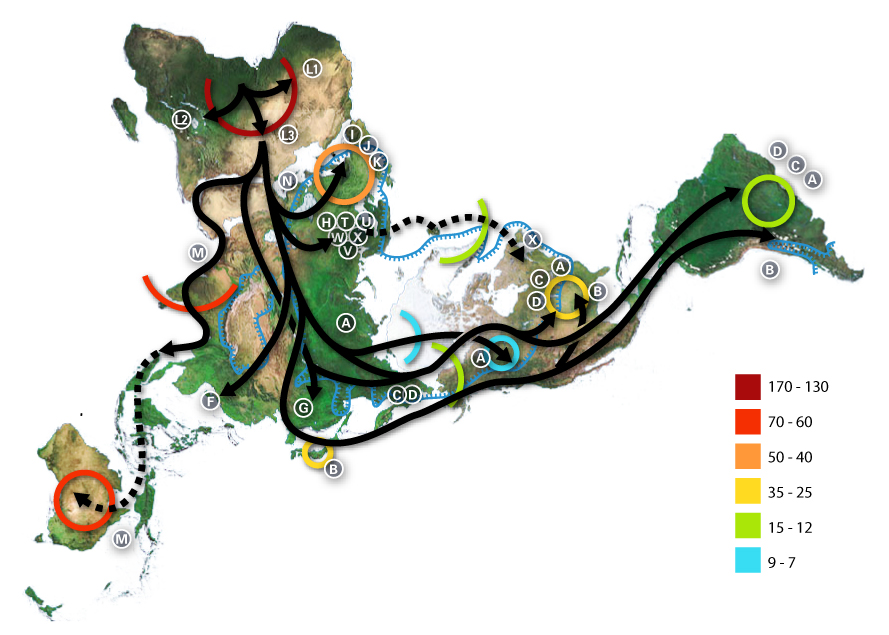
Les migrations humaines suivant l'ADNmt.

Le chromosome Y étant transmis de père en fils, l'étude des polymorphismes présents permet de suivre la lignée patrilinéaire — directe — d'une famille, d'une ethnie ou d'une espèce.
La majorité des haplogroupes masculins des berbères sont E1b1b (12 % à 100 %) d'origine atérienne[réf. nécessaire] et ibéromaurusienne,, et J (0 % à 31 %) d'origine majoritairement arabe et carthaginoise. L'haplogroupe R1b (M269), présent surtout en Europe de l'Ouest, arrive ensuite avec des fréquences entre 0 et 15 % selon les régions. Un sous-groupe particulier de l'haplogroupe E1b1b, l'haplogroupe E1b1b1b, caractérisé par le marqueur M81, est très fréquent chez les berbères et voit sa fréquence décroître d'ouest en est.
L'ADN mitochondrial étant exclusivement transmis par les femmes à leurs enfants, son étude génétique permet de suivre la lignée matrilinéaire — directe — d'une famille, d'une ethnie ou d'une espèce. La majorité des berbères ont un ADN mitochondrial d'origine ouest-eurasienne.
La lignée maternelle directe des berbères la plus ancienne date du paléolithique (30 000 ans avant notre ère) ; elle est représentée par l'haplogroupe U6 (d'origine ouest-eurasienne). Cet haplogroupe est spécifique aux berbères et sa fréquence s'accroît quand on va à l'ouest. Selon une étude génétique réalisée en 2010, les populations d'Afrique du Nord descendent en partie, du côté maternel, de migrants de la péninsule ibérique arrivés il y a environ 8 000–9 000 ans.
L'ADN autosomal permet de déterminer l'affinité génétique de certaines populations humaines par rapport à d'autres. À l'exception des Touaregs, la majorité des berbères sont génétiquement plus proches des Européens et des Moyen-Orientaux que des autres populations humaines — les Touaregs se situant dans une position intermédiaire entre les populations subsahariennes et le reste des Berbères,.
D'après une étude de Adams et al., réalisée en 2008 sur un échantillon de 1 140 individus de sexe masculin originaires de la péninsule ibérique et des îles Baléares, ces populations ont une proportion moyennement élevée d'ascendance provenant d'ancêtres maghrébins (10,6 %) et juifs séfarades (19,8 %).
Une nouvelle étude parue en 2012 utilisant 730 000 polymorphismes nucléotidiques de l'ADN autosomal montre une différence entre les populations nord-africaines, proche-orientales et sub-sahariennes. Les populations nord-africaines possèdent ainsi un haplotype distinctif, dont l'apparition a été estimée entre 18 000 et 38 000 ans lors d'une divergence puis d'une isolation, et sont complètement distinctes des Africains subsahariens, au regard des attributs culturels, linguistiques et phénotypiques. La présence d'ADN européen chez les Nord-Africains tels que les Marocains ou les Algériens varie, atteignant au maximum 25 %, et est semblable aux populations méditerranéennes d'Europe du Sud comme les Basques et les Toscans utilisés dans cette étude.
Les particularités géographiques de l'Afrique du Nord expliquent les différences génétiques entre les populations amazighes. Ainsi, les Amazighs du Maghreb sont génétiquement différenciés selon leurs origines ethniques (c'est-à-dire le Maroc, l'Algérie, la Tunisie), indiquant un isolement prolongé entre eux. La composante européenne présente chez les Amazighs, du moins chez ceux installés dans le nord-ouest de l'Afrique, est généralement plus élevée que celle venant du Proche-Orient, ce qui signifie des contacts plus intenses avec l'ouest qu'avec l'est de la Méditerranée. Inversement, le poids de la composante nord-africaine est relativement faible en Libye et en Égypte, où des taux élevés d'ascendance venant du Proche-Orient sont observés. Cette découverte confirme le rôle crucial du désert libyen en tant que barrière physique à la mobilité humaine, le vaste territoire désertique entre Tripoli et Benghazi étant à peine peuplé depuis l'Antiquité jusqu'à nos jours. La présence d'une ascendance proche-orientale, qui suit une distribution opposée avec un gradient vers l'Est, a été liée à l'expansion arabe.

### Anthropologie

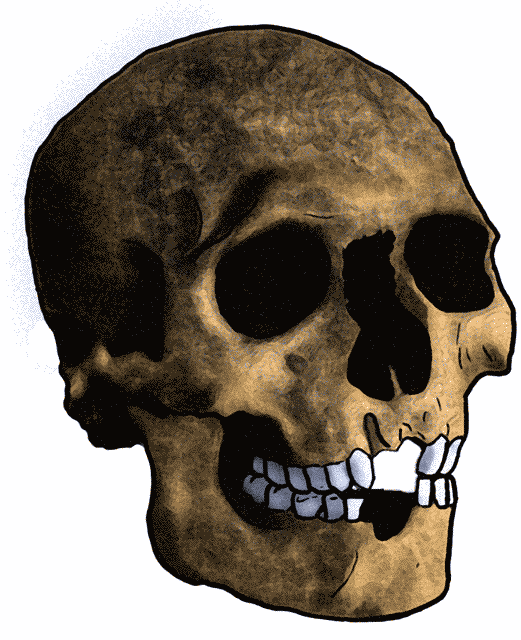
Mechta el-Arbi a été trouvé près de Constantine.

#### Mechta-Afalou ou Proto-Berbère
L'Afrique du Nord, durant le paléolithique ainsi que le mésolithique, était habitée par des populations du type de Mechta-Afalou ou Proto-Berbère caractérisées par une robustesse générale, une forte épaisseur des parois crâniennes, de grandes dimensions du crâne et de l'ensemble du squelette, une tendance à la mésocéphalie, une face large et courte munie d'arcades sus-orbitaires saillantes réunies en un bourrelet médian, des orbites basses et rectangulaires, une mandibule vaste au corps très divergent avec projection latérale des gonions, un menton accusé et une denture assez volumineuse et atteinte de lésions pathologiques nombreuses. La stature de ces hommes était élevée (1,77 m), leurs épaules larges, leur squelette très robuste. La comparaison des hommes et des femmes de ces gisements montre qu'il existait un dimorphisme sexuel prononcé, particularité fréquente chez les populations préhistoriques et notamment au mésolithique.

#### Mechtoïde
Les hommes de Mechta-Afalou datant du Caspien, trouvés dans la nécropole de Sidi Hosni (Columnata), montrent des signes de gracilisation et de brachycéphalisation par rapport aux hommes plus anciens d'Afalou et de la grotte des Pigeons (Taforalt), et ils sont qualifiés du terme de « mechtoïdes ». Ils présentent une moindre robustesse générale, des dimensions du crâne et des os longs moins grandes (stature : 1,72 m), une tendance à la méso-brachycéphalie, des reliefs osseux moins développés, une denture moins volumineuse, toutes caractéristiques qui dénotent une gracilisation par rapport aux restes ibéromausuriens plus anciens. L'usure des dents était chez eux moins précoce et moins intense, la carie était en augmentation notable, indiquant des modifications probables dans le régime alimentaire et une moindre résistance aux facteurs cariogènes que leurs prédécesseurs.

#### Protoméditérannéen
Le protoméditéranéen est divisé en deux variantes : une variante comprenant des sujets dolichocrânes à mésocrânes, à face longue et à voûte élevée, aux orbites mésoconques à hypsiconques, au nez mésorhinien à leptorhinien, orthognathes ou modérément prognathes ; une autre variante groupant des sujets dolichocrânes, à voûte basse, à la face de hauteur moyenne, aux orbites mésoconques, au nez mésorhinien, éventuellement prognathes. Chez les deux types, la stature était élevée chez les hommes (1,76 m) et sensiblement plus petite chez les femmes (1,63 m), qui présentaient en outre une certaine gracilité comparativement aux hommes, nettement plus robustes.

### Linguistique
Les langues amazighes, selon les experts européens, appartiennent à la famille des langues afrasiennes (langues sémitiques, amharique, copte, langues tchadiques…) qui remonte à 10 000 ans selon certains et 17 000 ans selon d'autres.
L'origine des langues afrasiennes est très controversée. Certains linguistes pensent qu'elles viennent d'Afrique orientale,, du Sahara, du Levant ou de l'Afrique du nord.

### Récits de l'Antiquité et du Moyen Âge

#### Selon Salluste
Salluste consacra les chapitres XVII et XIX de son ouvrage Bellum Iugurthinum à une digression sur le pays de l'Afrique du Nord et ses habitants, d'après les traditions numides et les livres puniques du roi Hiempsal II. Après une description du pays — limites, climat, faune et flore —, l'historien présente les Gétules et les Libyens comme les premiers habitants de l'Afrique. Le demi-dieu Hercule mourut en Espagne selon la « croyance africaine », et son armée composée de divers peuples se démantela. Les Mèdes, les Perses, les Arméniens de son armée passèrent par bateau en Afrique et s'établirent sur la côte.
Les Perses s'établirent à l'ouest, « plus près de l'Océan », habitant dans les coques renversées de leurs bateaux, faute de matériel de construction. Ils s'allièrent par mariage avec les Gétules. Conduits à se déplacer sans cesse, ils se donnèrent le nom de « Nomades » (Numides). Salluste tient pour preuve de ce récit les habitations des paysans numides, rappelant celles des coques renversées de l'armée d'Hercule.
Les Mèdes et les Arméniens s'unirent aux Libyens. Ils « bâtirent des places fortes » et « pratiquaient des échanges commerciaux avec l'Espagne ». Altérant le nom des Mèdes, les Libyens indigènes se seraient mis à les appeler Maures.
Par la suite, les Perses et les Gétules grandirent en puissance et s'installèrent à l'ouest de Carthage sous le nom de Numides. Enfin, ils annexèrent la Libye. La presque totalité du nord de l'Afrique fut annexée par les Numides ; « les vaincus se fondirent avec les vainqueurs, qui leur donnèrent leur nom de Numides ».

#### Selon Hérodote
Hérodote (484-425 av. J.-C.) dit que les Maxyes — un peuple Berbère — prétendent descendre des Troyens. D'après la tradition grecque, les Maxyes ne sont pas les seuls habitants de la Libye antique qui seraient venus du bassin égéen au temps de la guerre de Troie.

#### Selon Ibn Khaldoun

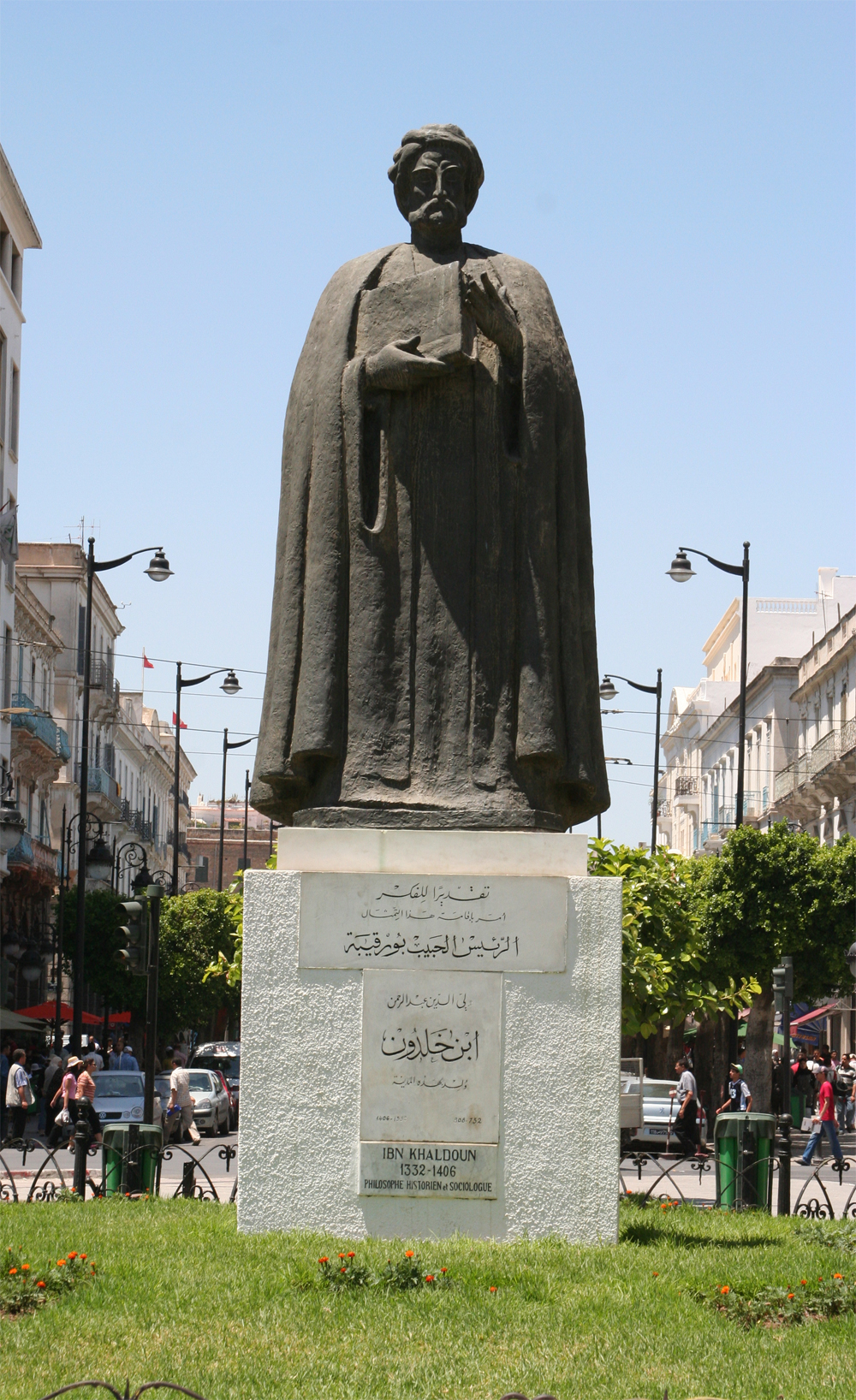
Statue d'Ibn Khaldoun à Tunis ; il a consacré sa vie à l'étude de l'histoire des Amazighs.

Ibn Khaldoun (1332-1406) fait remonter l'origine des Amazighs à Mazigh, fils de Canaan. D'après lui, ils descendent de Canaan, fils de Cham. Faisant une étude comparative des différents généalogistes arabes et amazighs existant bien avant lui, il en tire sa propre analyse sur l'origine des Amazighs. Dans son livre sur l'Histoire des Berbères, il cite presque tous les travaux déjà faits sur la généalogie ancienne. Il désigne deux grandes familles : Madghis et Barnis,.

À propos de ces traditions, Yves Modéran a fait observer : 

« Issue d'un genre littéraire spécifique, le récit mythique et généalogique, l'évocation d'un ancien mouvement des Berbères de l'est vers l’ouest, explicitement rapportée à l'ensemble de ce peuple, et non à telle ou telle tribu connue à l'époque byzantine, est toujours repoussée par les auteurs arabes dans des temps extrêmement éloignés, définis par une chronologie biblique (ou coranique, si l'on préfère). Et elle s'avère surtout, dans presque tous les cas connus, reprise de traditions juives ou chrétiennes bien antérieures au Bas-Empire romain, avec seulement des corrections destinées à actualiser le mythe et à le rendre ainsi fonctionnel, capable de fournir des explications aux hommes du Moyen Âge sur la situation des Berbères de leur propre époque. »

### XIXe-XXesiècle
Le premier auteur à avoir évoqué l'origine nordique des Amazighs est Thomas Shaw dans son ouvrage Travels or Observations Relating to Several Parts of Barbary and the Levant publié en 1738. Selon lui, les Amazighs blonds descendent des Vandales de Gélimer, retirés dans les montagnes après qu'ils eurent été défaits par Bélisaire. Un siècle plus tard, un autre texte fondateur de l'origine nordique des Amazighs est l'article de Laurent-Charles Féraud intitulé Monuments dits celtiques dans la province de Constantine et publié en 1863 où il suggère que les Amazighs blonds descendent des Gaulois mercenaires de Rome, à cause de la présence des dolmens en Algérie. Par la suite, le docteur Lucien Bertholon, qui consacre sa vie à l'anthropologie berbère, même s'il n'en continue pas moins à affirmer l'origine nordique des Amazighs, en fait les descendants des peuples égéens.
Contrairement à ces auteurs, l'anthropologue italien Giuseppe Sergi ne pense pas que les Amazighs proviennent du nord, mais au contraire que les Nordiques proviennent du sud. Pour Sergi, il existe une race méditerranéenne, originaire d'Afrique, dont était issue la race nordique, cette race méditerranéenne étant elle-même issue des Chamites, qui occupaient le Nord de l'Afrique.
Les théories de l'origine nordique des Amazighs sont reprises, dans la première moitié du XXe siècle, par certains auteurs allemands. Ainsi, Hans Günther, raciologue du Troisième Reich, ou encore Alfred Rosenberg, théoricien du nazisme, considèrent les Amazighs comme descendants des peuples aryens atlanto-nordiques.
Pour Henri Vallois écrivant en 1944, il est également certain que les « Berbères blonds » appartiennent à la race nordique.
Dans un ouvrage de 1882 consacré à la forme des crânes humains, Armand de Quatrefages et Ernest Hamy assimilent l'homme de Cro-Magnon aux Basques, aux Chaouis, aux Kabyles et aux Guanches.

## Groupes ethniques
Les Amazighs sont dispersés en plusieurs groupes ethniques en Afrique du Nord.

### Principaux groupes ethniques amazighophones
- Maroc :
  - les Rifains, au nord du Maroc sur une chaine montagneuse appelée le Rif;
  - Les Sanhdja de Srayr dans le Rif central;
  - les Béni-Snassen, au nord-est sur une chaîne montagneuse appelée le massif des Béni Snassen ;
  - les Amazighs du Maroc central, se situent dans le Moyen-Atlas et les versants nord et oriental du Haut Atlas ;
  - les Chleuhs[98] se trouvent dans le sud-ouest du Haut Atlas, l'Anti-Atlas, la vallée du Souss, et le nord du désert Atlantique ;
  - les Amazighs du Maroc oriental (Ait Zkara, Ait Yalaa, Ahl Figuig) ;
- Algérie du Nord :
  - les Beni Snous et les Aït Bu Saïd, dans les monts de Tlemcen (wilaya de Tlemcen)[99] ;
  - les Matmatas et les Haraoua, dans le l'Ouarsenis entre Miliana, Aïn Defla, Berrouaghia, Médéa ;
  - Les Bettioua du Veil Arzew ;
  - les Chenouis, sur le versant ouest de l'Atlas tellien occupant une zone qui s'étend de Tipaza à Tenés ;
  - les Aït Salah et Aït Misra, Amazighs de l'Atlas blidéen ;
  - les Kabyles, qui occupent une partie significative de l'Atlas tellien du nord de l'Algérie et notamment les chaines du Djurdjura, des Bibans et des Babors ;
  - les Aït Wagru, dans le Hodna près de M'Sila ;
  - les Chaouis, sur une importante chaine de l'Atlas Saharien : les Aurès et ses environs ;
  - les Amazighs du Sud-Oranais (Chelha)[100], notamment à Boussemghoun, dans la wilaya d'El Bayadh[101].
- Tunisie :
  - les Amazighs des villages semi-berbèrophones de Tunisie : Île de Djerba (El May, Sedghiane, Mahboubine, Sedouikech, Guellala, Ajim), Majoura, Sened, Sakket, Taoujout, Zraoua, Tamezret, Chenini, Douiret, Matmata, Thala et Makthar. En Tunisie, ils sont appelés par les arabes « chelha », en référence à leur langue.
- Libye du Nord :
  - les Zurawas à Zouara, ville côtière proche de la frontière avec la Tunisie ;
  - les Infusen, situés sur un massif montagneux au nord-ouest du pays du nom de djebel Nefoussa ;
  - les Banou Ifren, dans la région de Yafran aussi sur le djebel Nefoussa ;

En Libye, les amazighophones constituent à peu près 10 % de la population presque tous concentrés à l'ouest (excepté ceux d'Aoudjila et de Djaraboud).
- Sahara :
  - les Touaregs, dont l'aire de nomadisation s'étend sur plusieurs pays : Algérie, Libye, Niger, Mali et Burkina Faso ;
  - les Mozabites dans la vallée du Mzab en Algérie avec comme centre principal la ville de Ghardaïa (Algérie) ;
  - les Amazighs de l'oasis de Laghouat en Algérie ;
  - les Amazighs de l'oasis de Ouargla en Algérie ;
  - les Amazighs de l'oasis de Touggourt en Algérie ;
  - les Chlouh (Chelha) essentiellement dans la Saoura (Algérie) mais aussi dans la région de Figuig (Maroc) ;
  - les Amazighs des oasis d'Adrar en Algérie ;
  - les Amazighs de l'oasis de Ghadamès à 500 km au sud-ouest de Tripoli, sur le plateau de Tinghert, près de la frontière avec l'Algérie et la Tunisie ;
  - les Amazighs de l'oasis de Ghat, en Libye, sur les contreforts du mont Koukoumen (667 m) dans le Tassili n'Ajjer ;
  - les Amazighs de l'oasis d'Aoudjila dans l'est de la Libye ;
  - les Amazighs de l'oasis Djaraboud, en Libye, proche de la frontière avec l'Égypte, faisant face à l'oasis de Siwa ;
  - les Siwis, dans l'oasis de Siwa (Égypte) ;
  - les Zénètes du Touat en Algérie.
- Mauritanie :
  - les Zenagas, de la côte sud de la Mauritanie.

### Principaux groupes ethniques «non-amazighophones» d'origine berbère
Principaux groupes ethniques — totalement ou en grande majorité — « non-amazighophones » mais historiquement amazighs ou d'origine berbère. Ils sont parfois appelés Amazighs arabisés. On peut citer :
- les Guanches dans les îles Canaries, en Espagne (hispanophones) ;
- les Jbalas dans le nord du Maroc (arabophones) ;
- les Ghomaras dans le nord du Maroc (majoritairement arabophones, minorité berbérophone) ;
- les tribus de la région de Taza au Maroc, à savoir les Tsoul, les Branès et les Ghiata (majoritairement arabophones, minorité berbérophone) ;
- les Teknas dans le sud du Maroc en grande partie arabophones) ;
- les Chiadmas, au sud des plaines atlantiques marocaines (arabophones) ;
- les Reguibat au Maroc, en Algérie, en Mauritanie (arabophones) ;
- les Houaras au Maroc et ailleurs (arabophones et amazighophones) ;
- les Zénètes Banou Ifren et Maghraouas de la vallée du Chélif, la Dahra et L'Ouarsenis en Algérie[103] ; parties de Chlef, Mostaganem, Relizane, etc. ;
- les descendants des Ketamas (Kabyles hadra), amazighs devenus arabophones et habitants les montagnes de Petite Kabylie et Kabylie orientale (Béjaïa, Jijel, Sétif, Mila et Collo), en Algérie ;
- les Amazighs de Sened et de Majoura en Tunisie (arabisés au XXe siècle) ;
- les Hachem ou Beni Rached de Mascara d'origine zenète (arabophone) ;
- les Laghouat de Bayadh et de laghouat, aussi appelés ksel (Mont de Ksel), origine de maghraoua confédération zenète (arabophone) ;
- les Oulhaça, les Traras et les Souahlias de Sahel de Tlemcen (arabophones) ;
- les Tribus de sud de Tlemcen d'origine zenatienne ;
- les Bettiouas, originaires du Rif.

note : Les études de la génétique matérialiste,, ainsi que les études historiques et sociolinguistiques, confirment l'origine berbère de la majorité des Nord-Africains arabophones. L'arabisation de ces populations s'est prolongée de la conquête islamique au VIIe siècle jusqu'au XXe siècle.
Les parlers arabes maghrébins demeurent fortement[réf. nécessaire] influencés par la langue berbère.

## Amazighs au pluriel
Plusieurs nations sont venues partager le mode de vie des Amazighs. Selon Salluste, les Maures faisaient partie de l'armée d'Hercule venus d'Espagne composé de Perses, d'Arméniens, et de Mèdes. Ils se sont mêlés aux populations autochtones Gétules du Maghreb actuel. Ils se sont installés dans les montagnes du Maroc et aux Aurès en Algérie et en Libye. Il s'ensuit plusieurs ethnies qui se sont fondues dans les tribus amazighes comme les Phéniciens, les Vandales, les Juifs, les Byzantins, les Romains, les Arabes, les peuples d'Afrique, les Européens, les Turcs, etc.,.

## Histoire

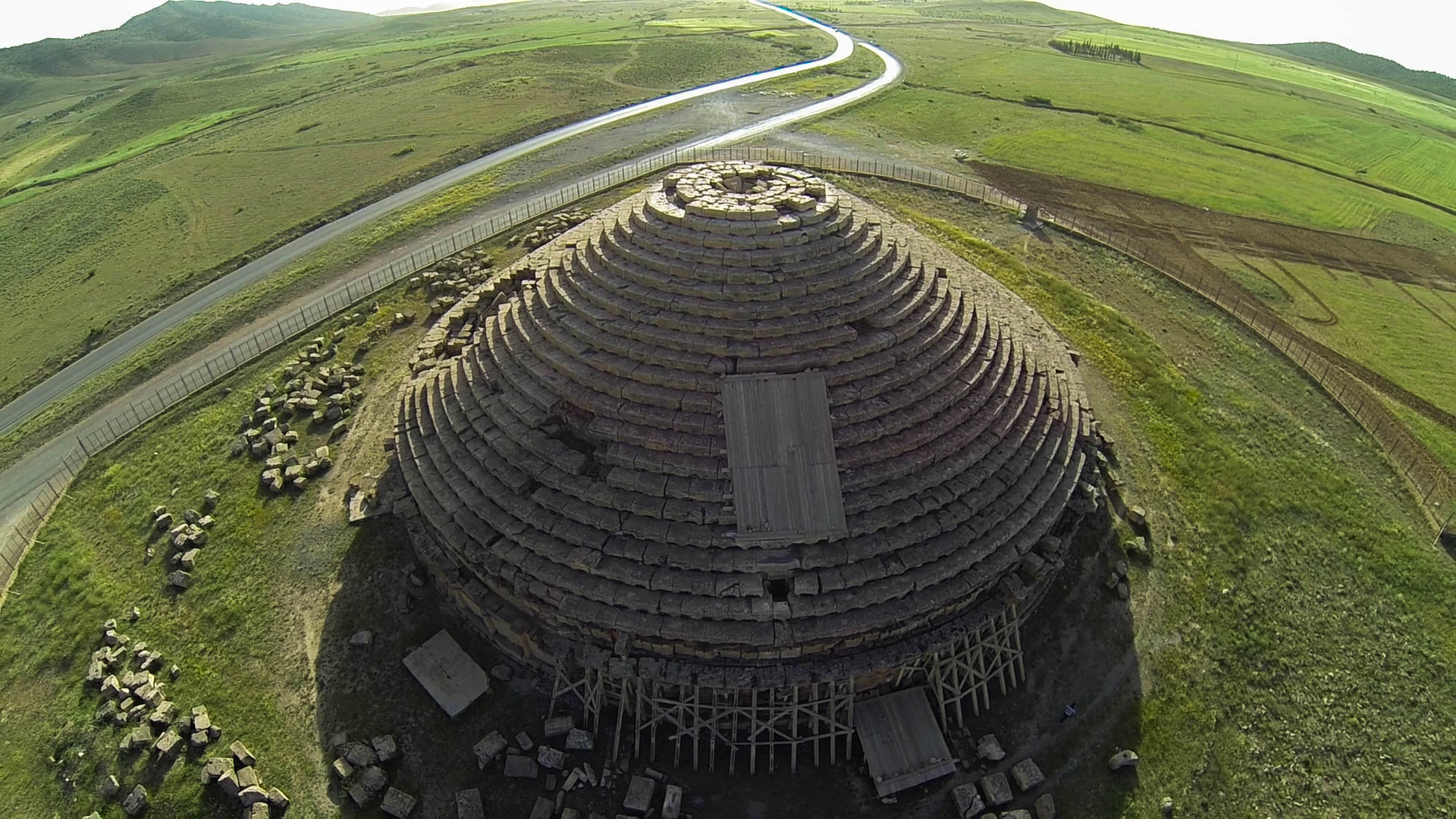
Le Medracen, à Batna, mausolée numide, l'un des plus anciens monuments de l'actuelle Algérie (300 av. J.-C.).

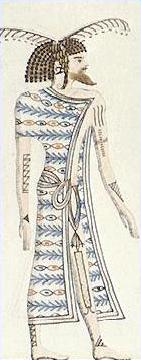
Un Libyen ancien (ancêtres des Amazighs) peint sur la tombe du pharaon Séthi Ier.

La région du Maghreb aurait été habitée par des Amazighs depuis au moins 23000 av. J.-C.,,,. Des peintures rupestres locales, datées de douze millénaires, ont été découvertes dans la région du Tassili n'Ajjer, dans le sud de l'Algérie. D'autres œuvres d'art rupestre ont été observées à Tadrart Acacus dans le désert libyen. Une société néolithique, marquée par la domestication et l'agriculture vivrière, s'est développée dans les régions saharienne et méditerranéenne (le Maghreb) de l'Afrique du Nord entre 6000 et 2000 av. J.-C. Ce type de vie, richement représenté dans les peintures rupestres du Tassili n'Ajjer du sud-est algérien, a prédominé au Maghreb jusqu'à la période classique. Des scripts préhistoriques en tifinagh ont également été trouvés dans la région d'Oran. Au cours de l'ère pré-romaine, plusieurs États indépendants successifs (Massyles et Massæsyles) existaient avant que le roi Massinissa unifie le peuple de Numidie.

### Préhistoire

Localisation du noyau à l'origine de la culture capsienne.

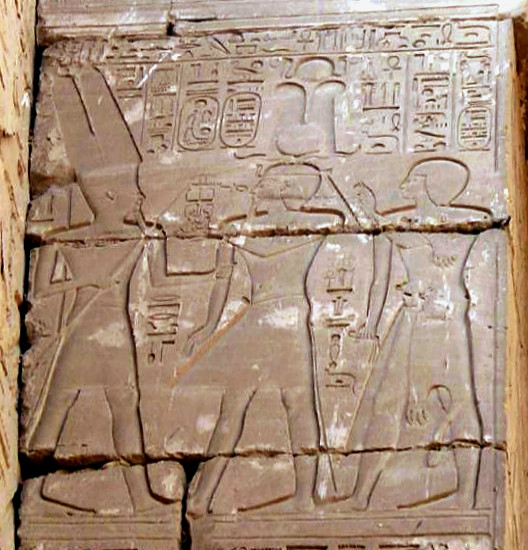
Relief au nom de Sheshonq Ier et de son fils, le grand prêtre d'Amon, Ioupout - XXIIe dynastie égyptienne - Karnak, temple d'Amon-Rê.

La préhistoire se définissant comme les époques précédant l'invention ou l'usage de l'écriture, de la production de documents écrits transmettant la mémoire aux générations à venir, la préhistoire des peuples amazighs à l'ouest de la vallée du Nil se recoupe avec une grande partie de l'histoire de l'Égypte ancienne. Dans les textes égyptiens, ces peuples, libyens, apparaissent sous les noms de Libou, Tehenou, Temehou, Mâchaouach.
Un chef mâchaouach monta sur le trône d'Égypte sous le nom de Sheshonq Ier, fondant la XXIIe dynastie égyptienne. De ce côté, il est donc possible de dire que les Amazighs entrent dans l'histoire.

### Antiquité

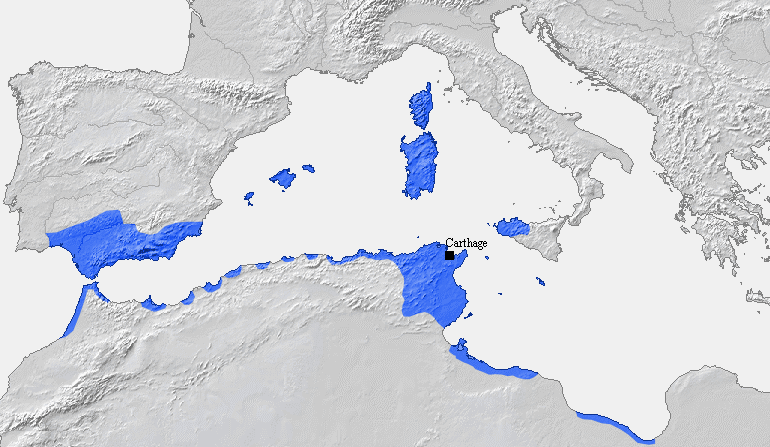
Extension du territoire carthaginois avant la première guerre punique vers 264 av. J.-C.

Les Libyens anciens (Amazighs), formés de plusieurs confédérations telles que les Gétules, les Garamantes, les Atlantes, etc., dispersés dans le vaste territoire de la Libye antique (Maghreb actuel) depuis les temps anciens, vont connaître des relations culturelles et politiques avec l'Égypte ancienne, les Phéniciens (de ces échanges naîtra la grande civilisation carthaginoise), la Grèce antique, l'Empire romain, etc. Le monument Madracen, datant de 300 av. J.-C., appartiendrait donc à la grande archéologie méditerranéenne de l'époque hellénistique manifestant un goût archaïsant, mais aussi une très bonne connaissance du vocabulaire architectural le plus récent comme en témoigne la présence d'une gorge égyptienne. Mais le monument pose un gigantesque problème qui demeure non résolu.
Durant la période de prédominance des Phéniciens en Méditerranée, plusieurs villes portuaires sont érigées dont Carthage.

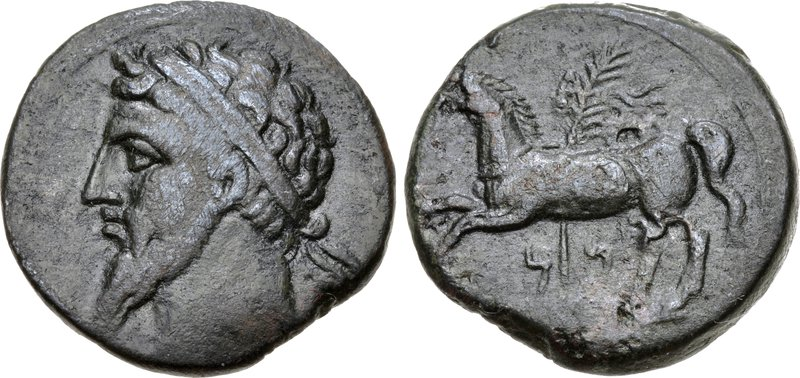
Pièce de monnaie Numide frappé à l'effigie de Massinissa, fondateur du royaume de Numidie (vers 201 av. J.-C.).

La première guerre punique se déclenche par la suite. Massinissa forme le premier État dont le nom est la Numidie. Plusieurs guerres puniques se déclenchent en Afrique du Nord pendant l'Antiquité. Durant l'ère pré-romaine, plusieurs États indépendants se succédèrent (Massæsyles, Massyles, Maurétanie, etc.). Plusieurs provinces connues sous les noms : la province d'Afrique correspondant au territoire naturel de Carthage et la côte ouest de la Libye (l'Africa Vetus et de l'Africa Nova, sera divisée par Dioclétien en trois : la Tripolitaine, la Byzacène et l'Afrique proconsulaire résiduelle, aussi appelée Zeugitane.), la Numidie, la Maurétanie désigne le territoire des Maures dans l'Antiquité. Il s'étendait sur le nord-ouest et centre de l'actuelle Algérie, et une partie du nord marocain actuel.
Le roi Massinissa unifie la Numidie,. Il fonde la capitale Cirta. Au cours de la deuxième guerre punique, les Massaesyles, commandés par Syphax, sont alliés à Carthage, tandis que les Massyles, commandés par Massinissa, s'allient à Rome, après avoir été spoliés par Syphax. À la fin de la guerre, les Romains attribuent tout le territoire numide à Massinissa. Son nouveau territoire entoure désormais celui de Carthage, sauf du côté de la mer.

L'Empire romain au IIIe siècle.

En 148 av. J.-C., à la mort de Massinissa, Scipion Émilien partage la Numidie entre les trois fils du roi. De même, Rome oblige Micipsa, dernier fils de Massinissa, à partager sa part entre ses deux fils et le fils naturel de son frère, Jugurtha. Ce dernier, voulant restaurer l'unité du royaume, fait assassiner ses cousins, et, en 113 av. J.-C., se rebelle contre Rome à qui il va infliger de sévères défaites au cours d'une guerre longue et difficile qui durera de 111 av. J.-C. à 105 av. J.-C.. Incapables de remporter une victoire militaire, les Romains usent de traîtrise pour le capturer. En 105 av. J.-C., à la faveur d'un guet-apens, Jugurtha est livré par Bocchus, son beau-père et jusque-là son allié, à Sylla qui avait soudoyé l'entourage de ce dernier. La Numidie est partagée : sa partie occidentale est attribuée à Bocchus, roi de Maurétanie, le reste est laissé sous l'autorité d'un roi vassal de Rome.
En 42 de notre ère, les Romains parviennent à devenir maîtres de la totalité du Maghreb. À l'instigation de ces derniers, le territoire est divisé en provinces. Par la suite, les Vandales et les Byzantins envahiront une partie du Maghreb actuel.

#### La Numidie

Carte représentant le royaume de Syphax (Massæsyles) et Gaïa (Massyles) en 220 av JC, avant leur unification par Massinissa.

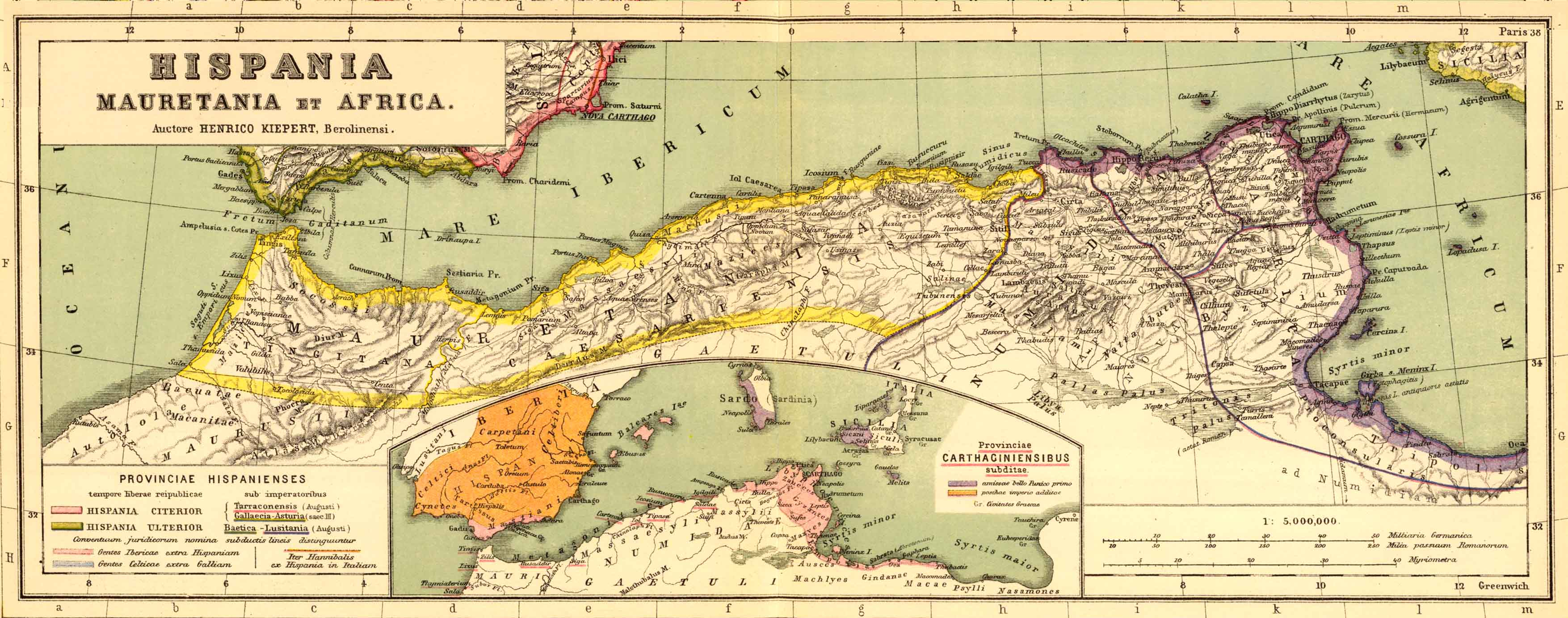
Maurétanie tingitane (à l'ouest), Maurétanie césarienne (au centre-ouest), Numidie (au centre-est), Africa (à l'est) et la Gétulie, provinces romaines au Ier siècle de notre ère.

Au IIIe siècle av. J.-C., l'Afrique du Nord était divisée en trois royaumes amazighs : celui des Maures avec le royaume de Maurétanie qui s'étend de l'Atlantique au fleuve Moulouya, au centre celui des Massæsyles, entre le Mulucha et la rivière Amsaga, sur lequel règne le roi Syphax et enfin, à l'est près de Carthage, le royaume des Massyles, entre la rivière Ampsaga (Oued-el-Kebir) et les territoires de Carthage.

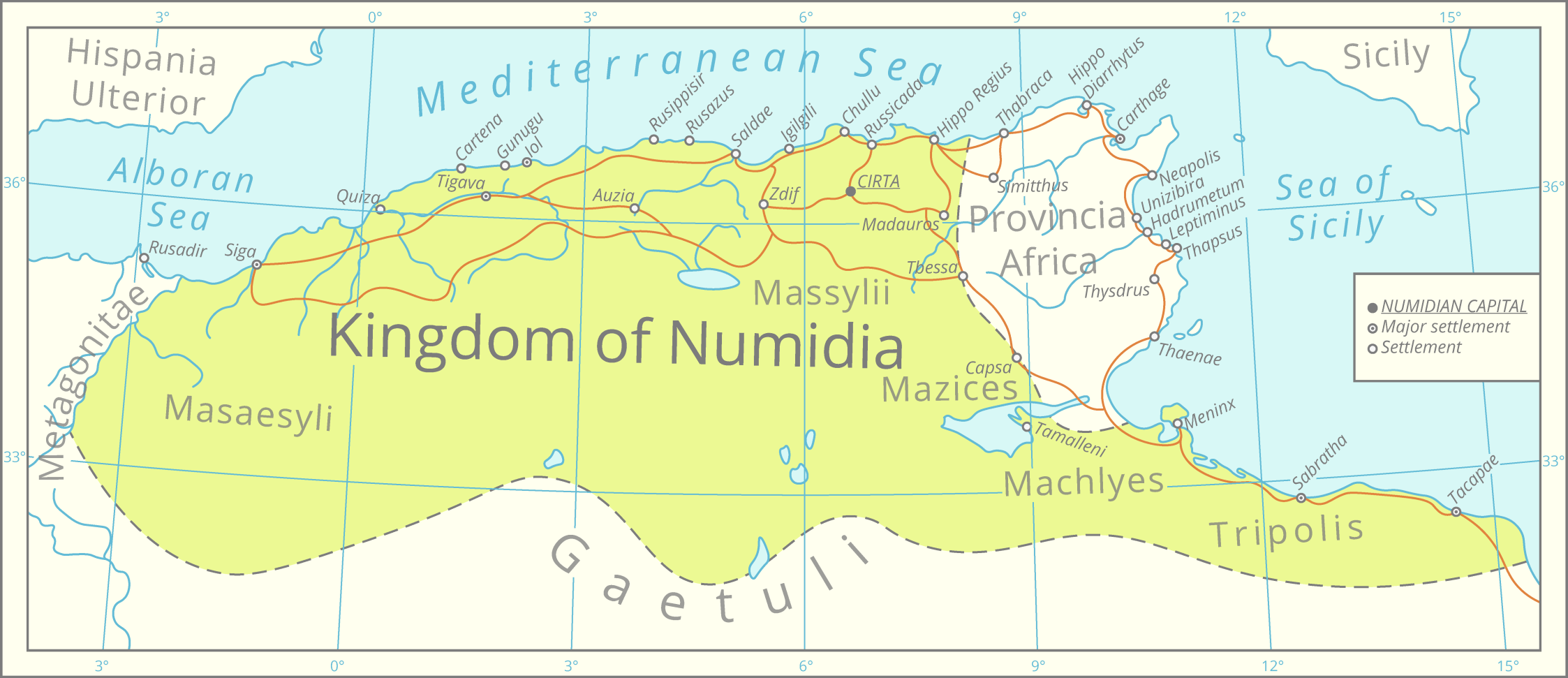
Carte du royaume de Numidie à son extension maximale.

Les Masaesyles et les Massyles s'affrontèrent, en 203 av. J.-C. à la fin de la deuxième guerre punique, à la suite de laquelle Massinissa, chef des Massyles, contribua de façon décisive à la victoire de l'Empire romain sur Carthage, Massinissa parvint dès lors à unifier la Numidie qui s'étendit alors du fleuve Moulouya à l'ouest jusqu'à la Cyrénaïque à l'est. Il réussit sous sa conduite à préserver l'indépendance de son royaume en jouant habilement de la rivalité régionale qui prévalait à l'époque, tout en lui garantissant une prospérité économique certaine, grâce au remarquable développement de l'agriculture et de l'élevage. Sur le plan de l'organisation politique, Massinissa plaça à la tête de chaque province un gouverneur et à la tête de chaque tribu un « Amokrane » (le chef). Son conseil, formé de dix personnes, le seconda efficacement dans sa politique et son administration générale. Au nombre de ces dix conseillers, il avait trois de ses fils : Micipsa qui le suppléait en plusieurs affaires, Gulussa, chargé de la conduite des armées et Mastanabal chargé du trésor royal. Il mit en circulation une monnaie frappée à son effigie, « avec des traits réguliers, un œil largement ouvert sous un sourcil assez épais, des cheveux abondants et bouclés, une barbe allongée et bien taillée ». Le règne de Massinissa prit fin lorsqu'il mourut en 148 av. J.-C.

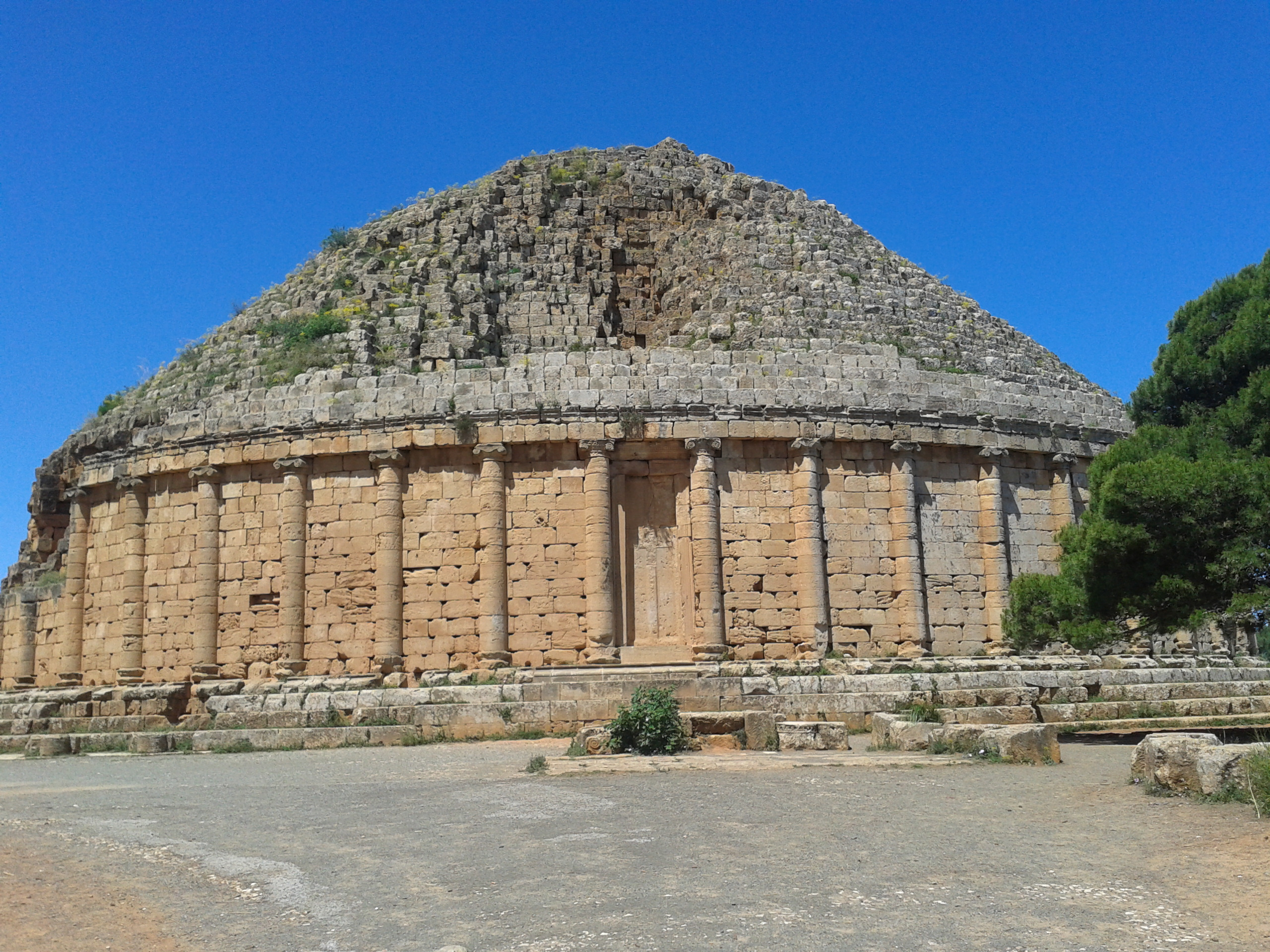
Face est du mausolée royal de Maurétanie, surnommé tombeau de la chrétienne, construit probablement entre Bocchus Ier et Juba II, 100 av. J.-C. et 25 av. J.-C. (Tipaza en Algérie)

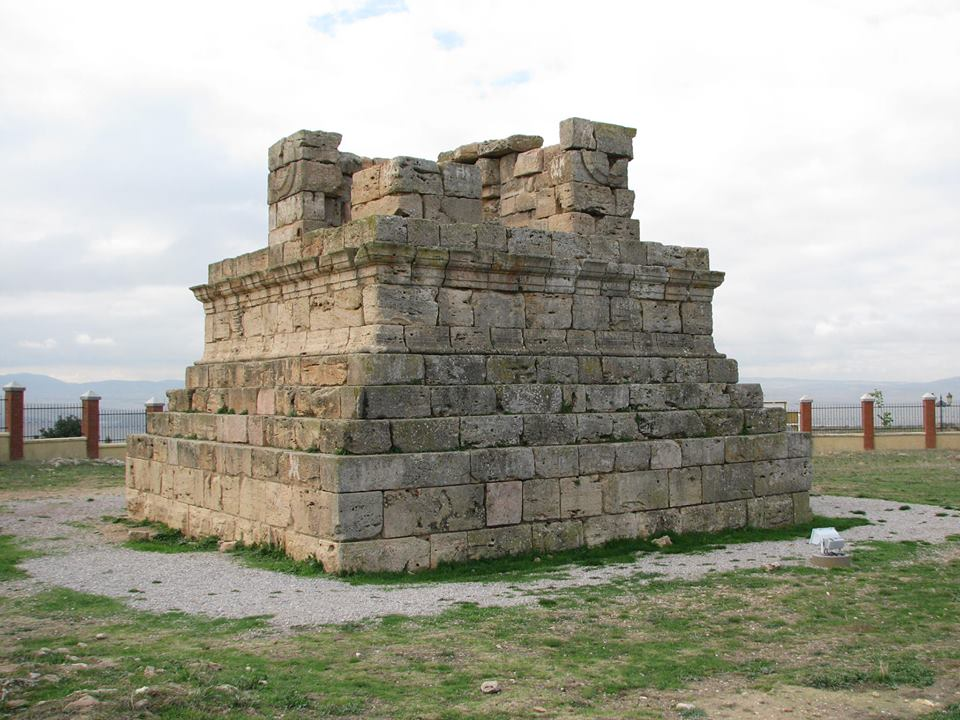
Site de Sauma, tombeau de Massinissa à Constantine en Algérie, 148 av. J.-C.

Ainsi après la mort du grand roi fondateur, une crise de succession, vue d'un bon œil par Rome se produisit et plongea la Numidie dans des troubles politiques. Micipsa, fils de Massinissa succédera au trône de son père. Durant son règne, il fit envoyer le très populaire Jugurtha, petit-fils de Massinissa, comme représentant en Ibérie pour l'éloigner du pouvoir. Micipsa nomme Gulussa vice-roi et ministre de la Guerre et Mastanabal vice-roi et ministre de la Justice. Après le bref règne de Micipsa, ses deux fils Adherbal et Hiempsal finissent par détruire tout le travail d'unification de Massinissa en divisant la Numidie de nouveau en Numidie orientale et occidentale. La crise politique encore larvée à ce stade entre Rome et la Numidie, finit par se déclarer officiellement lorsque Jugurtha, le très populaire petit-fils de Massinissa revint en Numidie et se saisit du pouvoir par la force en 118 av. J.-C., en s'attaquant aux petits-fils de Massinissa (tuant Hiempsal et expulsant Adherbal qui s'enfuit à Rome) pour réunifier la Numidie et la remettre sur le chemin de la stabilité et du développement.

#### Guerre de Jugurtha

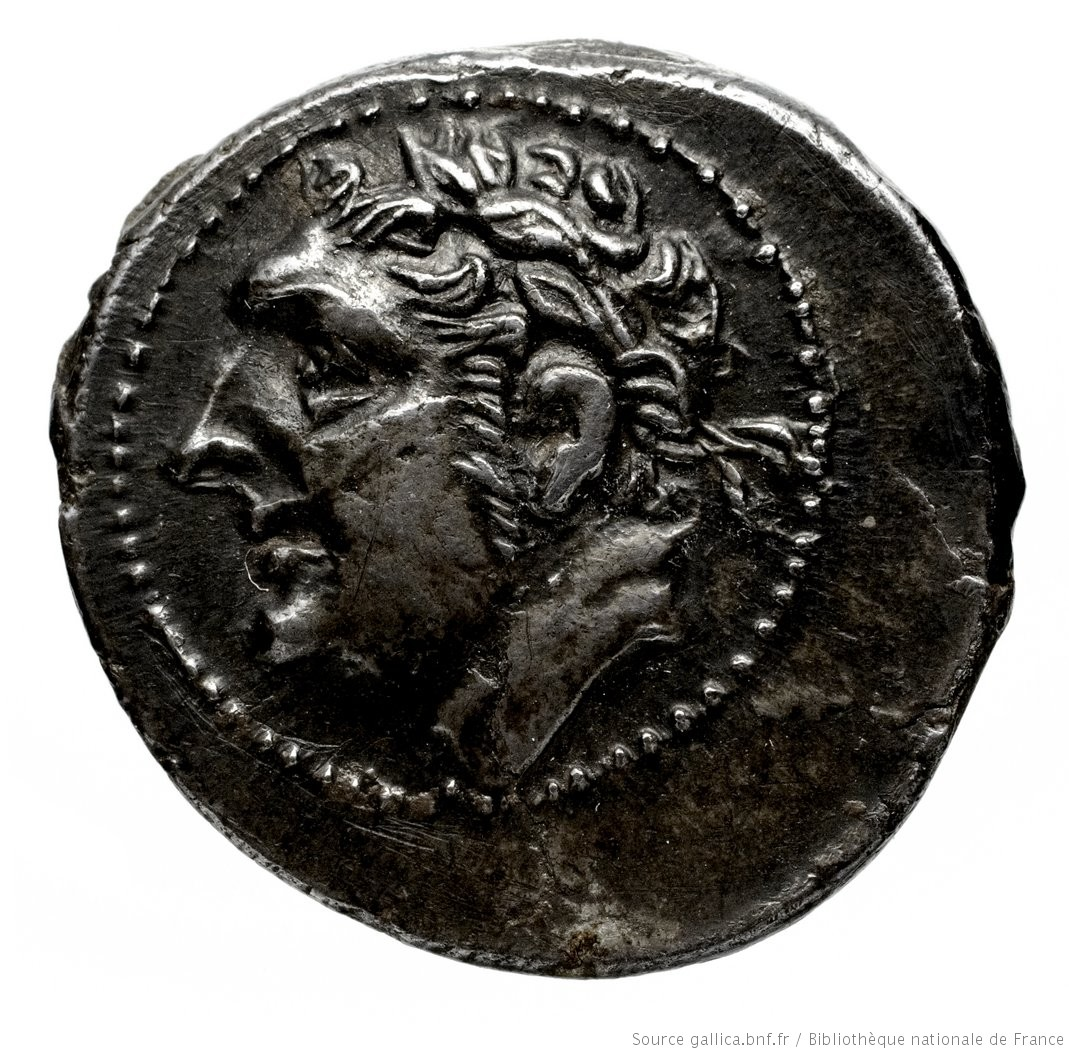
Monnaie à l'effigie de Jugurtha.

Rome qui ne voit pas d'un bon œil cette réunification, se met alors à créer des problèmes politiques à Jugurtha, en lui demandant de s'expliquer sur sa prise de pouvoir violente et l'expulsion d'Adherbal qui se réfugia chez eux. Jugurtha aurait répliqué dans son entourage qu'il est une chose qu'il avait apprise des Romains lors de son séjour en Ibérie : « Roma est urbs venalia » (trad. « Rome est une ville à acheter »), faisant ainsi référence à l'étendue de la corruption chez les officiels romains. C'est ainsi que Jugurtha se résout à acheter un répit en offrant de l'argent à des membres de la classe politique romaine pour les corrompre. Rome accepte alors de le laisser régner, mais seulement à condition que la Numidie reste divisée. Elle lui offre la reconnaissance diplomatique sur la Numidie occidentale, à condition de remettre Adherbal sur le trône en Numidie orientale. Jugurtha accepta dans un premier temps l'offre de Rome. Cependant, son intention de restaurer la Numidie unifiée demeura forte, ce qui le conduisit incessamment à envahir en 112 av. J.-C. la Numidie orientale, réunifiant ainsi de nouveau la Numidie. Au passage il fit exécuter plusieurs hommes d'affaires romains opérant en Numidie orientale. Le gouvernement romain, furieux d'un tel développement, est sur le point de lui déclarer la guerre, lorsque Jugurtha réussit une nouvelle fois avec grande habileté à corrompre les responsables en place à Rome. Cela a pour conséquence d'atténuer l'animosité qui s'était emparée de la classe politique romaine à son encontre, et même de lui procurer un traité de paix avantageux.
Toutefois, ce traité sera aussitôt remis en cause, après les profonds changements que connut la classe dirigeante romaine ; excédé, Jugurtha fit exécuter Adherbal en réponse à cet acte. La classe politique romaine se déchaîne alors et finit par demander l'invasion de la Numidie. Rome envoie alors le consul Metellus en Numidie à la tête de plusieurs légions pour punir Jugurtha et le déposer. Jugurtha parvint avec intelligence à résister durant des années, en combinant des manœuvres militaires face aux Romains et politiques avec son voisin de l'ouest, le roi Bocchus Ier de Maurétanie. L'adjoint du consul Metellus, Gaius Marius, entrevoyant une opportunité, retourne à Rome pour se plaindre de l'inefficacité suspecte de son chef et demande à être élu consul à sa place, ce qu'il obtint. C'est alors que Gaius Marius envoie son questeur, Lucius Cornelius Sulla, en mission en Maurétanie pour négocier l'aide de Bocchus Ier. Bocchus accepte alors de trahir Jugurtha, et aide les Romains à le capturer dans un guet-apens. Jugurtha est alors envoyé à la fameuse prison de Tullianum. Il fut exécuté tout de suite suivant la tradition du triomphe romain en 104 av. J.-C. à la prison de Tullianum. Dès lors, la Numidie est partagée : sa partie occidentale est attribuée à Bocchus, roi de Maurétanie, le reste est laissé sous l'autorité d'un roi vassal de Rome.

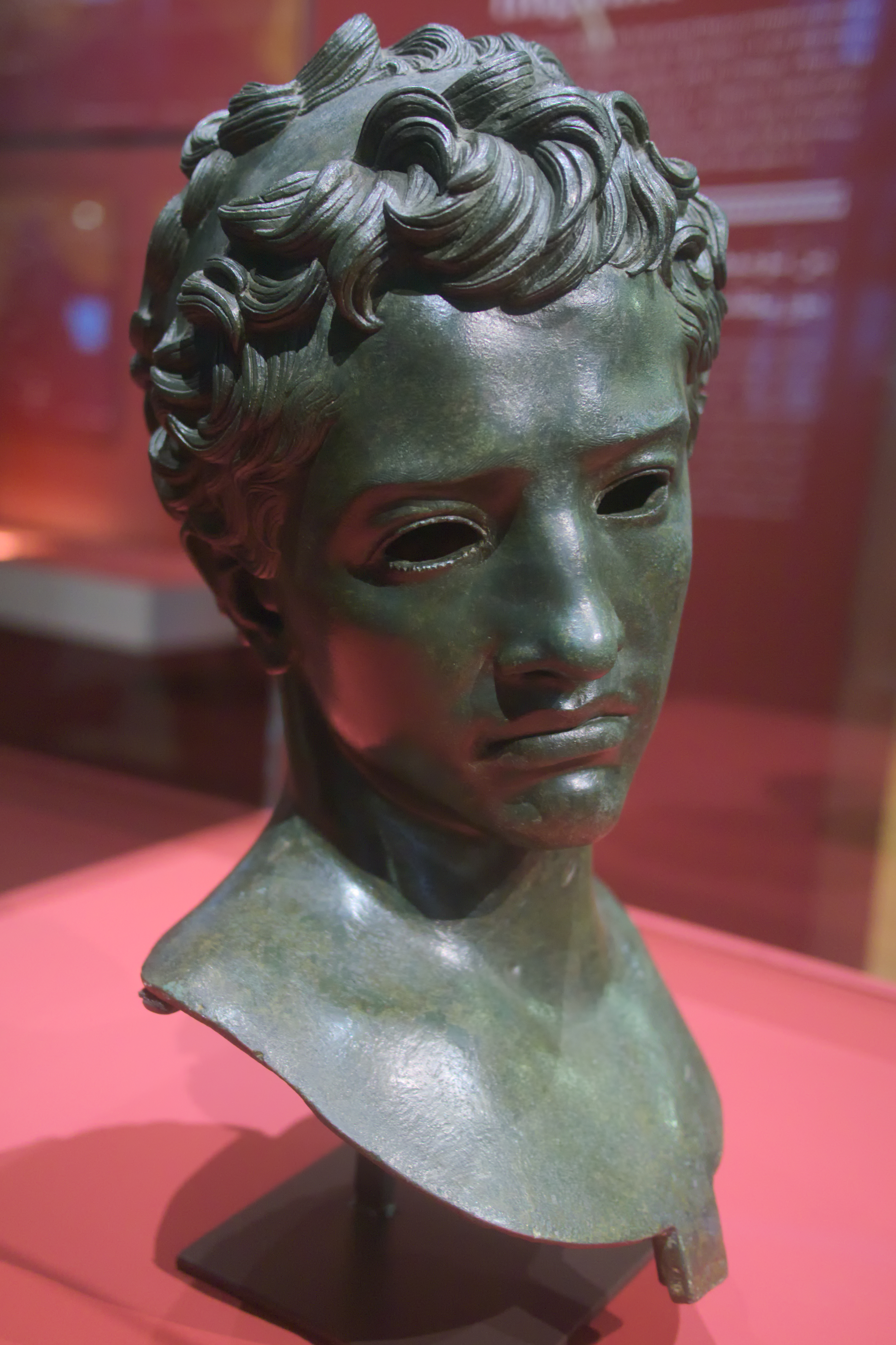
Statue du roi berbère Juba II - Maison dite du Roi - 25-23 av. J.-C. - Vollubilis (Maroc).

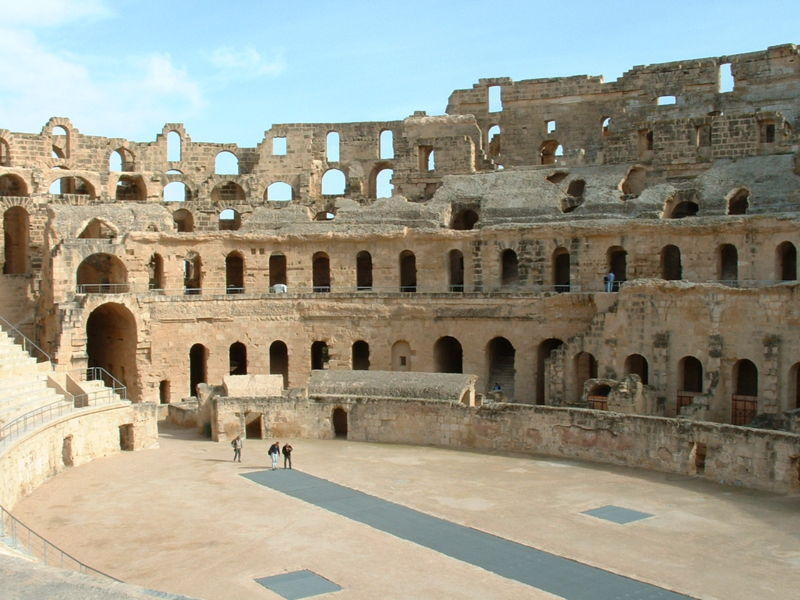
Amphithéâtre d'El Jem comme apothéose de la culture romaine en Tunisie.

La situation perdure jusqu'à la guerre civile entre Jules César et Pompée. Juba Ier de Numidie, partisan de Pompée, perd son royaume en 46 av. J.-C. après la défaite de Thapsus contre César. César accorde à Sittius un vaste territoire autour de Cirta (Constantine). La Numidie devient alors la province d''Africa nova, jusqu'à ce qu'Auguste réunisse les deux provinces en un seul ensemble, l'Afrique proconsulaire. Cette dernière est dirigée par un proconsul, qui conduisit un moment l'armée d'Afrique.
Auguste rend son royaume à Juba II, fils du précédent, après la bataille d'Actium (31 av. J.-C.). En 25 av. J.-C., Juba II reçoit le trône de Maurétanie, et la Numidie est partagée entre la Maurétanie et la province d'Afrique. La partie intégrée à la province d'Afrique en constitue une région et, en théorie, n'a pas d'autonomie administrative, puisqu'elle dépend du proconsul assisté de légats.
Par la suite, les Romains pénètrent dans le Maghreb actuel vers le début de notre ère. Sous Rome, le territoire fut divisé en provinces :
- Maurétanie césarienne, qui correspond à l'Algérie centrale et occidentale. La capitale était Caesarea (actuelle Cherchell).
- Maurétanie sétifienne, créée par Dioclétien pour la partie orientale de la Maurétanie césarienne avec Sitifis (actuelle Sétif en Algérie) comme capitale.
- Maurétanie tingitane, qui correspond à peu près au nord du Maroc actuel. Les villes principales sont Volubilis, Sala, Lixus, Banasa, Ceuta, Melilla et Tingis (actuelle Tanger) qui en était le chef-lieu. Elle fut attachée administrativement à la province d'Espagne (la Bétique).
- Etc.

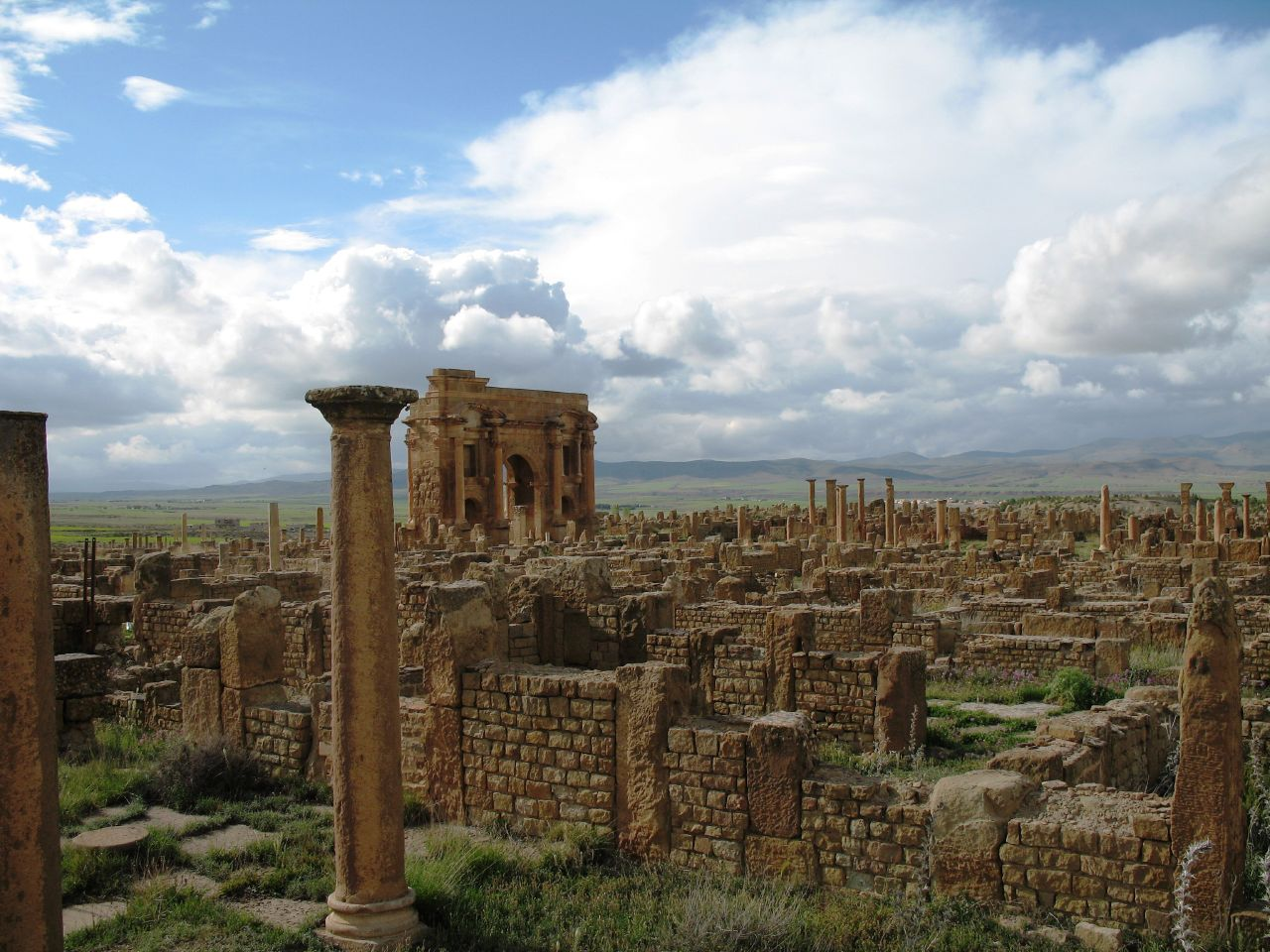
Ruines romaines de Timgad (actuelle Wilaya de Batna, Algérie), et vue sur l'Arc de Trajan.

Lambèse fut la première capitale romaine, par la suite Timgad va être construite au temps de Trajan. L'agriculture se développe grâce à la plantation de plusieurs milliers d'oliviers pour faire de l'huile d'olive en Algérie. La civilisation berbère est à son apogée, plusieurs grandes villes sont construites au nord et au sud dans le désert. La nationalité romaine est offerte aux Amazighs, cela facilite l'intégration de certains nomades au monde romain. Plusieurs mariages mixtes entre Romains et Amazighs naturalisés sont célébrés dans les grandes villes. La pratique des cultes Amazighs est représentée dans les fresques romaines. De même, les jeux romains sont source de distraction et de joie pour la plupart des Amazighs. De plus, les bains publics étaient un luxe ouvert à tout le monde. À Timgad, région chaouie, il y avait vingt-sept bains. Il n'y avait pas de remparts autour des villes pour faciliter les relations entre les Amazighs et les Romains. Les arts sont développés par les artisans Amazighs (la céramique, la poterie, etc.). Plusieurs amphithéâtres sont construits. Le théâtre de Timgad pouvait contenir 4 000 personnes de l'Aurès. La population globale de l'Aurès était estimée entre huit et dix-mille habitants, pendant les premières années de l'Empire romain en Afrique du Nord.

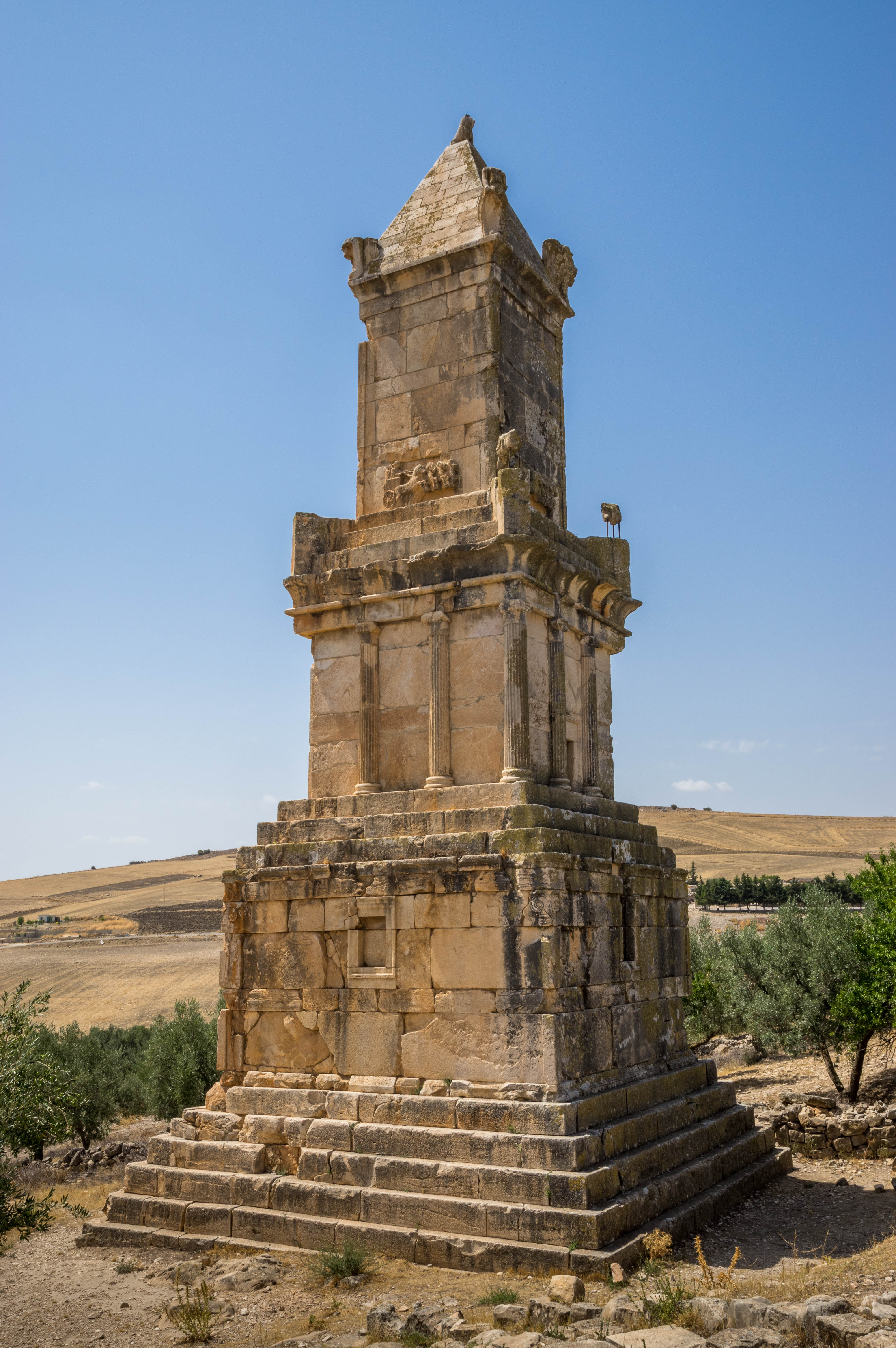
Mausolée libyco-punique de Dougga, en Tunisie.

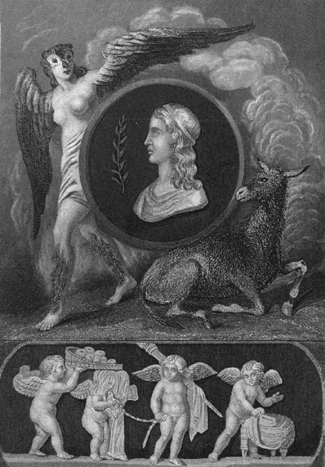
Apulée, écrivain romain, auteur de Métamorphoses, est d'origine berbère, de Madauros (actuelle Aurès).

Les populations se rebellent de nombreuses fois surtout les Zénètes, vers le début du Ier siècle. Les Maghraouas auraient été très nombreux dans les environs d'Icosium (Alger) et Ptolémée de Maurétanie devait les contenir. Ptolémée de Maurétanie, fera transférer une partie des Maghraoua vers le chlef. Cela provoque une succession d'actions militaires de Rome, soldées parfois par de graves défaites romaines.
Les alentours de Tlemcen auraient été composés des royaumes gétules dans l'antiquité. Ils auraient vécu dans cette partie du Maghreb. Plusieurs rois gétules purent contrebalancer l'Empire romain. Vers 17, Tacfarinas soulève tous les tribus gétules. Il mourut à Pomaria (Tlemcen actuellement). Sept ans durant, Tacfarinas résiste aux Romains, malgré Tibère qui transfère une seconde légion pour appuyer la troisième légion Auguste (seule ensuite). Dès 39, Caligula confie la conduite de la région de Numidie à un représentant personnel – « légat de l'empereur » – chargé de commander la troisième légion Auguste. C'est ainsi qu'il met fin à une exception politique : celle d'une armée importante placée sous les ordres d'un proconsul et non d'un légat. Le Sénat perd la dernière légion qui était sous ses ordres.
Bien que toujours officiellement intégrée à la province d'Afrique proconsulaire, la Numidie en constitue une région à part, placée sous l'autorité de son légat qui dirige la troisième légion Auguste et ne rend de compte qu'à l'empereur. C'est une province de fait, mais non de droit, statut relativement unique dans l'empire. Après 193, sous Septime Sévère, la Numidie est officiellement détachée de la province d'Afrique et constitue une province à part entière, gouvernée par un légat impérial. Sous Dioclétien, elle constitue une simple province dans la réorganisation tétrarchique, puis est brièvement divisée en deux : Numidie militaire et Numidie cirtéenne.
À l'époque du Bas-Empire romain, les Levathae (ou Laguatans / Luwata) se révèlent tellement agressifs que les Romains font élever un limes pour les contenir. Après la crise économique que vécut la grande cité romaine de Leptis Magna, la ville connut plusieurs razzias de la part des populations locales.

#### De 256 à 640, christianisme, invasion vandale

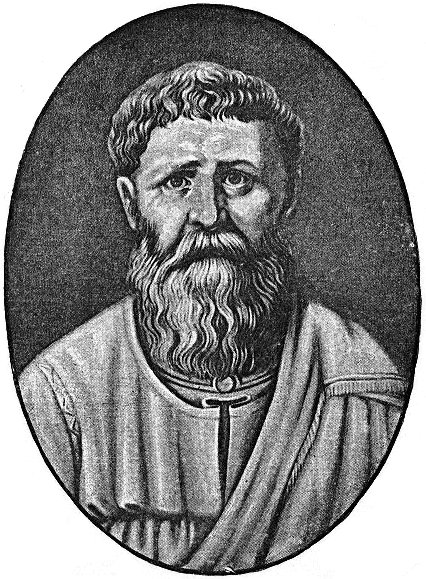
Saint Augustin d'origine amazighe, il est l'un des principaux Pères de l'Église latine et l'un des 33 Docteurs de l'Église.

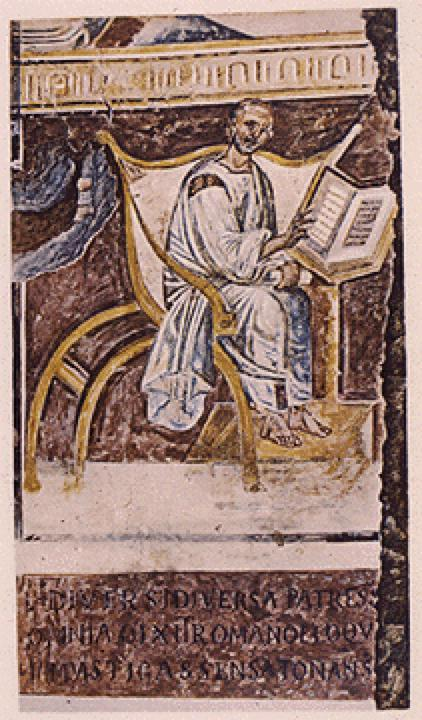
Portrait du philosophe et théologien saint Augustin.

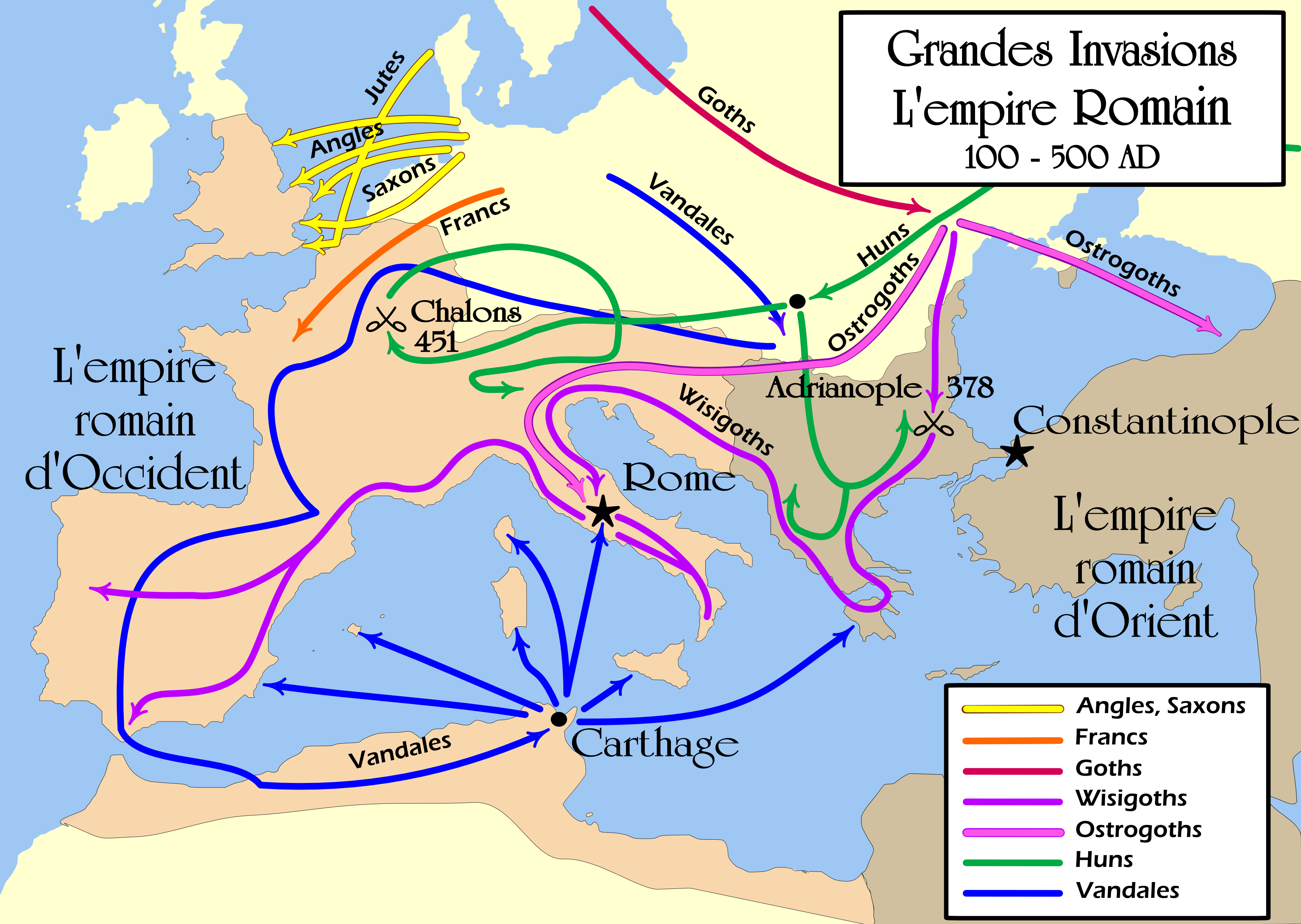
Les Invasions barbares (100-500).

De nombreuses tribus Amazighs se convertissent au judaïsme. Certains auteurs pensent que les Juifs d'Afrique du Nord sont en grande partie des Amazighs judaïsés. Le christianisme a pu ensuite se développer sur ce terreau juif.
Le christianisme apparaît vers l'an 256, et durant le siècle suivant, les populations des villes côtières algériennes, ainsi qu'une minorité de la population dans les campagnes se convertissent à la nouvelle religion.
En 313, les crises politiques et économiques poussent les populations à une nouvelle révolte qui sera encore une fois Amazigh. Mais cette fois la révolte est religieuse et politique. En effet, le donatisme (du nom de l'évêque Donatus Magnus) s'est développé en Algérie, à Baghaï, dans les Aurès et en Tunisie : ses partisans refusent la réintégration dans l'Église des clercs ayant apostasié lors des persécutions du début du siècle. Le donatisme quitte rapidement le champ religieux pour devenir une opposition politique à Rome. En effet, les donatistes récusent la politique religieuse de Constantin Ier, le premier empereur romain chrétien, et, exigeant la séparation de l'État et de la religion, finissent par déclarer l'empereur comme étant le diable en personne. Ils rejettent aussi le rite romain.

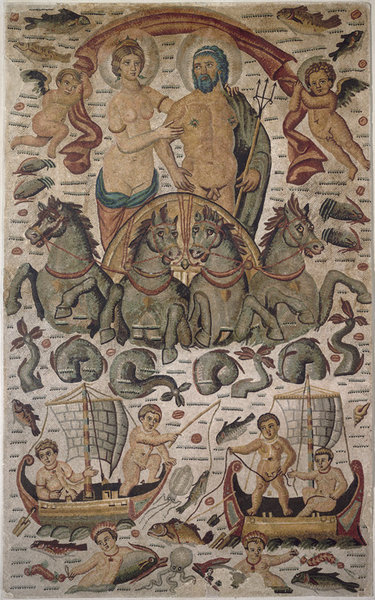
Triomphe de Neptune et Amphitrite, mosaïque romaine de Cirta (actuelle Constantine en Algérie), ca. 315-325.

Dès lors, Constantin envoie ses troupes les réduire au silence, dans ce qui est considéré comme la première persécution de chrétiens par d'autres chrétiens. La répression ne fait qu'accroître le soutien populaire des donatistes ; en 321 les légions romaines se retirent.
Toutefois vers l'an 340, l'idéologie donatiste donne naissance à une secte populaire, celle des « circoncellions » (ceux qui encerclent les fermes). Les donatistes, à l'instar des autres chrétiens, célébrant les martyrs, les circoncellions, ouvriers agricoles, deviennent des radicaux qui, considérant le martyre comme la plus grande vertu chrétienne, abandonnent toutes les autres valeurs (Humilité, Charité, Agape, etc.). Leur but étant de mourir au combat, les circoncellions, munis de matraques de bois, - ils refusent de porter des armes en fer en vertu du précepte évangélique : « Qui a vécu par l'épée, périra par l'épée » - attaquent les voyageurs, cernent puis rançonnent les exploitations agricoles (d'où leur nom), tuant, violant, volant les stocks, exigeant l'affranchissement des esclaves. Lorsqu'ils n'arrivent pas à se faire tuer, ils se suicident en sautant du haut d'une falaise. Ce dérapage du culte donatiste noircit encore plus leur réputation à Rome.

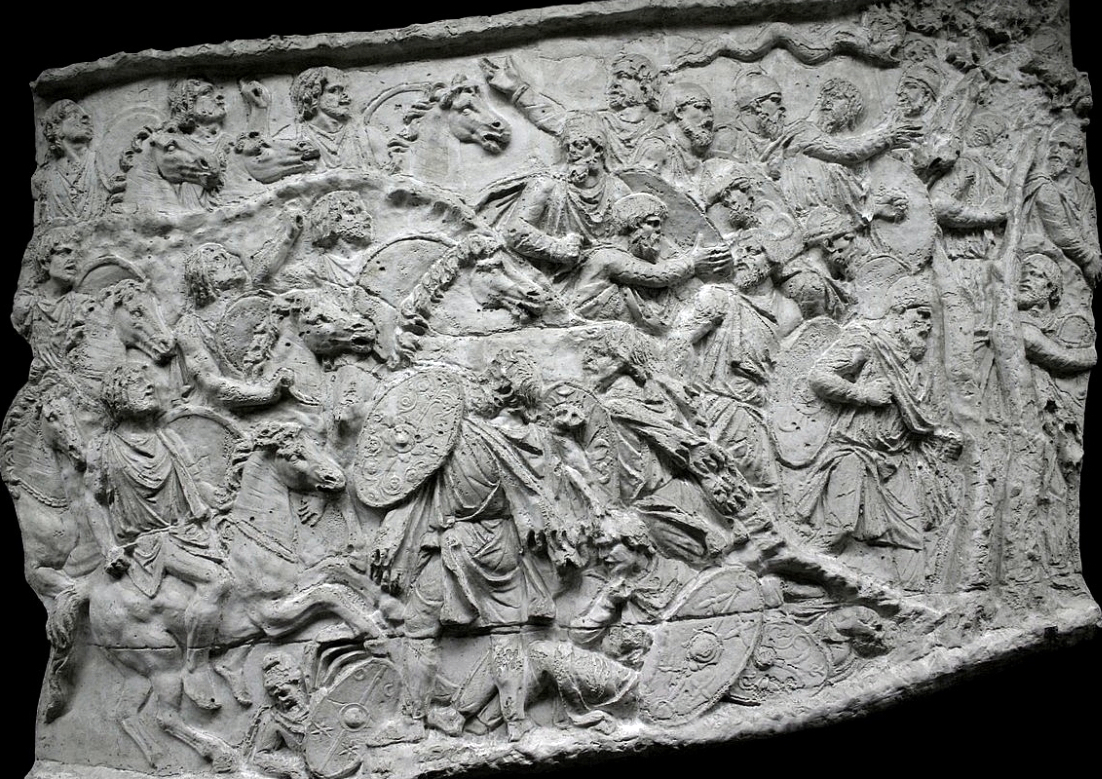
La cavalerie maure du général Lucius Quietus, sur la colonne Trajane, exposé au Museo della Civiltà Romana, Rome.

Mouvement social autant que religieux, la secte des circoncellions, violemment réprimée, finit par disparaître vers le IVe siècle.

L'apogée de l'Empire romain d'Orient avec les conquêtes de Justinien Ier.

En 395 l'Empire romain faisant face à de sérieux problèmes internes, qui réduisent le contrôle qu'exerce Rome sur l'Afrique du Nord, les donatistes, essaient de dominer la scène politique et religieuse. L'empereur les déclare hérétiques en 409 et leur enjoint de restituer toutes les églises en leur possession en Afrique du Nord. Il envoie plusieurs légions qui sont d'une férocité terrible envers les responsables religieux du culte, et parfois même envers la population locale. Saint Augustin, évêque catholique d'Hippone (actuellement Annaba), essaie de calmer la violence de l'administration romaine, en plaidant pour un traitement plus humain des donatistes. Malgré les appels pressants de plusieurs parties, les donatistes disparaissent presque complètement de la scène religieuse, seule une minuscule communauté survivant dans la clandestinité jusqu'au VIe siècle.
Quelques années plus tard, en 430, c'est tout l'Empire romain qui se retire de l'Afrique du Nord sous la pression des Vandales et des Alains, autre peuple indo-européen, venus avec eux et originaires des steppes du sud de la Russie.
Le 28 août 430, Saint Augustin, l'un des derniers symboles de l'intégration de la population amazigh au sein de l'Empire romain, trouve la mort durant le siège d'Hippone par les Vandales. Cependant les Amazighs sous le règne de Cabaon réussissent à défaire les Vandales et à s'emparer des Aurès, puis portent un coup dur à une armée vandale à l'époque du roi vandale Thrasamund, qui meurt après un règne de vingt-sept ans ; « les Vandales prennent la fuite, et les Maures, s'élançant hors de leur retranchement, en tuent un grand nombre, en font beaucoup prisonniers, et de cette nombreuse armée il ne retourne dans leurs garnisons qu'un fort petit nombre de soldats ».
Les attaques de plus en plus fréquentes des Amazighs et l'énergie de l'empereur byzantin Justinien et de son général Bélisaire, provoquent la chute rapide du royaume vandale.
En 544, les Byzantins vont exercer un pouvoir juste dans la province de Constantine et dans l'Ifriqiya. Cependant, l'émergence d'insurrection amazighe contre les Byzantins provoque l'organisation de plusieurs États puissants les Djerawa, les Banou Ifren, les Maghraouas, les Awerbas, et les Zénètes.

### Moyen Âge

#### Conquête musulmane

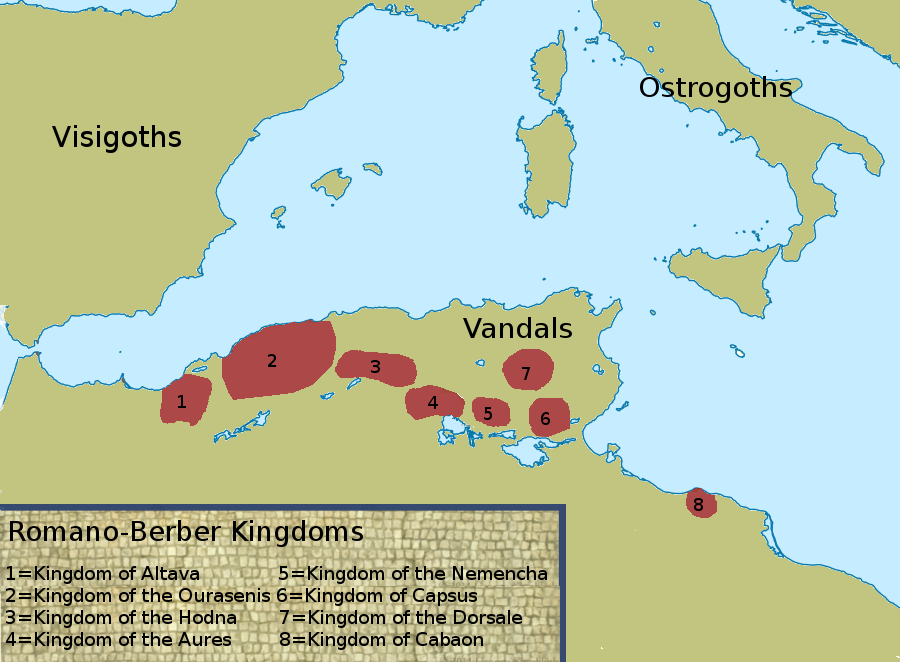
Carte représentant les royaumes romano-Amazighs dans les années 600, de gauche à droite ; le royaume d'Altava, le royaume du Ouarsenis, le royaume du Hodna, le royaume de l'Aurès, le royaume de Nemencha, le royaume de Capsus, le royaume de Dorsale et le royaume de Cabaon.

La première expédition musulmane sur l'Ifriqiya est lancée en 647. En 661, une deuxième offensive se termine par la prise de Bizerte. La troisième, menée en 670 par Oqba Ibn Nafi, est décisive : ce dernier fonde la ville de Kairouan au cours de la même année et cette ville devient la base des expéditions contre le nord et l'ouest du Maghreb. L'invasion complète manque d'échouer avec la mort d'Ibn Nafi en 683. Envoyé en 693 avec une puissante armée arabe, le général ghassanide Hassan Ibn Numan réussit à vaincre l'exarque et à prendre Carthage en 695. Seuls résistent certains Amazighs dirigés par la Kahena. Les Byzantins, profitant de leur supériorité navale, débarquent une armée qui s'empare de Carthage en 696 pendant que la Kahena remporte une bataille contre les Arabes en 697. Ces derniers, au prix d'un nouvel effort, finissent cependant par reprendre définitivement Carthage en 698 et par vaincre et tuer la Kahena.
Contrairement aux précédents envahisseurs, les Arabes ne se contentent pas d'occuper la côte et entreprennent de conquérir l'intérieur du pays. Après avoir résisté, les Amazighs se convertissent à l'islam, ils sont enrôlés dans l'armée Omeyyade pour calmer les révoltes, et c'est alors que le général Tariq ibn Ziyad s'en va à la conquête musulmane de l'Hispanie, à la tête d'une armée de 12 000 hommes composés essentiellement de Amazighs fraîchement convertis. Des centres de formation religieuse s'organisent alors, comme à Kairouan, au sein des nouveaux ribats. On ne saurait toutefois estimer l'ampleur de ce mouvement d'adhésion à l'islam. D'ailleurs, refusant l'assimilation, nombreux sont ceux qui rejettent la religion dominante et adhèrent au kharidjisme, hérésie née en Orient et proclamant l'égalité de tous les musulmans sans distinction d'origine ou de classe. En 740, les Amazighs de l'actuel Maroc lancent la grande révolte amazighe, échaudés par des prédicateurs sufrites Kharijites, une secte musulmane qui a embrassé une doctrine représentant l'égalitarisme total en opposition à l'aristocratie des Quraych qui s'était accentuée sous le califat omeyyade, qui tente de leur imposer le statut du dhimmi, qui se traduit notamment par l'imposition de lourdes taxes. Les rebelles ont élu Maysara al-Matghari pour mener leur révolte, et ont réussi à prendre le contrôle de presque tout ce qui est maintenant le Maroc, inspirant à de nouvelles rébellions au Maghreb et à al-Andalus. Lors de la bataille de Bagdoura, les rebelles amazighs ont annihilé une armée particulièrement forte envoyée par le calife omeyyade de Syrie. Les Omeyyade n'ont pu échapper à la catastrophe qu'à la suite des dissensions internes qui ont scindé en deux les armées amazighes. Ces dernières furent battues séparément non loin de Kairouan dans les localités d'al-Qarn et d'al-Asnam en 742. Le Maroc et l'ouest Algérien est aux mains des armées amazighes, et les omeyyades en sont expulsés, mais l'est de l'Ifriqiya (actuelle Tunisie) reste une province omeyyade jusqu'en 750, quand la lutte entre Omeyyades et Abbassides voit ces derniers l'emporter. De 767 à 776, les kharidjites amazighes sous le commandement d'Abou Qurra s'emparent de tout le territoire, mais ils se retirent finalement dans leur royaume de Tlemcen, après avoir tué Omar ibn Hafs, surnommé Hezarmerd, dirigeant de la Tunisie à cette époque.

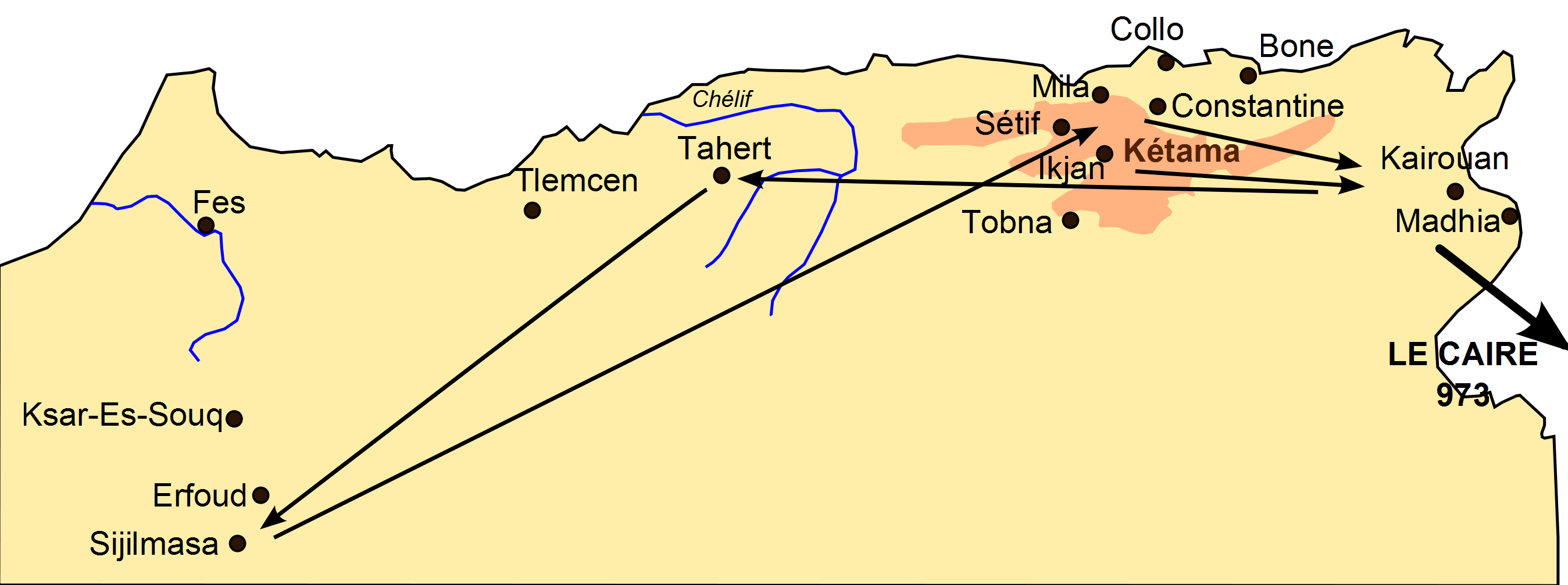
Les Fatimides au Maghreb de 909 à 973.

En 800, le calife abbasside Haroun ar-Rachid délègue son pouvoir en Ifriqiya à l'émir Ibrahim ibn Al-Aghlab et lui donne le droit de transmettre ses fonctions par voie héréditaire. Al-Aghlab établit la dynastie des Aghlabides, qui règne durant un siècle sur le Maghreb central et oriental. Le territoire bénéficie d'une indépendance formelle tout en reconnaissant la souveraineté abbasside. La Tunisie devient un foyer culturel important avec le rayonnement de Kairouan et de sa grande mosquée, un centre intellectuel de haute renommée. À la fin du règne de Ziadet Allah Ier (817-838), Tunis devient la capitale de l'émirat jusqu'en 909.
Appuyée par les tribus Ketamas qui forment une armée fanatisée, l'action du prosélyte ismaélien Abu Abd Allah ach-Chi'i entraîne la disparition de l'émirat en une quinzaine d'années (893-909). En décembre 909, Ubayd Allah al-Mahdi se proclame calife et fonde la dynastie des Fatimides, qui déclare usurpateurs les califes omeyyades et abbassides ralliés au sunnisme. L'État fatimide s'impose progressivement sur toute l'Afrique du Nord en contrôlant les routes caravanières et le commerce avec l'Afrique subsaharienne. En 945, Abu Yazid, de la grande tribu des Banou Ifren, organise sans succès une grande révolte amazighe pour chasser les Fatimides. Le troisième calife, Ismâ`îl al-Mansûr, transfère alors la capitale à Kairouan et s'empare de la Sicile en 948. Lorsque la dynastie fatimide déplace sa base vers l'est en 972, trois ans après la conquête finale de la région, et sans abandonner pour autant sa suzeraineté sur l'Ifriqiya, le calife Al-Muʿizz li-Dīn Allāh confie à Bologhine ibn Ziri — fondateur de la dynastie des Zirides — le soin de gouverner la province en son nom. Les Zirides prennent peu à peu leur indépendance vis-à-vis du calife fatimide, ce qui culmine avec la rupture avec ce suzerain devenu lointain et inaugure l'ère de l'émancipation amazighe. L'envoi depuis l'Égypte de tribus arabes nomades sur l'Ifriqiya marque la réplique des Fatimides à cette trahison. Les Hilaliens suivis des Banu Sulaym — dont le nombre total est estimé à 50 000 guerriers et 200 000 bédouins — se mettent en route après que de véritables titres de propriété leur ont été distribués au nom du calife fatimide. Kairouan résiste pendant cinq ans avant d'être occupée et pillée. Le souverain se réfugie alors à Mahdia en 1057 tandis que les nomades continuent de se répandre en direction de l'Algérie, la vallée de la Medjerda restant la seule route fréquentée par les marchands. Ayant échoué dans sa tentative pour s'établir dans la Sicile reprise par les Normands, la dynastie ziride s'efforce sans succès pendant 90 ans de récupérer une partie de son territoire pour organiser des expéditions de piraterie et s'enrichir grâce au commerce maritime.
Les historiens arabes sont unanimes à considérer cette migration comme l'événement le plus décisif du Moyen Âge maghrébin, caractérisé par une progression diffuse de familles entières qui a rompu l'équilibre traditionnel entre nomades et sédentaires amazighes. Les conséquences sociales et ethniques marquent ainsi définitivement l'histoire du Maghreb avec un métissage de la population. Depuis la seconde moitié du VIIe siècle, la langue arabe demeurait l'apanage des élites citadines et des gens de cour. Avec l'Hilaliens, les dialectes amazighs sont plus ou moins influencés par l'arabisation, à commencer par ceux de l'Ifriqiya orientale.

#### Dynasties et grandes formations amazighes
Selon Ibn Khaldoun, les Amazighs se divisent en deux branches, les deux sont issues de leur ancêtre Mazighe. Les deux branches Botr et Branès se seraient elles-mêmes subdivisées en tribus et auraient Medracen comme ancêtre ; chaque région du Maghreb étant constituée de plusieurs tribus. Les grandes tribus ou peuples amazighs sont Sanhadja, Houaras, Zénètes, Masmoudas, Koutama, Awarba, Berghouata, Zouaouas, etc.
Chaque tribu est décomposée en des sous-tribus, ayant une indépendance territoriale et décisionnelle,
Plusieurs dynasties Amazighs ont émergé pendant le Moyen Âge au Maghreb, au Soudan, en Al-Andalus, en Italie, au Mali, au Niger, au Sénégal, en Égypte, au Portugal, etc. Ibn Khaldoun fait un tableau résumant celles au Maghreb dont les dynasties Amazighs Zirides, Ifren, Maghraouas, Almoravide, Hammadides, Almohade, Mérinide, Abdalwadides, Wattassides, Meknassa, Hafsides, etc.. De plus, plusieurs chefs arabes et perses avaient des épouses Amazighs comme Idris, Ibn Rustom, etc. Ce qui donnera par la suite les dynasties Idrissides, Rostémides, etc.
Les Almohades ont contribué à l'unification religieuse du Maghreb, les élites amazighophones ayant longtemps encouragé son arabisation pour des raisons religieuses. En revanche, lors de la dynastie des Zianides de Tlemcen, l'identité et la langue berbère étaient le centre d'intérêt du roi Yaghmoracen Ibn Zyan.

#### Les conflits Amazighs
Pendant l'Antiquité, les Amazighs se disputaient le pouvoir. Massinissa et Syphax s'affrontèrent lors de la deuxième guerre punique. Le premier avait la Numidie occidentale et le deuxième la Numidie orientale. Massinissa gagne la bataille, mais le fils de Syphax, Vermina, reprend la guerre contre Massinissa. Massinissa était allié des Romains et Vermina était avec les Carthaginois. Vermina demande la rémission à Rome. À la fin, Massinissa réussit à unifier la Numidie. Après Micipsa, une lutte interne entre les petits-fils de Massinisa se déclenche pour la succession. Jugurtha tue Adherbal pour la prise du pouvoir de la Numidie. Jugurtha rompt avec les Romains. Mais Bocchus Ier, beau-père de Jugurtha, capture et livre Jugurtha aux Romains.
Au Moyen Âge, l'une des plus puissantes tribus Amazighs était celle des Banou Ifren après avoir servi la reine Dihya. En 745, ces derniers choisissent le dogme sufrite (kharidjite) et désignent Abou Qurra comme calife. Ce dernier sera à la tête d'une armée composée de 350 000 cavaliers Amazighs. Il reprend le Maghreb aux deux puissantes dynasties (les Omeyyades et les Abbassides), revient à Tlemcen après qu'Yazid-Ibn-Haten a brisé la coalition berbère. Le premier conflit important berbère au VIIIe siècle survient alors, raconté par Ibn Khaldoun, historien du XIVe siècle. Les Banou Ifren avaient 40 000 cavaliers dans cette guerre[réf. nécessaire]. Abou Qurra a pu unir tous les Amazighs.
Par la suite, les Amazighs se sont divisés en deux parties distinctes l'une de l'autre. Cette division a créé un grand conflit entre les Sanhadjas et les Zénètes qui a débuté au Maghreb avant d'être transposé en Andalus. Les Sanhadja (chiite) ont attaqué les Zénètes kharidjites (Banou Ifren, Maghraoua, etc.), créant une séparation territoriale entre les deux tribus Amazighs. Les Zénètes furent ainsi amenés à se déplacer vers l'ouest du Maghreb et au sud devant la poussée des Zirides (tribu des Sanhadja, chiite). Cependant, plusieurs tribus des Banou Ifren et des Maghraouas se sont ralliées aux Fatimides dans ce conflit complexe, qui n'est ni de religion ni de « race », d'après Yves Lacoste et al.. D'autre part, plusieurs Fatimides ont changé de camp pour s'engager du côté des Omeyyades. Au contraire, selon le dictionnaire de Michel Mourre, le pouvoir et la religion seraient les sources des conflits des Amazighs.

Les Sanhadja se divisent pour former deux dynasties distinctes : les Zirides (chiite) et les Hammadides (sunnite). Les Zénètes, eux aussi sont divisés sur la question de pouvoir, trois dynasties sont formées Banou Ifren, Maghraoua et Meknassa. Une lutte acharnée au pouvoir des tribus zénètes est signalée par Ibn Khaldoun.

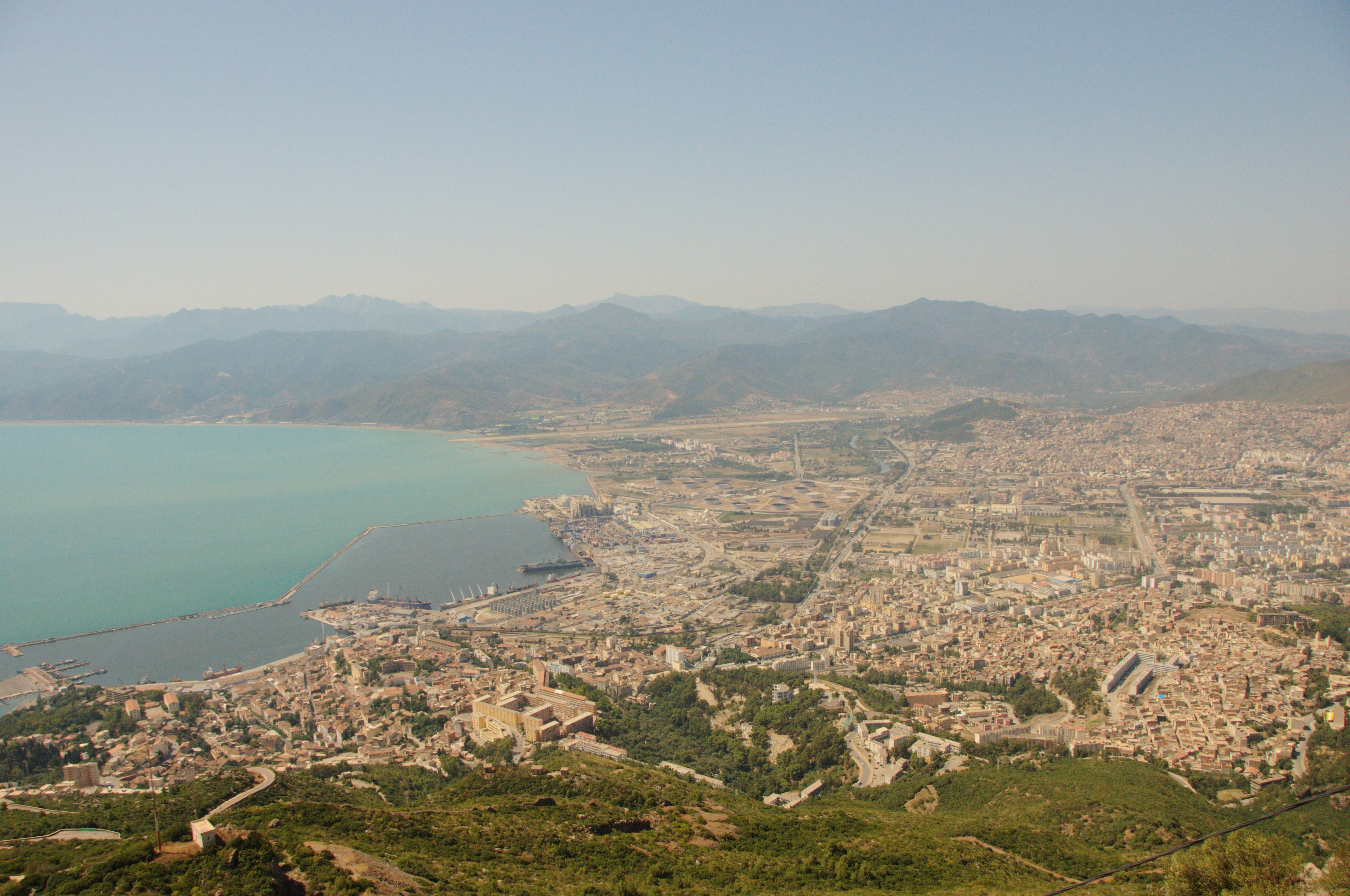
Ibn Toumert rencontra son disciple Abd-el Moumen non loin de Béjaïa Béjaïa redevint une place commerciale, scientifique et culturelle prospère sous les Hafsides du.

Ensuite survient le deuxième plus important conflit entre les Almoravides (tribu des Sanhadja) et sunnite Malékites et les Zénètes. Après la défaite des Zénètes à l'ouest du Maghreb par les Almoravides, les Zénètes qui restent en vie et minoritaires par rapport aux Sanhadjas sont confrontés dans une guerre contre une alliance Hammadides-Hilaliens.

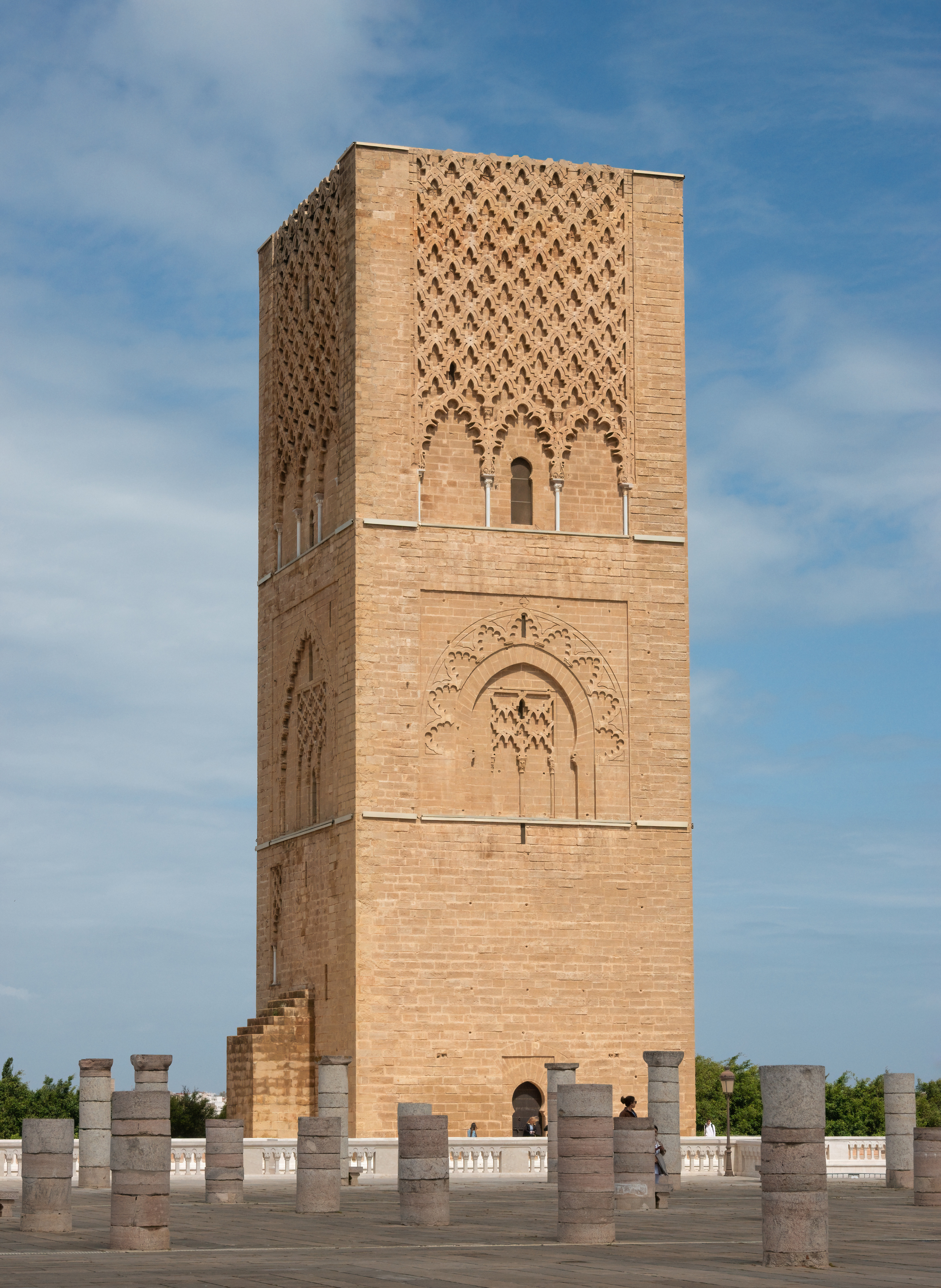
Tour Hassan à Rabat, construite en 1196 par les Almohades.

Les Almohades (qui signifie unificateur, les Almohades s'opposent au malékisme) défont les Almoravides, tribu des Sanhadja. Les Almohades étaient composés des Masmouda. Le fondateur du mouvement religieux est Ibn Toumert de la tribu Masmouda ; son disciple Abd al-Mumin de la tribu Zénète prit la tète des Masmouda et deviendra le premier calife Almohade. Un premier conflit apparait dans la grande famille des Masmoudas, les Almohades détruisent les Berghouata. Puis, un deuxième conflit surgit entre deux fractions des Masmouda, ce qui provoque une guerre entre les Almohades et les Hafsides. Après le massacre des Zénètes vers le XIe siècle, et à la suite du déclin des Almohades, trois dynasties zénètes vont surgir au Maghreb et en Al-Andalus (les Hafsides, les Zianides et les Mérinides).
Les deux dernières dynasties Amazighs zénètes se font la guerre, les Zianides contre les Mérinides (ils adoptent un nouveau malékisme). Les Mérinides sont refoulés au Maroc actuel par les Banou Ifren qui reprennent Tlemcen grâce aux Hafside] en 1437[réf. nécessaire], une trentaine d'années après la promulgation de la Charte d'Ajarif (1405), qui détaille notamment la qisas (vengeance) et la diya (compensation financière) prévue par le droit musulman.
Les dynasties Amazighs sont achevées par l'arrivée des Espagnols et des Ottomans.
Depuis ces conflits, les Amazighs sont séparés dans leur profond, ce qui a mené à la création de plusieurs tribus qui n'ont aucun lien commun ni dans la langue, ni dans la tradition, ni dans l'espace géographique, ni dans la religion, ni dans les mœurs, etc., au Maghreb, en Al-Andalus, au Sahel africain.
Le conflit entre Sanhadja et Zénètes est le plus important dans l'histoire des Amazighs et a été révélé par tous les historiens du Moyen Âge et contemporains (Ibn Khaldoun, Ibn Hazm, Émile-Félix Gautier, Gabriel Camps, Rachid Bellil, etc.). Du coup, quelques historiens comme Émile Félix Gautier et Gabriel Camps entre autres, tirent des conclusions et des thèses de ce conflit majeur. Ces thèses seront contredites par certains historiens contemporains comme Rachid Bellil, Benabou, Potiron, etc. Ces derniers rejoignent l'approche historique d'Ibn Khaldoun.

#### Influence des Amazighs en Afrique de l'Ouest et en Al-Andalus

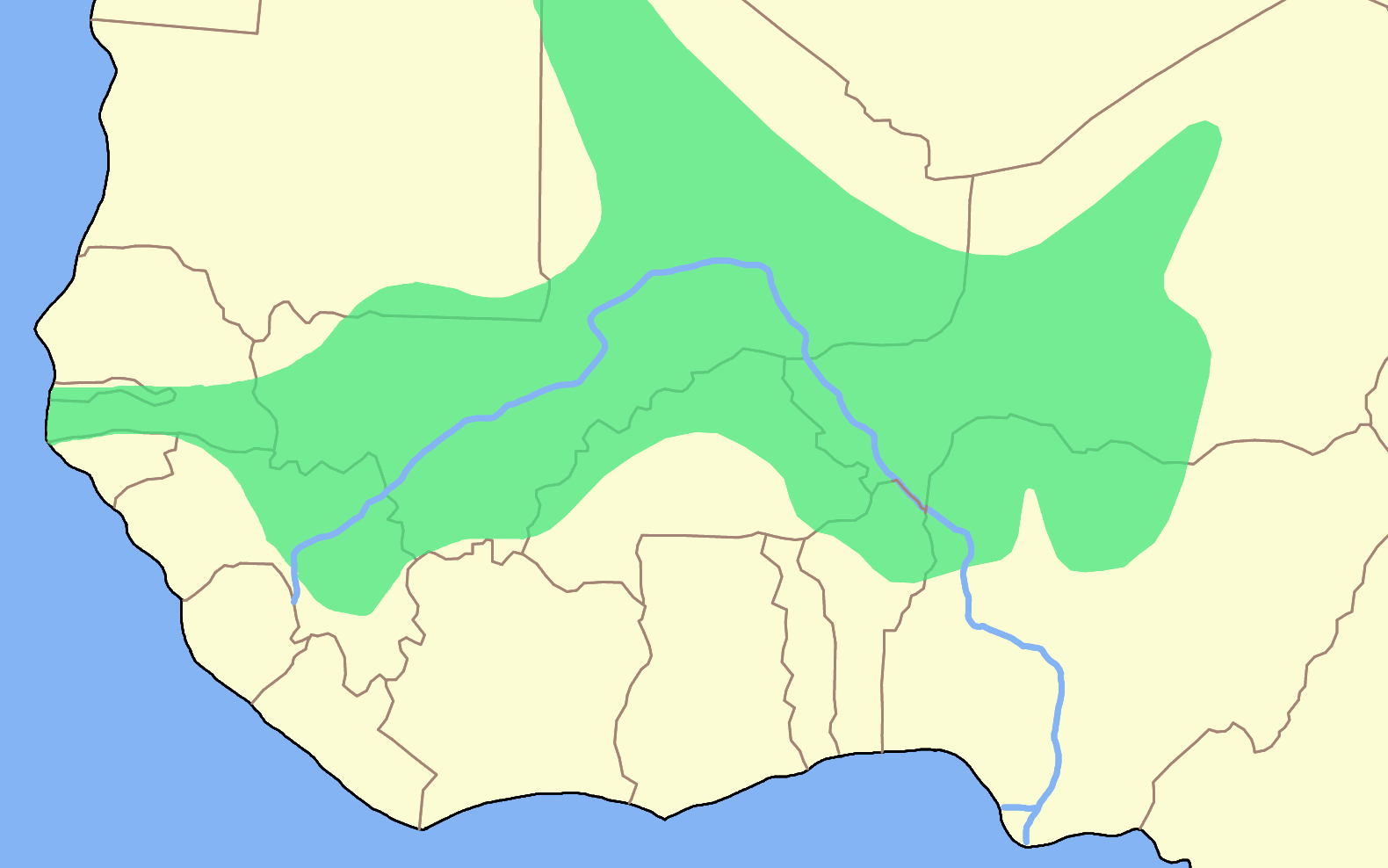
Carte de l'Empire songhaï, fondé par le chef berbère Za el-Ayamen.

La dynastie songhaï des Dia, fut fondée à Koukia au XIe siècle, résultat d'un métissage entre Amazighs dirigés par le chef berbère Za el-Ayamen, et les Songhaïs. Plus tard la dynastie des Dia fondera le royaume songhaï de Gao, au niveau du fleuve Niger, qui sera vassale de l'empire du Ghana créé par les Soninkés, puis l'empire du Mali. Durant le XVe siècle, les Songhaïs, après plusieurs conquêtes militaires, supplante l'empire du Mali, et le royaume songhaï de Gao devient un empire, sous la dynastie des Si, du conquérant Sonni Ali Ber, qui se verra remplacé par la dynastie des Askia d'origine soninkés, fondée par Askia Mohammed Touré, avec la ville de Gao pour capital. Il s'étend sur plus ou moins le Niger, le Mali et une partie du Nigeria actuel. L'empire s'effondre à la fin du XVIe siècle, à la suite de la bataille de Tondibi.

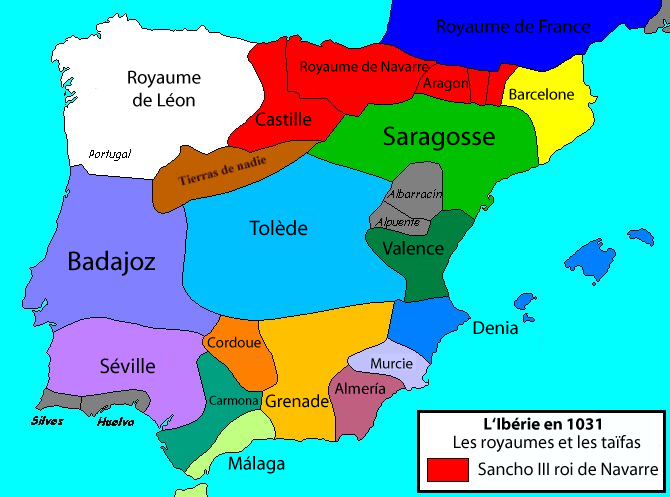
Carte historique de la péninsule Ibérique présentant l'époque des taïfas et les petits royaumes chrétiens émergents. Les taïfas de Tolède, Ronda, Alpuente, Arcos, Carmona, Grenade, Morón, Ceuta, d'Algésiras étaient Amazighs.

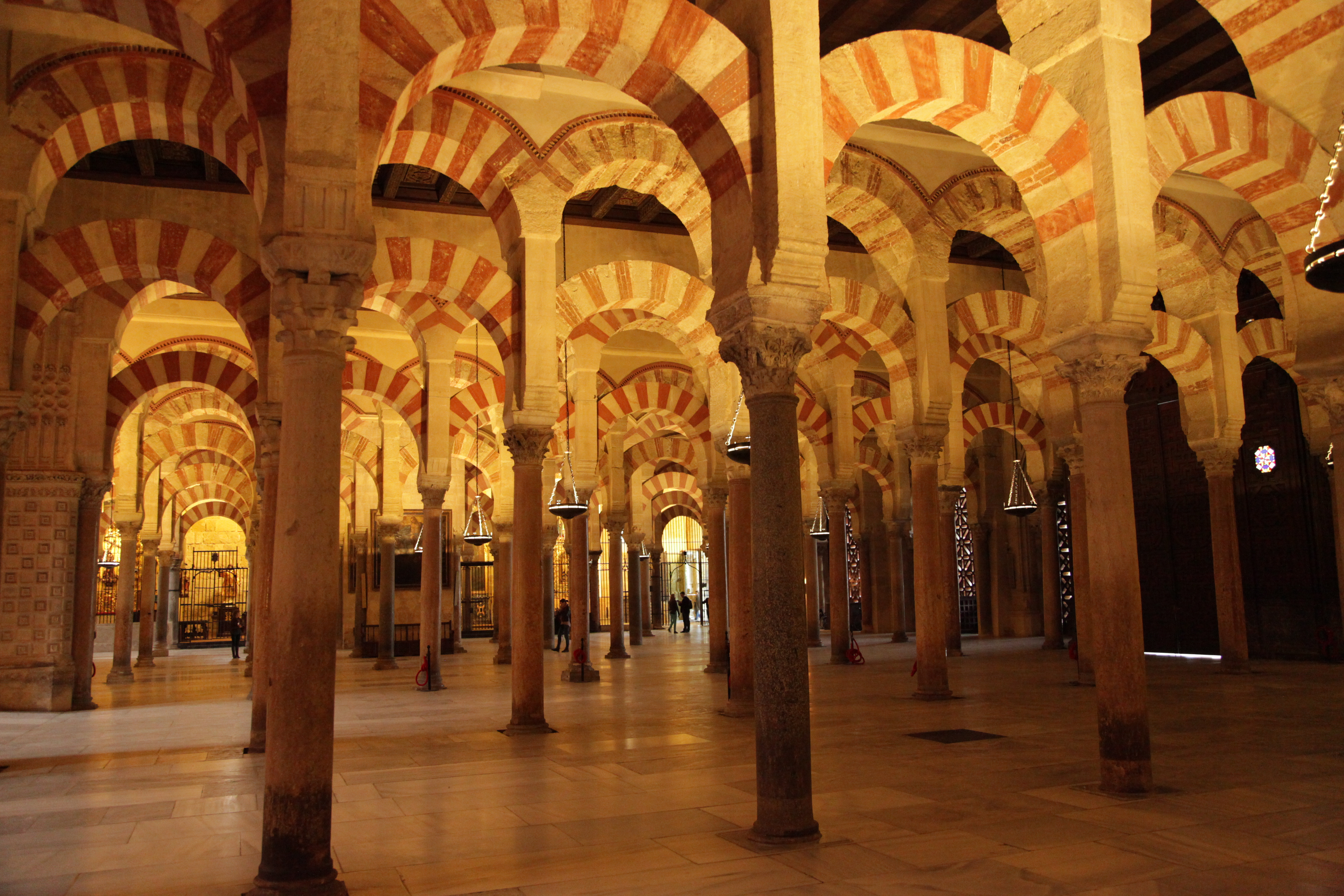
Style andalou.

Les Zirides prennent le Sud de l'Italie avec l'aide des Fatimides et une partie de l'Égypte. Les Amazighs avaient des États indépendants en Al-Andalus à l'époque des taïfas. L'Al-Andalus est prise par les Almoravides et ensuite par les Almohades et à la fin par les Mérinides.

### Époque moderne

#### De 1400 à 1900
Pendant la période de 1400 à 1500, l'effondrement des dernières dynasties Amazighs englobe les deux territoires l'Andalousie et l'Afrique du Nord, au centre et à l'ouest. Les Espagnols et les Portugais reprennent leurs territoires et envahissent le Maghreb. Ensuite, les Ottomans chassent les Espagnols et prennent l'Algérie, la Tunisie et la Libye. Quelques Amazighs se replient dans les montagnes et demeurent isolés surtout dans les régions de l'Aurès (le pays des Chaouis), ou en Kabylie et au Sahara. Le Maroc résiste grâce à l'émergence des Saadiens puis de la dynastie alaouite qui fondent l'Empire chérifien et résistent à la fois aux attaques hispano-portugaises et aux tentatives d'invasion ottomanes. Les Espagnols s'emparent du Sahara occidental, du Rif et de quelques villes dont (Sidi Ifni). Le Rif engage la guerre pour se libérer de la tutelle espagnole avec Abdelkrim el-Khattabi.

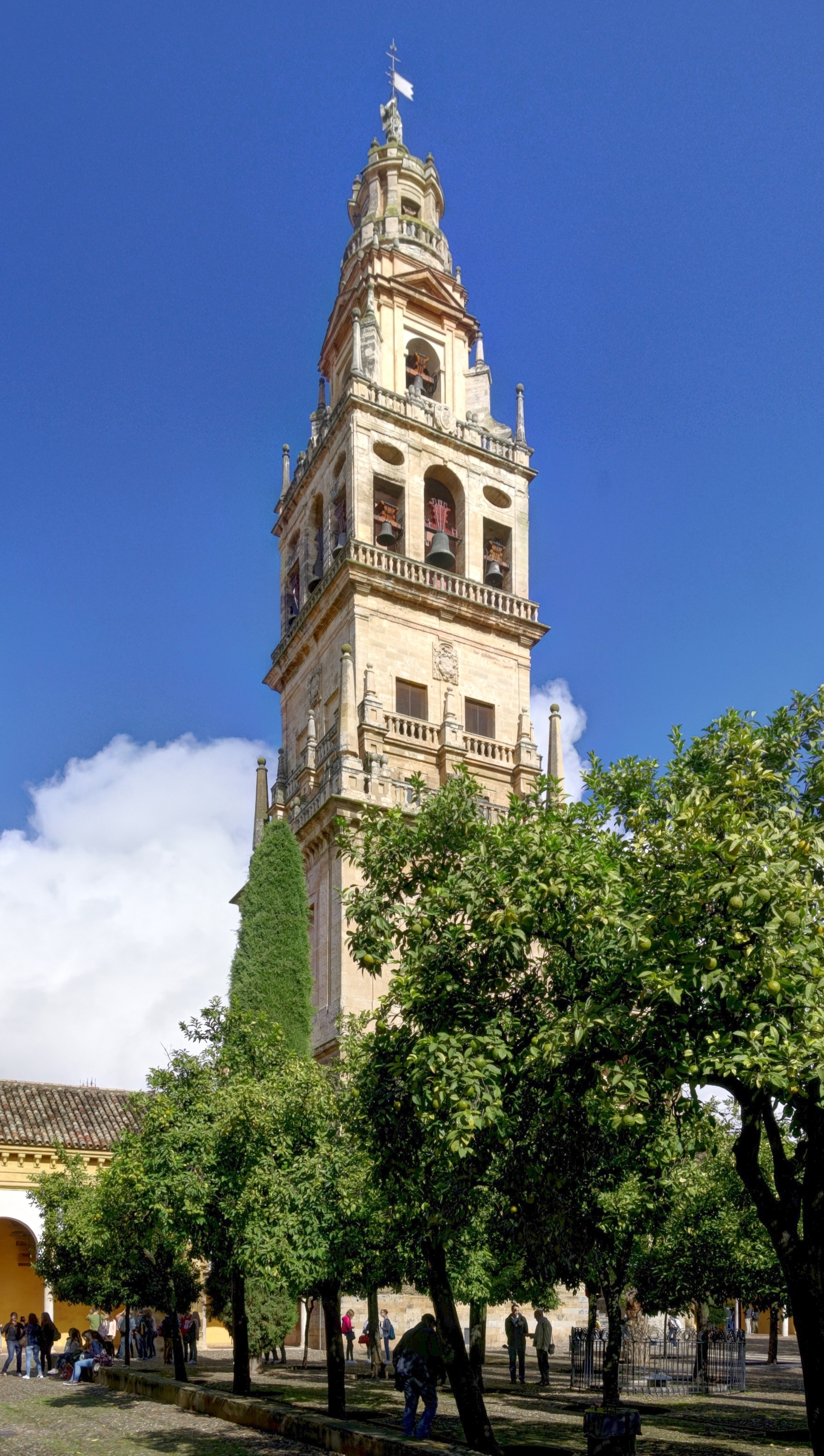
Cordoue

Les Français attaquent les Ottomans et prennent l'Algérie, la Tunisie. La Libye est conquise par les Italiens. Plusieurs Amazighs, tels que Lalla Fatma N'Soumer, Cheikh El Mokrani, Cheikh Bouamama, etc., se révoltent et organisent plusieurs guerres pour reprendre leurs territoires.
La France déploie tout dans l'industrialisation et dans la construction des villes digne de la civilisation moderne, mais les zones montagneuses et les zones rurales sont épargnées. Plusieurs Européens viennent pour investir et pour exploiter les richesses. L'Algérie française devient le « grenier de l'Europe ».

#### Les confréries Amazighs et le mouvement des saints Amazighs entre 1500 et 1900

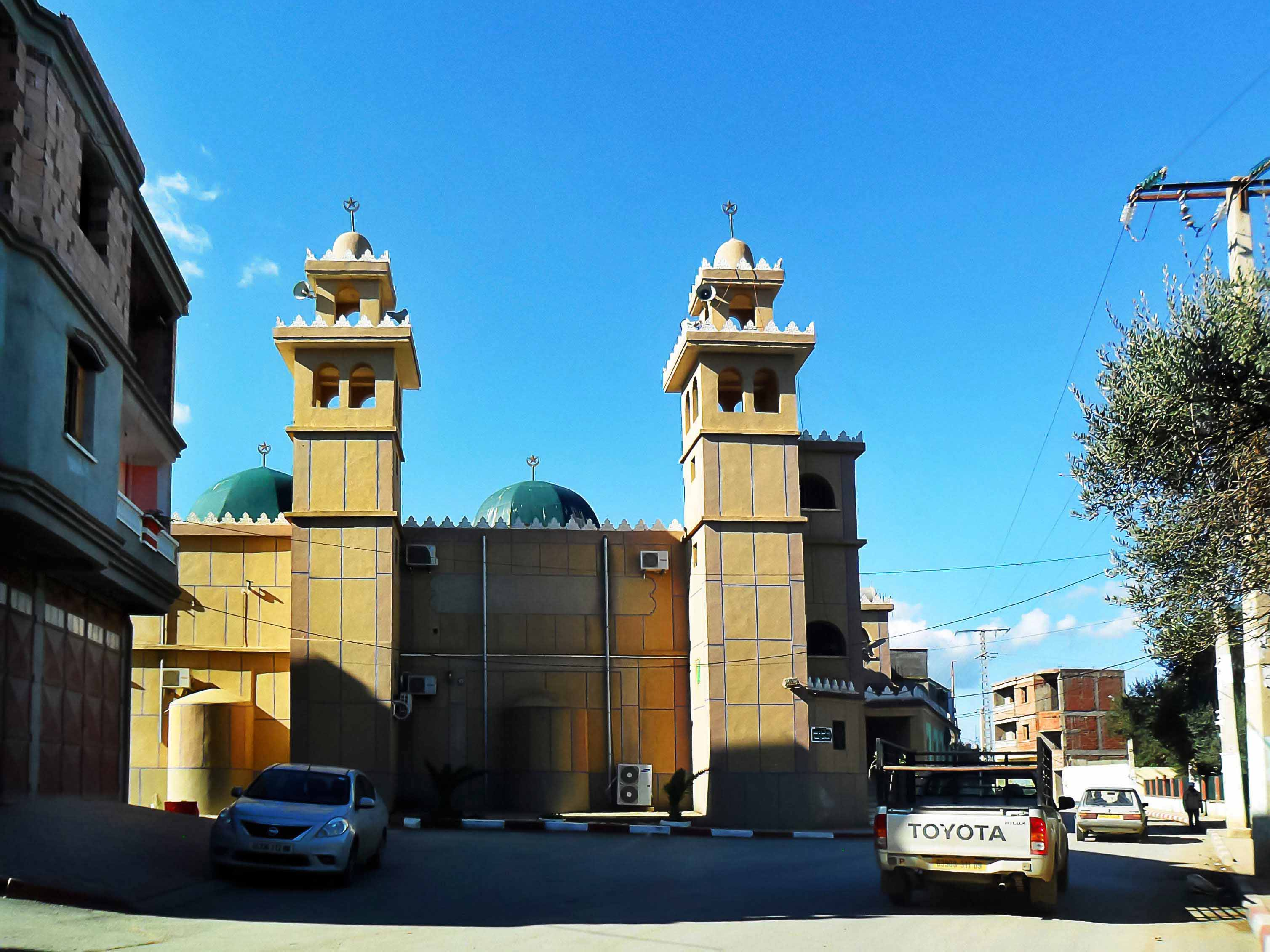
Une Zaouïa à Guerouaou, en Algérie.

Plusieurs Amazighs notamment du Sud ont créé des confréries musulmanes dont le but était d'aider la population après le déchirement des dynasties Amazighs. Leur apport était éducatif en premier. Plusieurs monuments, ksours, mosquées, etc., ont été construits dans les différentes régions du Maghreb. Les principaux chefs avaient la notoriété de Saint et ils étaient pour la plupart des hommes de connaissance et de savoir. Ces chefs ont écrit plusieurs livres qui ont été conservés à nos jours. L'instruction du Coran était importante surtout dans le Sud. L'organisation de cérémonies avait un rôle important dans la consolidation des règles de vie entre les différentes communautés. Les Zaouïas avaient un rôle juridique important au sein des populations pour le règlement des crises.
Les Ottomans devaient négocier avec les chefs de confrérie. Par la suite, l'armée française a trouvé des difficultés à contrôler les mouvements dirigés principalement par les confréries.

### Contemporain

#### De 1900 à 2000
Après la colonisation française, italienne, espagnole, etc., les Amazighs se voient marginalisés, occupés, exploités par des forces étrangères. Ce qui fait qu'un vaste mouvement de révoltes s'enchaine au fil des années dans tous les territoires du Maghreb. Par la suite après la Seconde Guerre mondiale, les États-Unis imposent aux Européens de se retirer de toutes les colonies dans le plan Marshall[réf. nécessaire]. Après quelques années tous les pays se libèrent progressivement.

Le drapeau berbère, adopté en 1998 par le Congrès mondial amazigh.

Actuellement, la plupart des communautés Amazighs sont sédentaires. Elles se désignent d'abord par leur région et par leur parler berbère : en Algérie, on trouve les Chaouis, les Kabyles, les Mozabites, les Touaregs, les Beni Snous, les Chenouis, les habitants du Ouarsenis (Banou Ifren et Maghraouas), etc.). Au Maroc, on trouve les Rifains, les Chleuhs, les Béni-Snassen, les Awerba, les Zayanes, etc. En Libye, on trouve les Yafran, etc. En Tunisie, il y a les habitants de Djerba, etc. En Espagne, il y a les Guanches, autochtones des Îles Canaries. Plusieurs ethnies d'origine berbère parlent l'arabe maghrébin et ne s'identifient pas aux régions citées. L'ensemble des ethnies Amazighs est appelé Imazighen (le pluriel d'Amazigh), et l'espace géographique nord-africain Tamazgha.
Plusieurs monuments historiques témoignent de la grandeur de l'art architectural chez les Amazighs au Maghreb et en Al-Andalus. Plusieurs villes et monuments au Maghreb et en Al-Andalus sont considérés comme patrimoine mondial. La culture et la langue Amazighs ont survécu depuis les grandes conquêtes vandales, romaines, byzantines, arabes (VIIe siècle) jusqu'à l'occupation française, en passant par la présence ottomane (à l'exception notable du Maroc). À partir de 1881, en Kabylie, l'administration française attribuera des patronymes arabes aux populations qui, jusqu'à cette époque, portaient encore pour certains des noms à consonance latine.
Ainsi, certains tiennent la colonisation française pour responsable en grande partie de l'arabisation de l'Afrique du Nord à l'instar de l'historien Eugène Guernier qui affirme, en 1950, que la France « facilite la diffusion de la civilisation arabe, par la langue, par la loi et par la foi musulmanes ». La culture berbère reste vivante en Algérie et au Maroc, qui comprennent une grande partie des Amazighs. Elle est aussi présente en Libye et en Tunisie et dans une grande partie du Sahara — Touaregs en Algérie, au Burkina Faso, au Mali et au Niger.
En 1980 éclatent les manifestations du Printemps berbère, au cours desquelles les amazighophones de Kabylie réclament l'officialisation de leur langue. En 1988, l'ouverture démocratique donna une forte impulsion à la revendication berbériste avec la création du « Mouvement culturel berbère ».
À la suite de la « grève du cartable » dans les années 1994 et 1995, dans laquelle des élèves kabyles boycottèrent les écoles pour contester le monolithisme linguistique et culturel de l'arabe, en 1996, une réforme de la Constitution algérienne fait officiellement de l'amazighité, aux côtés de l'islam et de l'arabité, l'une des composantes fondamentales de l'identité nationale. Parallèlement, les autorités fondent un Haut Commissariat à l'amazighité.
En 1998, de très violentes émeutes suivirent l'assassinat du chanteur Lounès Matoub. À partir de là, le climat devint insurrectionnel. Au mois d'avril 2001, de violentes émeutes secouèrent la Kabylie à la suite de la mort d'un lycéen prénommé Massinissa, abattu par la gendarmerie à Béni Douala. Le 14 juin, les Kabyles marchèrent sur Alger avant d'être réprimés par la police.
En 2000, la chaîne Berbère Télévision commence à émettre de Paris.
Au Printemps noir (printemps 2001), des émeutes éclatent en Kabylie, réclamant notamment l'officialisation de la langue berbère. Le 17 octobre 2001, le roi Mohammed VI du Maroc crée un Institut royal de la culture amazighe (IRCAM) pour promouvoir la culture berbère. Le 17 juin 2011, le roi Mohammed VI du Maroc propose une nouvelle constitution pour le royaume du Maroc avec notamment l'élévation du berbère au rang de deuxième langue officielle du pays.
À partir d'avril 2002, les revendications berbéristes se calment avec la reconnaissance du berbère comme langue nationale algérienne.

#### La résistance berbère face à la colonisation européenne
Les Amazighs ont eu un rôle décisif pour l'indépendance durant la colonisation, de nombreuses insurrections ont été menées par des Amazighs dans tous les pays du Maghreb. Ils y ont mené une vive résistance parfois qualifiée de « farouche »,,.

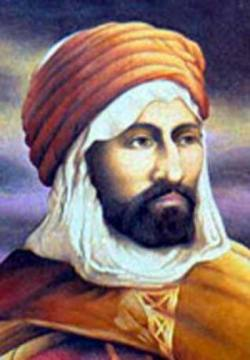
Mohamed El Mokrani, l'un des chefs des révoltes survenues en Algérie, pendant la conquête française, après la reddition de l'émir Abdelkader.

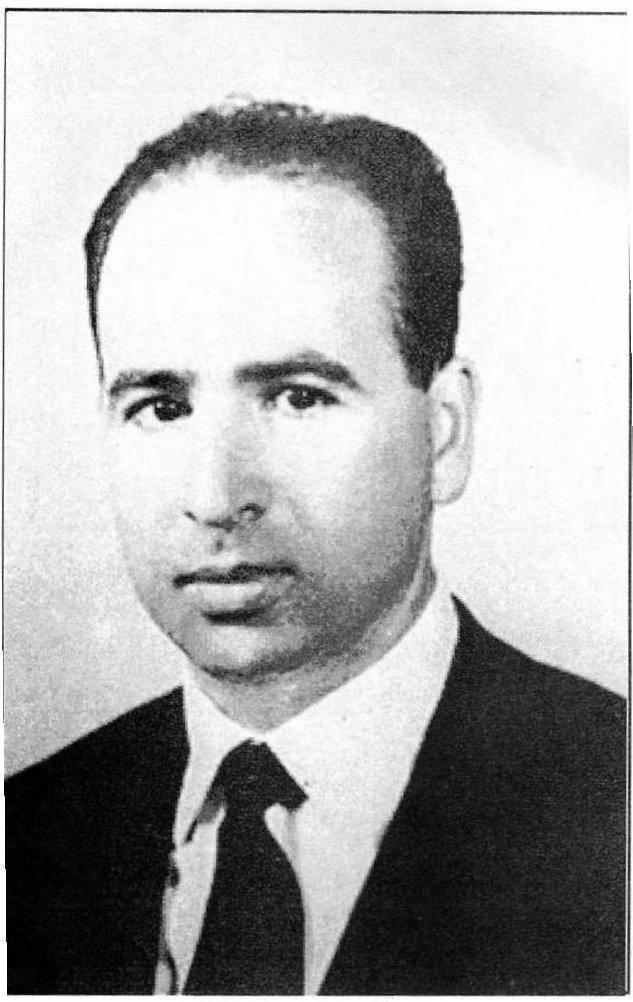
Krim Belkacem, chef historique du Front de libération nationale durant la guerre d'indépendance algérienne. Il signe l'acte d'indépendance de l'Algérie en bas des accords d'Évian, en tant que plus haut gradé des anciens maquisards.

- Algérie : De nombreux soulèvements ont été menés pour contrer la colonisation française, l'émir Abdelkader lutte pendant 15 ans, après avoir déclaré la guerre à la France en 1832. Il offre sa reddition en 1847.

En juillet 1857, des tribus de Grande-Kabylie se rendent, la capture de la maraboute Lalla Fatma N'Soumer met un terme à la résistance mais les Kabyles se soulèvent plusieurs fois encore jusqu'au début des années 1870.
En 1871, un notable kabyle, Mohand Amokrane, surnommé Cheikh El Mokrani, est rétrogradé au titre de bachagha pour avoir soutenu la révolte du Cheikh Bouaquaz, un proche de son père, en 1864-1865.
S'ensuit une insurrection.
Le mouvement soulève 250 tribus, près du tiers de la population algérienne.
Les insurgés sont contraints à la reddition après l'attaque des Français.
Ils sont arrêtés à l'Alma le 22 avril 1871, et le 5 mai le bachagha Mokrani meurt au combat près de l'oued Soufflat.
Les troupes françaises (vingt colonnes) marchent sur Dellys et Draâ El Mizan.
Le cheikh El Haddad et ses fils se rendent le 13 juillet, après la bataille d'Icheriden.
L'insurrection ne prend fin qu'après la capture de Boumezrag El Mokrani, le 20 janvier 1872.
La répression est très sévère, se traduisant, une fois matée l'insurrection, par des internements de Kabyles et des déportations en Nouvelle-Calédonie (on parle des « Algériens du Pacifique »), mais aussi par d'importantes confiscations de terres, qui ensuite ont obligé de nombreux Kabyles à s'expatrier.
En 1954, le Mouvement nationaliste algérien se mobilise et déclenche par la suite la révolution algérienne.
Les Amazighs sont au premier plan dans la guerre d'Algérie.
De nombreux chefs kabyles et chaouis ont œuvré et lutté pour l'indépendance du pays, dont les plus célèbres sont Mostefa Ben Boulaïd, Larbi Ben M'hidi, Abane Ramdane, Krim Belkacem, Didouche Mourad, Hocine Aït Ahmed, Ferhat Abbas, Amirouche Aït Hamouda, Belkacem Radjef.
- Maroc : Le mouvement de résistance s'est illustré lors de la guerre du Rif menée par Abdelkrim el-Khattabi, qui est une guerre coloniale qui opposa les tribus Amazighs du Rif aux armées françaises et espagnoles, de 1921 à 1926. Les deux armées européennes agissaient officiellement en vertu des accords du protectorat passés par le sultan du Maroc, Moulay Abd al-Hafid, avec la France et avec l'Espagne. La guerre atteignit son apogée lors de la bataille d'Anoual durant laquelle le général espagnol Manuel Fernández Silvestre se suicida après la défaite et la perte de 14 000 de ses hommes. Cette bataille reste un symbole de la lutte anticolonialiste. D'autres insurrections eut lieu dans le Rif menées par Mohamed Ameziane ou encore El Raisuni. Dans le sud du pays, les tribus Amazighs se sont soulevées sous la direction du chef Mouha ou Hammou Zayani ou encore Assou Oubasslam.ni

- Libye : La lutte contre la colonisation italienne est d'abord menée par Omar al-Mokhtar, surnommé « Cheikh des militants », un chef musulman libyen d'origine berbère qui organisa la lutte armée contre la colonisation italienne au début du XXe siècle. D'autres leaders nationalistes tels que Suleyman Al Baruni, originaire du Djebel Nefoussa, ont pris part à la résistance armée.

#### Diaspora

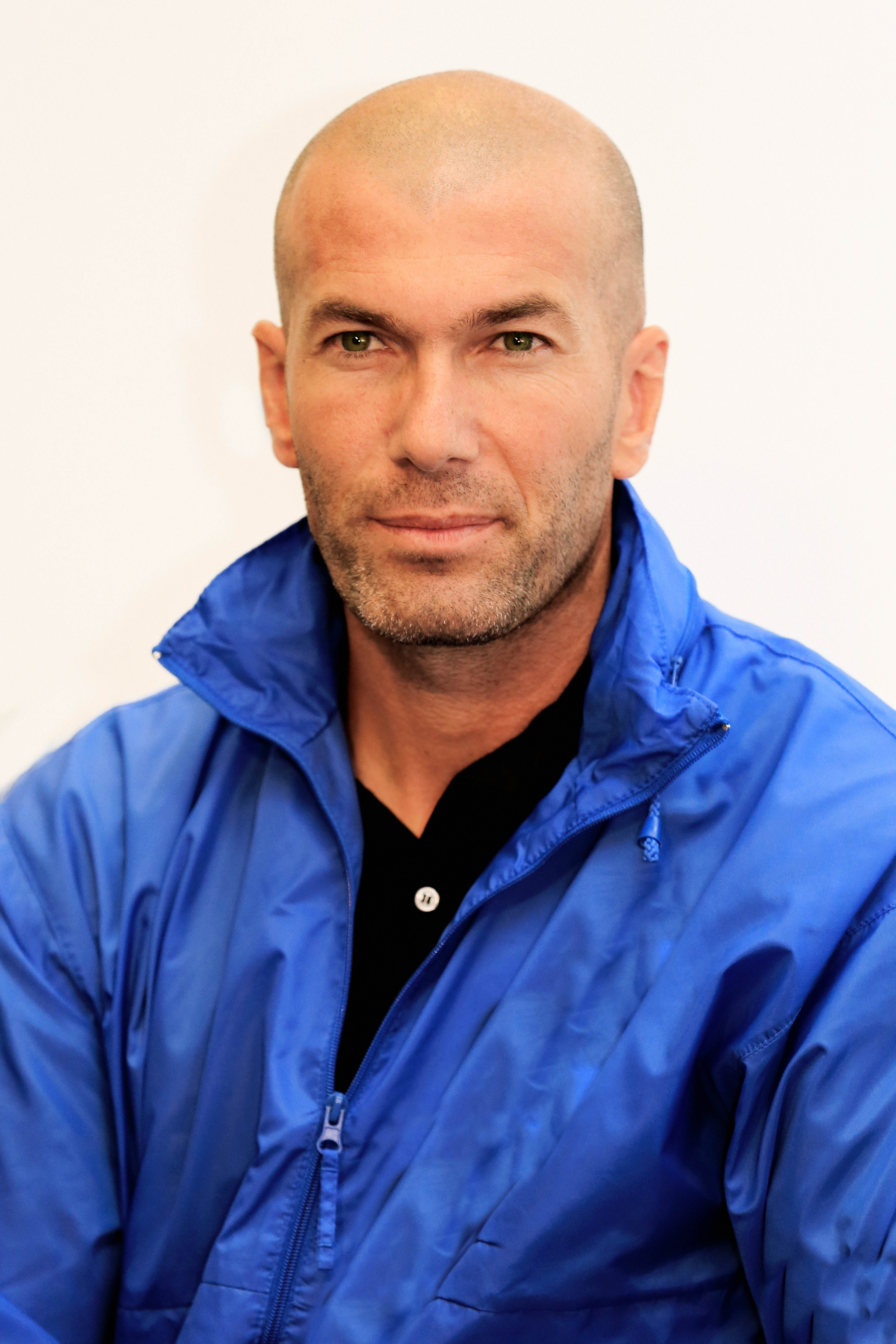
Zinédine Zidane.

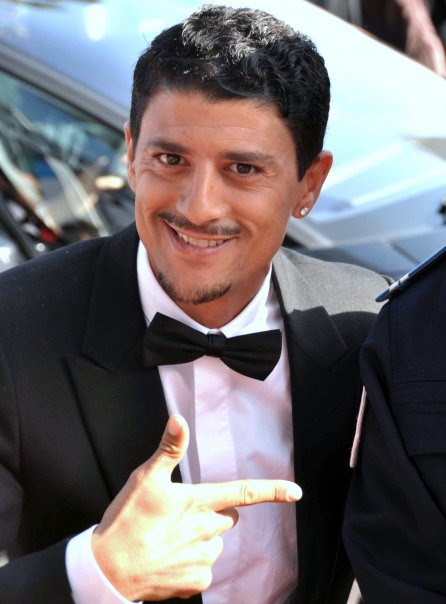
Saïd Taghmaoui.

Les Amazighs sont également largement représentés dans les populations issues de l'immigration en Europe, notamment en France et aux Pays-Bas, en Belgique, en Espagne, mais aussi aux États-Unis et au Canada.
En France les amazighophones représentent 25 % des immigrés algériens et 16 % des immigrés marocains.
Selon les conclusions d'un colloque « Pour une histoire sociale du berbère en France », sous la direction de Salem Chaker tenu en octobre 2004 à l'Institut national des langues et civilisations orientales : « On peut raisonnablement estimer la proportion de berbérophones à 35 % de l'ensemble de la population originaire d'Afrique du Nord établie en France (quel que soit son statut juridique). Si l'on retient une fourchette de 4 à 5 millions de personnes d'origine maghrébine, on aboutit à un total de 1,5 à 2 millions de berbérophones en France. »
Rifains (Maroc) et Kabyles (Algérie) sont largement majoritaires. « Il existe bien sûr des berbérophones issus d'autres pays (Tunisie, Libye et pays du Sahel), mais leur nombre reste peu significatif (de quelques centaines à quelques milliers de personnes). »

Selon Belkacem Lounès, président du Congrès mondial amazigh : 

« L'immigration berbère en France est l'une des plus anciennes puisqu'elle remonte à la fin du XIXe siècle. Elle répondait à la fois aux besoins de mobilisation des soldats en période de guerre (Première et Seconde Guerres mondiales) et au déficit de main-d'œuvre, notamment dans les secteurs de l'industrie et du BTP. On estime actuellement l'immigration berbère à environ deux millions d'individus, contribuant en toute discrétion à l'épanouissement économique, scientifique, artistique et sportif de la France. Il est utile de rappeler par exemple qu'Édith Piaf, Marcel Mouloudji, Daniel Prévost, Isabelle Adjani, Yasmine Bleeth, Zidane et bien d'autres personnalités de tous horizons, sont le fruit de cet apport berbère. »

En Belgique et aux Pays-Bas il existe une importante majorité écrasante[pas clair] de Amazighs parmi les Maghrébins résidant dans les pays du Benelux avec plus d'un million de Rifains, concentrés dans des grandes villes telles que Bruxelles, Anvers, Amsterdam ou encore Utrecht.

## Religion

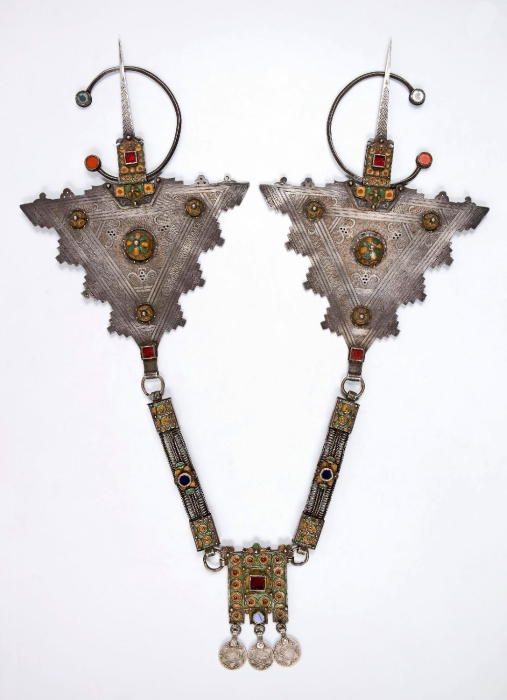
Broche penannulaire traditionnelle berbère.

Durant l'Antiquité, les Libyens anciens pratiquaient la religion libyque, religion traditionnelle des Amazighs avant l'arrivée des religions abrahamiques en Afrique du Nord. Cette religion traditionnelle mettait fortement l'accent sur le culte des ancêtres, le polythéisme et l'animisme. Beaucoup de croyances Amazighs anciennes ont été développées localement, tandis que d'autres ont été plus ou moins influencées et ont elles-mêmes influencé d'autres religions méditerranéennes traditionnelles telles que la religion égyptienne, la religion hellénistique et la religion punique. Certaines des anciennes croyances Amazighs existent encore aujourd'hui subtilement dans la culture et la tradition populaires Amazighs.
À la suite de l'expansion de l'Islam et de la conquête musulmane du Maghreb, les Amazighs sont devenus majoritairement des musulmans. Ils sont majoritairement sunnites mais certaines communautés Amazighs, comme les Mozabites du Mzab et les Amazighs libyens du Nefoussa et de Zouara sont principalement ibadites.
Jusqu'aux années 1960, il y avait aussi une importante minorité berbère juive au Maghreb, mais l'émigration (principalement vers Israël et la France) réduisit considérablement leur nombre à seulement quelques centaines d'individus.

## Travail
L'entreprenariat est plus marquée chez les élites maghrébines Amazighs de certaines régions, dont les Soussis, les Mozabites, les Kabyles, les Djerbiens (en).

## Cultes amazighs
Pendant l'Antiquité, les cultes Amazighs étaient pratiqués librement au début de la présence romaine. Au musée de Timgad, plusieurs fresques représentent les divers cultes Amazighs.
- En berbère la lune et le dieu lunaire portent le même nom : Ayyur. Hérodote mentionne que les Amazighs antiques vénéraient la lune et le soleil, auxquels ils offraient des sacrifices : « Les sacrifices des nomades se font de cette manière : ils commencent par couper l'oreille de la victime (cela leur tient lieu de prémices), et la jettent sur le faîte de leurs maisons ; cela fait, ils lui tordent le cou : ils n'en immolent qu'au Soleil et à la Lune. Tous les Libyens font des sacrifices à ces deux divinités »[177]. D'autres auteurs attestent ce culte, ainsi que des graffitis, comme un « Solo Deo Invicto » relevé à Thagaste[178].
- Africa, déesse de la guerre, très influente en Afrique du Nord, était considérée comme la protectrice des marchands et figurait à ce titre sur les pièces de monnaie Amazighs. Pline l'Ancien écrit qu'en Afrique, personne ne prenait de décision sans invoquer Africa (en latin : Ifri). Après la conquête romaine, elle figurait toujours sur les pièces.

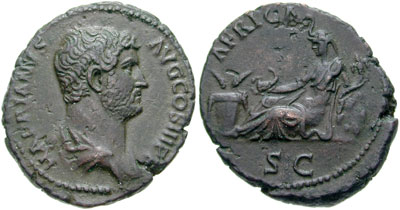
As d'Hadrien (136), représentant sur l'avers Africa, portant une dépouille d'éléphant, tenant un scorpion et une corne d'abondance, un modius de blé à ses pieds.

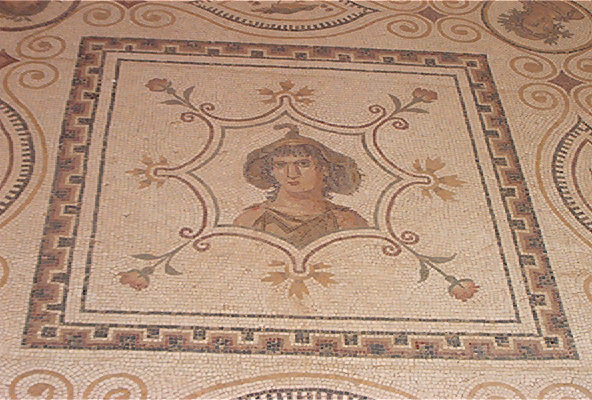
Mosaïque de la Domus Africa de Thysdrus

Afrique ou Africa provient de Ifren, Ifri est une divinité berbère, le pluriel est Ifren. La traduction ou l'emprunt latin nous donne Africa (Afrique) qui a été une déesse berbère avant la conquête des Romains. Dea Africa signifie déesse Africa et représente un symbole à l'époque romaine. Et aussi Ifri désigne les populations locales des Afers. Ifru symbolise les rites dans les cavernes pour protéger les commerçants. La grotte non loin de Constantine à Guechguech et la pièce de monnaie romaine indiquent le mythe de la protection. Ifru était une déesse solaire et en même titre un dieu des cavernes et protecteur du foyer, etc. Ifru est une sorte de Vesta berbère.
- Gurzil (en berbère Agurzil) est une divinité à la tête de taureau, fils d'Ammon. Corippe mentionne un certain Laguatan (la tribu des Laguatan (ou Luwata) et sont Zénète), grand prêtre de Gurzil, combattant les Byzantins, qui l'auraient tué alors qu'il tentait de s'enfuir avec les icônes de Gurzil[184]. Parmi les ruines de Ghirza, en Libye, se trouve un temple qui est peut-être dédié à Gurzil — d'où par ailleurs pourrait provenir le nom de la cité.

- En Numidie, à N'Gaous dans les Aurès, plusieurs stèles africaines (Molchornor, « sacrifice d'un agneau »[185] ou stèles de Saturne avec mention d'un sacrifice particulier)[186] ont été trouvées par les chercheurs et signalées par les historiens.

## Culture amazighe
Traditionnellement, les hommes s'occupent du bétail. Ils migrent en suivant le cycle naturel des pâturages, et en recherchant des sources d'eau et des abris. Ils sont ainsi assurés d'une abondance de laine, de coton et de plantes pour la teinture. De leur côté, les femmes s'occupent des biens de la famille et confectionnent les objets artisanaux — tout d'abord pour leur usage personnel, et ensuite pour la vente dans les souks de leur localité.
Les tribus Amazighs tissent des tapis amazighs ou kilims. Les tapisseries traditionnelles conservent l'apparence et le caractère distinct de la région d'origine de chaque tribu, qui possède en effet son propre répertoire de dessins. Le tissage d'armure toile est représenté par une grande variété de bandes, et plus rarement par des motifs géométriques, tels les triangles et le losange. Les décorations additionnelles, comme les paillettes ou les franges, sont typiquement des tissés Amazighs du Maroc.
Le mode de vie nomade ou semi-nomade des Amazighs convient très bien au tissage des kilims. Les us et coutumes diffèrent d'une région à une autre.
La structure sociale des Amazighs est tribale. Un chef est désigné pour diriger la tribu ou la confédération. Au Moyen Âge, plusieurs femmes ont eu le pouvoir de gouverner comme la reine Dihya (Kahina) dans les Aurès (où vivent actuellement les Chaouis). Il y a eu plusieurs chefs ou reines Amazighs comme Tin Hinan au Hoggar, Chemci (elle est issue de la grande tribu des Aït Iraten de la Kabylie), Fatma Tazoughert dans les Aurès. Lalla Fatma N'Soumer était une femme berbère de la région kabyle qui a combattu les Français.
La majorité des tribus amazighs ont actuellement des hommes comme chef de clan. En Algérie, la plateforme d'el Kseur en Kabylie (le Gouvernement algérien et les Arouchs (tribu) Kabyles se sont accordés sur cette plateforme) donne le droit aux tribus d'émettre des sanctions pécuniaires à l'encontre des délinquants. Dans les régions des Chaouis, les chefs de tribus décrètent des sanctions contre les hors-la-loi.
Les Touaregs ont un chef à la tête de leur tribu, qui est appelé « Amenokal », ou « Tamenokalt » si c'est une femme, à l'image de Tin Hinan, qui fut reine et tamenokalt. La société touarègue est très hiérarchisée et matrilinéaire, la transmission du lignage se faisant traditionnellement non pas par le père mais par la mère,.

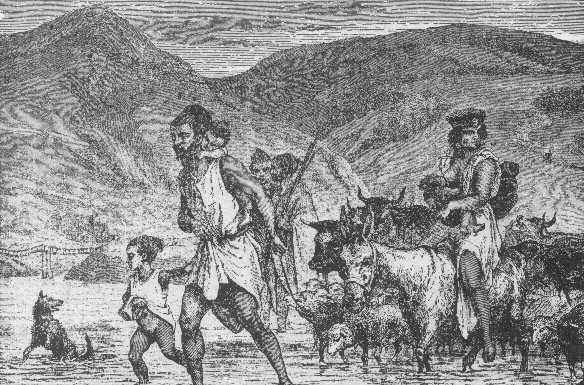
Une famille berbère traversant un gué avec son bétail (Algérie, 1890)
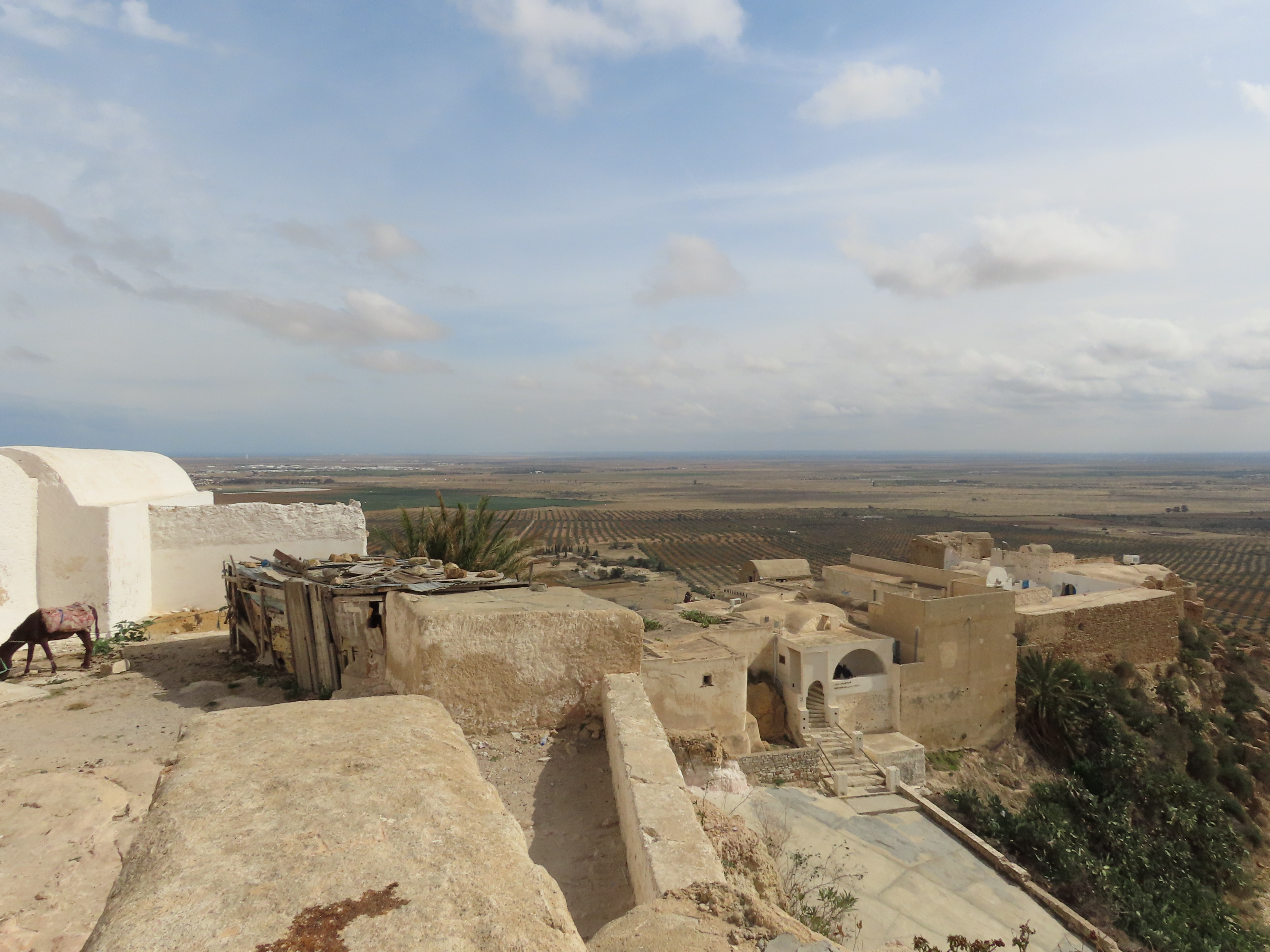
Vue depuis un village berbère en Tunisie
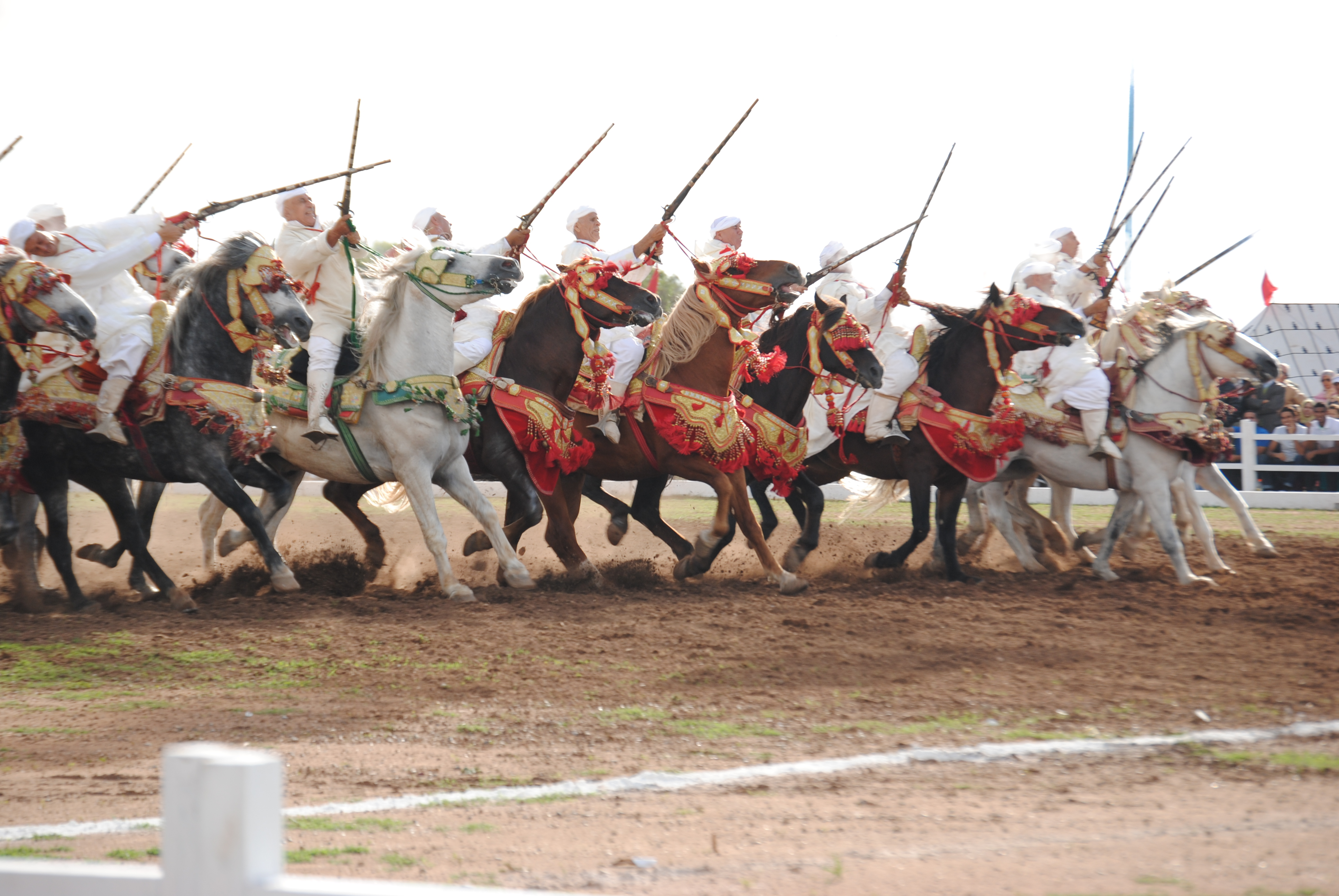
Le festival de Fantasia
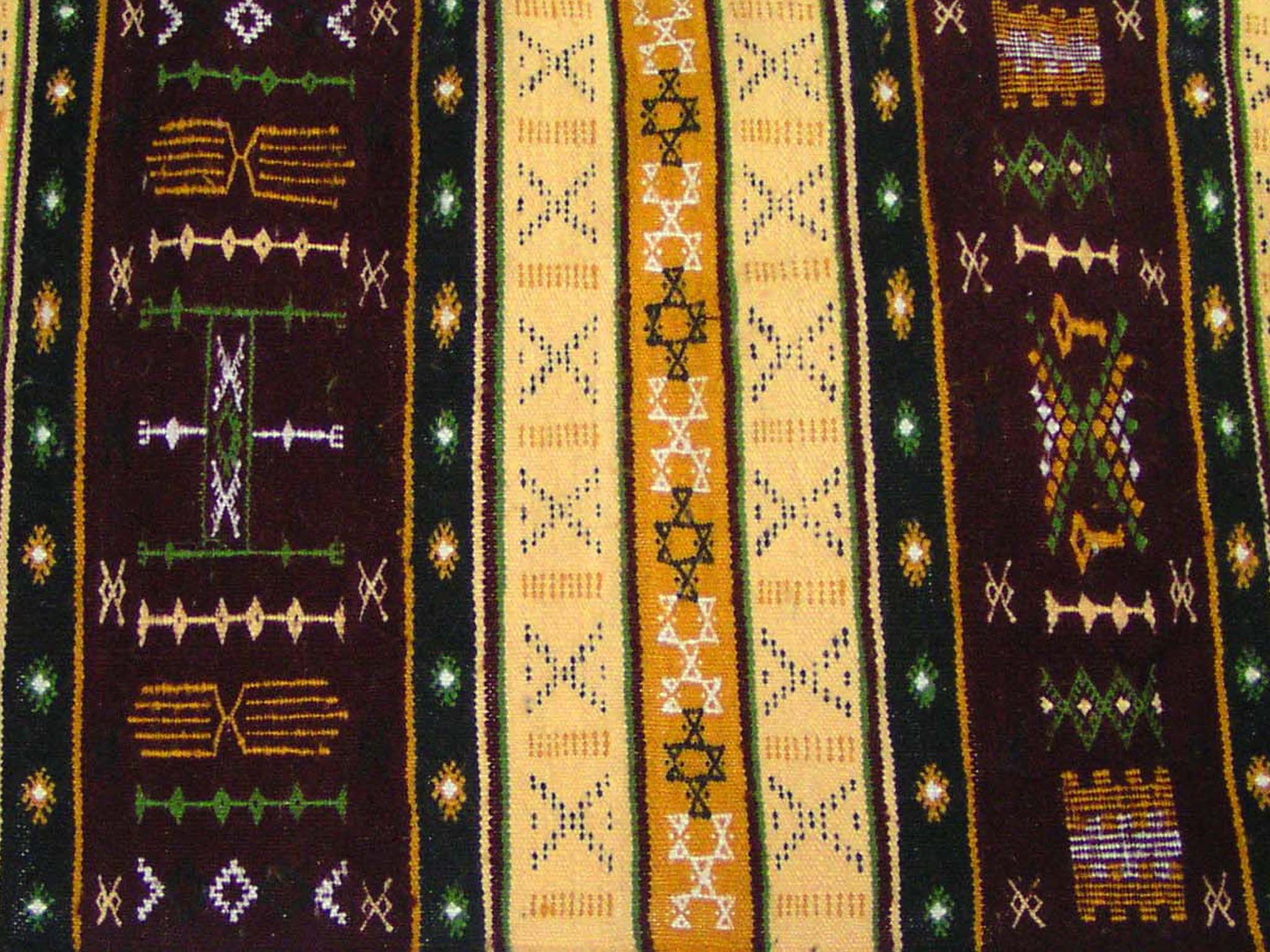
Tapis de Kabylie (Algérie)
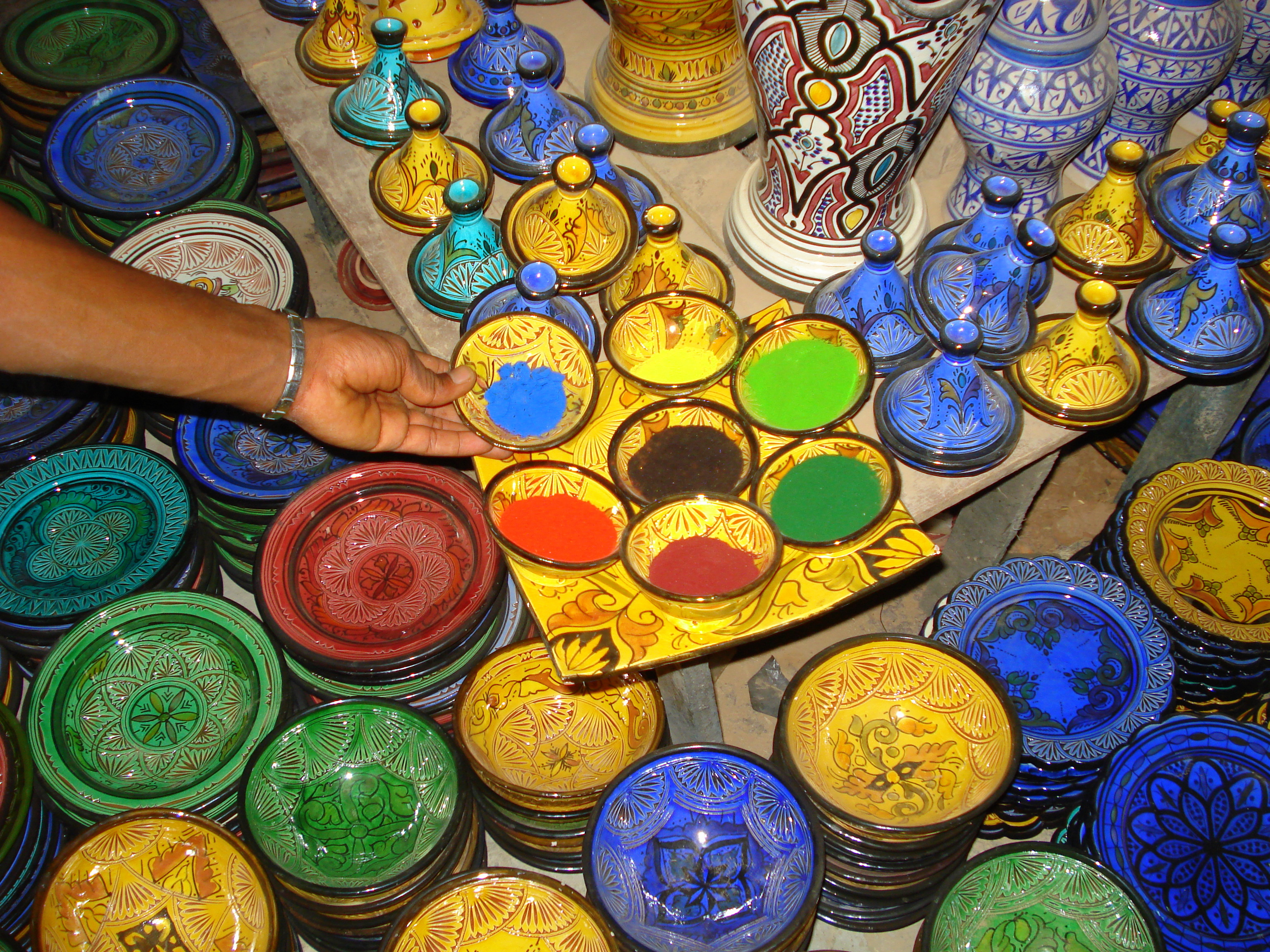
Artisanat berbère au Maroc

Les Mozabites, Amazighs du Mzab, sont régis par les chefs spirituels de l'ibadisme. Les Mozabites ont une vie communautaire. Lors de la crise de Berriane, les notables de chaque tribu ont réglé le problème et ils ont entamé des pourparlers pour arrêter la crise entre malékite et ibadite. Dans les mariages, c'est l'homme qui choisit la femme, et souvent, c'est la famille qui décide, tout dépend de la tribu. En revanche, chez les Touaregs, c'est la femme qui choisit son futur époux. De nos jours les rites de mariage sont différents pour chaque tribu, les familles sont soit matriarcales soit patriarcales.

### Croyances
- Mythologie berbère (rubriques), Divinités Amazighs, Croyances Amazighs
- Mythologie kabyle

### Tatouage

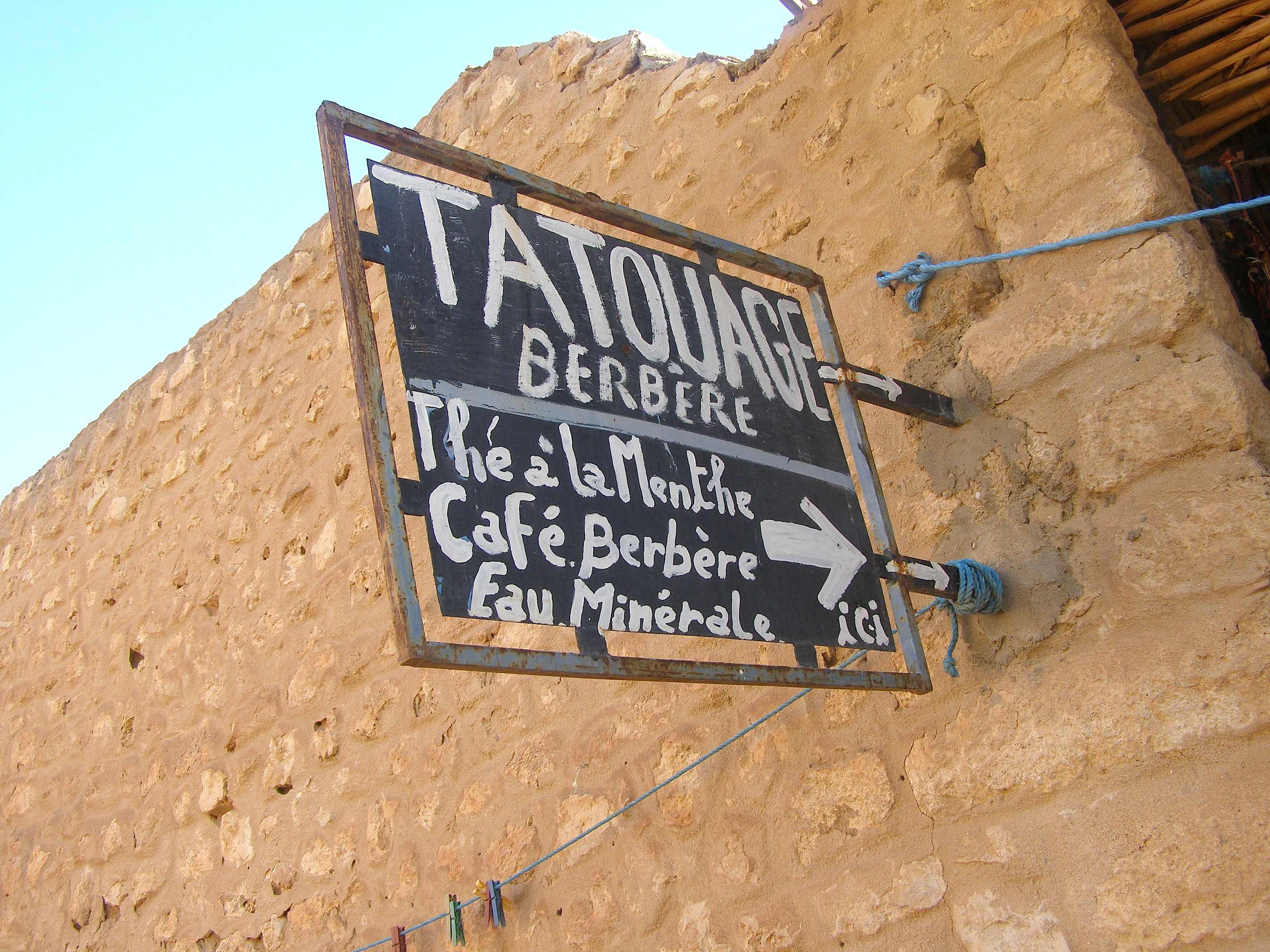
Enseigne dans l'ancien village de Mides en Tunisie

De tous temps, le tatouage a fait partie de la culture berbère. Dans l'Antiquité déjà, les peintures murales retrouvées dans la tombe du roi Sethi Ier en Égypte montrent des Libyens anciens (Amazighs anciens) arborant des tatouages. Le tatouage peut avoir plusieurs fonctions chez les Amazighs, il peut être lié à des rites magico-religieux hérités de la religion libyque (religion berbère ancestrale), mais peut aussi avoir une fonction médicale ou curative, ou simplement avoir un rôle esthétique. Les croyances ancestrales liées au tatouage sont toujours ancrées dans les campagnes et intégrées dans les croyances et coutumes chez les Amazighs. De nos jours les femmes dessinent encore parfois, sur le front de leurs enfants, un point ou une croix en se servant du noir de fumée pour conjurer le sort (si un événement néfaste se produit le même jour que la naissance d'un enfant, par exemple).

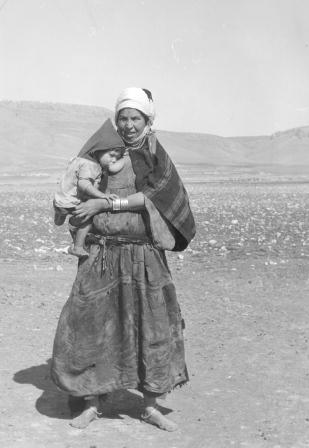
Femme berbère chaouia en tenue traditionnelle avec son enfant, 1936

Chez les Amazighs, le tatouage est considéré comme un langage entre l'humain et les esprits. Le tatouage au henné (ihenni ou anella en berbère) est actuellement une représentation ornementale, lors d'un mariage ou d'évènements heureux, mais il a déjà eu un sens magique primitif.
Les femmes Amazighs se mariaient en se maquillant au mascara, en se tatouant au henné, et en se parant de bijoux en cuivre pour être belles et désirables, ou pour exprimer un sentiment. Lors de la mort du mari par exemple, la femme berbère pouvait porter un tatouage sur le menton (barbichette), et une chaînette reliant les oreilles, symbolisant la barbe du mari.
Le tatouage berbère remonte à la Préhistoire et servait notamment aux tribus Amazighs à s'identifier à travers des dessins géométriques sur le corps (tribus libyennes).
Le mascara, découvert par les Français lors de la colonisation de l'Algérie, existait dans les hauts plateaux occupés par les Amazighs. Ceux-ci l'utilisaient contre le trachome et pour atténuer la luminosité du désert. Les femmes l'utilisaient en outre comme maquillage et pour conjurer les mauvais sorts ; les hommes l'utilisaient également à des fins guerrières, en se grimant.

### Festivals
- Fantasia
- Imilchil

Plusieurs rites de fantasia sont organisés au Maghreb. Le cheval est important chez les Amazighs. Le barbe est un cheval berbère. Les Zénètes étaient des experts dans la manière de monter un cheval (la jineta).

### Culture
- Encyclopédie berbère (1984-)
- Cuisine berbère
- Jeux traditionnels Amazighs[196],[197]
- Sport traditionnel : Takourth[198]
- Artisanat berbère
  - anneau de cheville (ardif, arkhelkhal), signe de Tanit…
- Berceuses et comptines Amazighs, Collecteurs de contes Amazighs
- Littérature berbère[199], Poésie amazighe, Poètes kabyles, Amdyaz
- Peinture et sculpture[200], Lazhar Hakkar, Peintres des Aurès
- Institut royal de la culture amazighe et Discours d'Ajdir (Maroc, 2001)
- Haut commissariat à l'amazighité (Maroc, 1995)
- Mouvement culturel amazighe, Printemps berbère (Algérie, 1980), Mouvement culturel berbère (Kabylie, 1980)
- Culture zayane
- Culture et art dans les Aurès
- Musique berbère, Musique kabyle, Musique chaoui, Musique dans les Aurès
- Danse des femmes chaoui[201]
- Festival international de musique de Timgad (1967)
- Festival international des films Amazighs (2013)
- Festival du Théâtre amazigh (Batna) (2009), Lahcène Chiba, Mourad Meguellati[202]
- Arts décoratifs

## Démographie contemporaine
Le Maghreb abrite aujourd'hui de vastes populations Amazighs, qui constituent la principale ascendance autochtone de la région,,,,,,. La présence ethnique sémitique dans la région est principalement due aux mouvements migratoires phéniciens, et juifs, durant l'antiquité, qui se sont mélangés avec les populations Amazighs locales,. Cependant, la majorité des habitants — parfois qualifiés de Berbères arabisés, en particulier au Maroc et en Algérie, revendiquent un héritage arabe ; c'est une conséquence du nationalisme arabe du début du xxe siècle.
Concernant les populations restantes qui parlent une langue berbère au Maghreb, elles représentent de 25 % à 40 % de la population marocaine et de 15 % à 35 % de la population algérienne, en plus de plus petites communautés en Libye et en Tunisie et de très petits groupes en Égypte et en Mauritanie.
En dehors du Maghreb, les Touaregs au Mali, au Niger et au Burkina Faso comptent une population de quelque 850 000, 1 620 000 et 50 000, bien que les Touaregs soient des Amazighs au mode de vie pastoraliste traditionnellement nomade. Ce sont les principaux habitants du vaste désert du Sahara,.
Le nombre de amazighophones est difficile à évaluer en l'absence de recensements linguistiques fiables. On entend par amazighophones ceux qui ont le berbère pour langue maternelle.
- Au Maroc, on y parle principalement le tachelhit dans le Haut-Atlas, l'Anti-Atlas et le Souss, le tamazight dans le Moyen Atlas et le tarifit dans la région du Rif, ainsi que des parlers au nombre de locuteurs et à l'aire linguistique plus restreints. Les mouvements d'exode rural du XXe siècle ont fait que beaucoup de amazighophones se sont également établis dans les grandes villes. Selon des estimations, on compte de 10 à 12 millions de amazighophones, soit environ 40 % de la population[216],[217], et d'après le recensement de 2014, le nombre de locuteurs en tachelhit, tamazight et tarifit cumulés est de 26 %[218].
- En Algérie, on compte environ 25 % de amazighophones — selon le professeur Salem Chaker, de l'INALCO et 7 millions selon Frédéric Deroche[216],[217]. Les Kabyles en constituent le groupe le plus nombreux, suivis des Chaouis[219]. Le berbère est aussi parlé dans la vallée du Mzab où l'on parle le Mozabite ainsi que dans la Dahra (Algérie) où l'on parle le Chenoui.
- En France, les amazighophones représentent 28 % des immigrés d'origine algérienne et 21,5 % des immigrés d'origine marocaine selon les sources[217],[220].
- En Afrique saharienne (Niger, Mali, Burkina Faso), les Touaregs représentent environ 3 millions de amazighophones[221].
- En Libye, aujourd'hui, entre 4 %[222] et 10 %[102] de la population libyenne parle berbère, essentiellement concentré à l'ouest du pays.
- En Tunisie, 78 000 habitants ont le berbère en tant que langue maternelle, soit à peine 0,8 % de la population totale[223].
- En Mauritanie, un dialecte berbère le zenaga a survécu mais est en voie d'extinction.
- En Égypte, on compte environ 30 000 locuteurs du berbère[224].

## Sports
Les clubs de football portant l'identité amazighe sont :
En Algérie
- Jeunesse sportive de Kabylie
- Mouloudia Olympique Béjaïa
- Union sportive Chaouia
- Chabab Aurès Batna
- Union sportive madinet Khenchela
- Jeunesse sportive madinet Béjaïa

Au Maroc :
- Hassania Union Sport d'Agadir
- Renaissance sportive de Berkane
- Olympique Dcheira
- Chabab Atlas Khénifra
- Ittihad Zemmouri de Khémisset
- US Amal Tiznit (ar)
- Fath de Nador
- Chabab Mrirt (ary)

## Amazighs notables